# شهرستان پراگ-شرق
ناحیهٔ پراگ-شرق (به چکی: Prague-East District) یک ناحیه در جمهوری چک است که در منطقه بوهمی مرکزی واقع شده‌است. ناحیهٔ پراگ-شرق ۷۵۴٫۹۱ کیلومتر مربع مساحت و ۱۴۴٬۵۱۳ نفر جمعیت دارد.

## نگارخانه

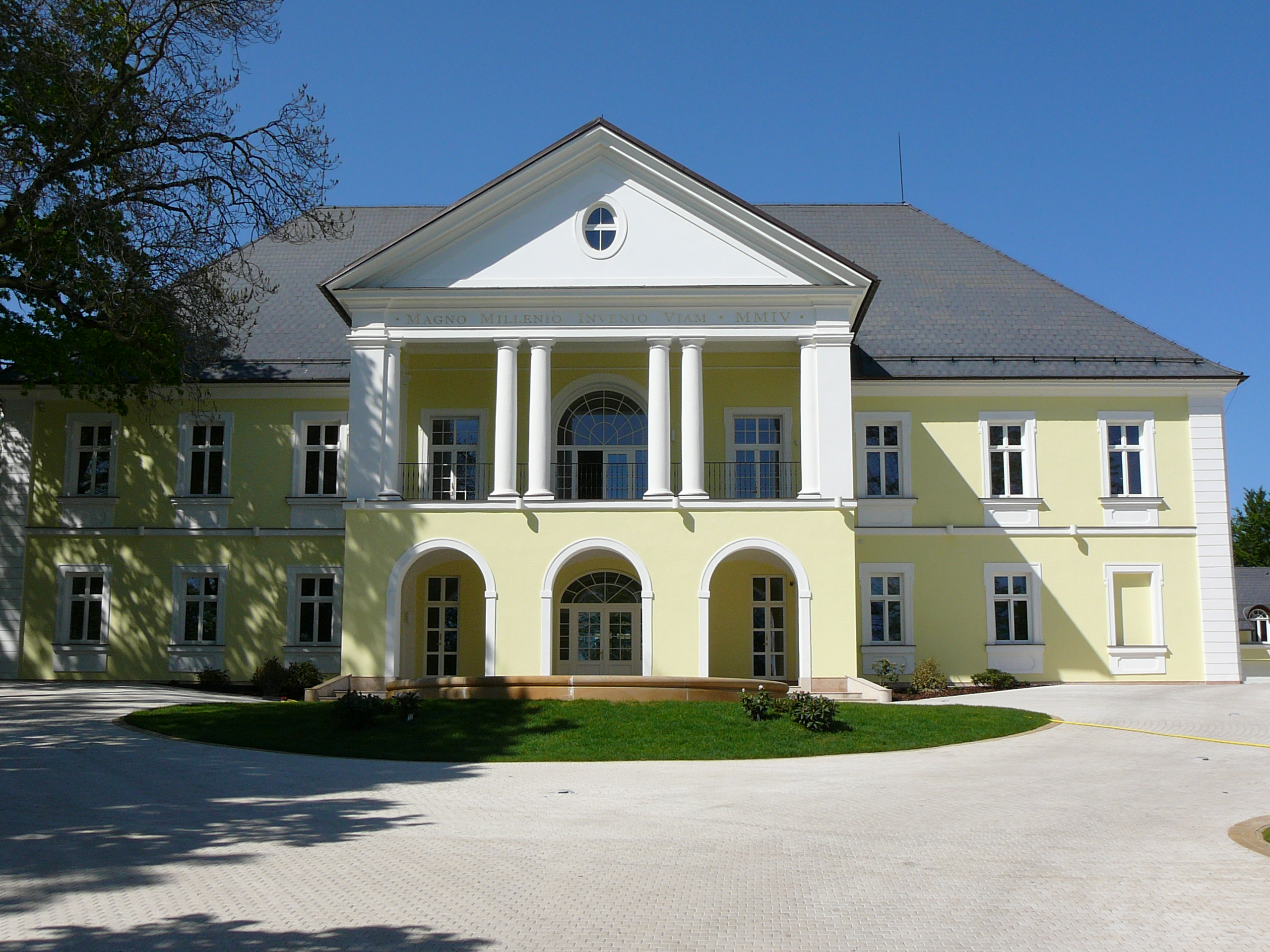
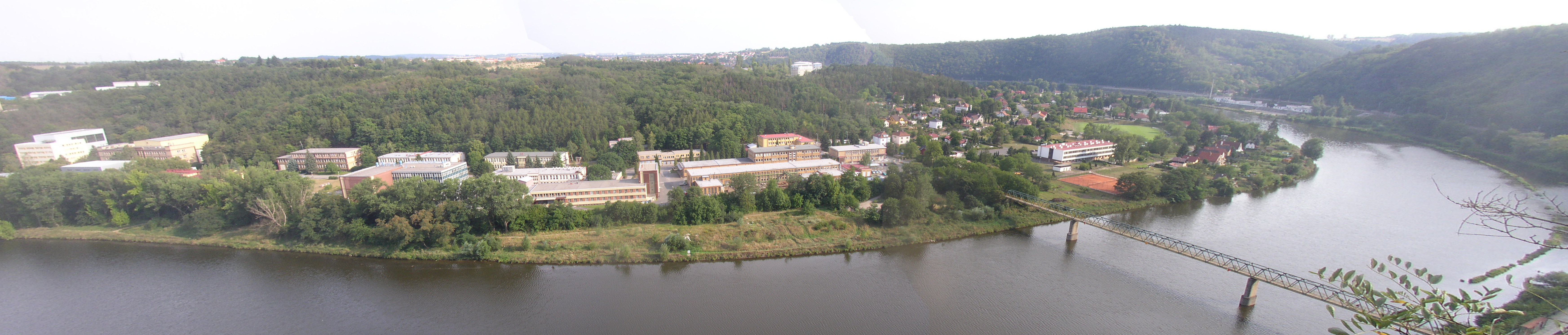
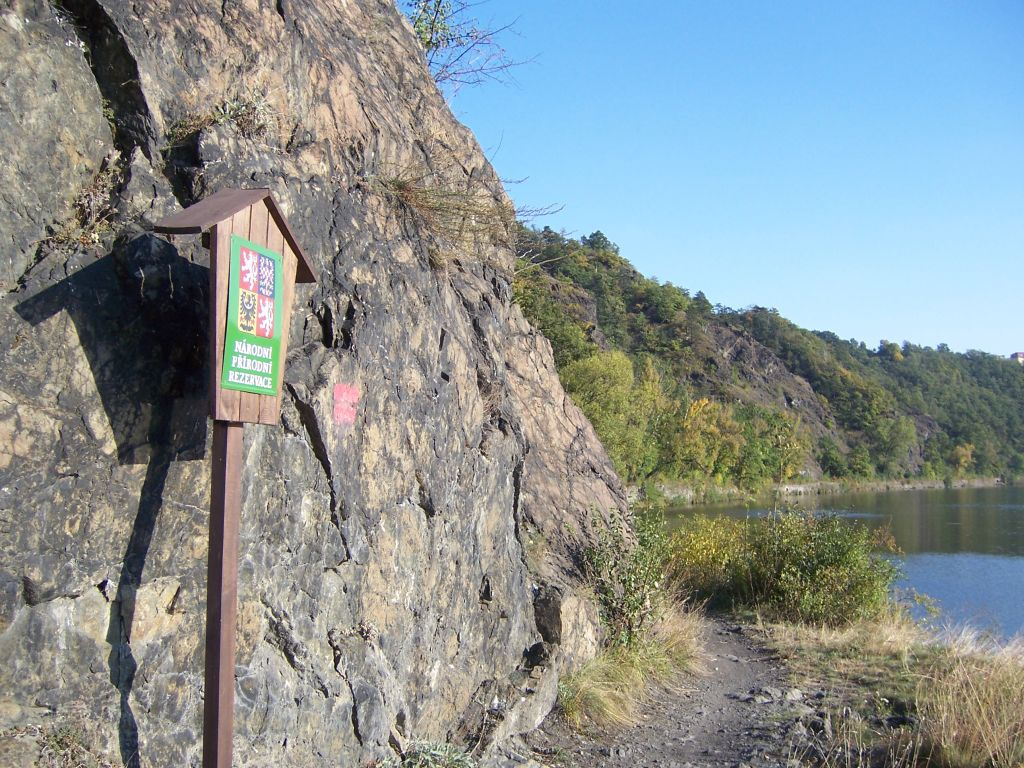
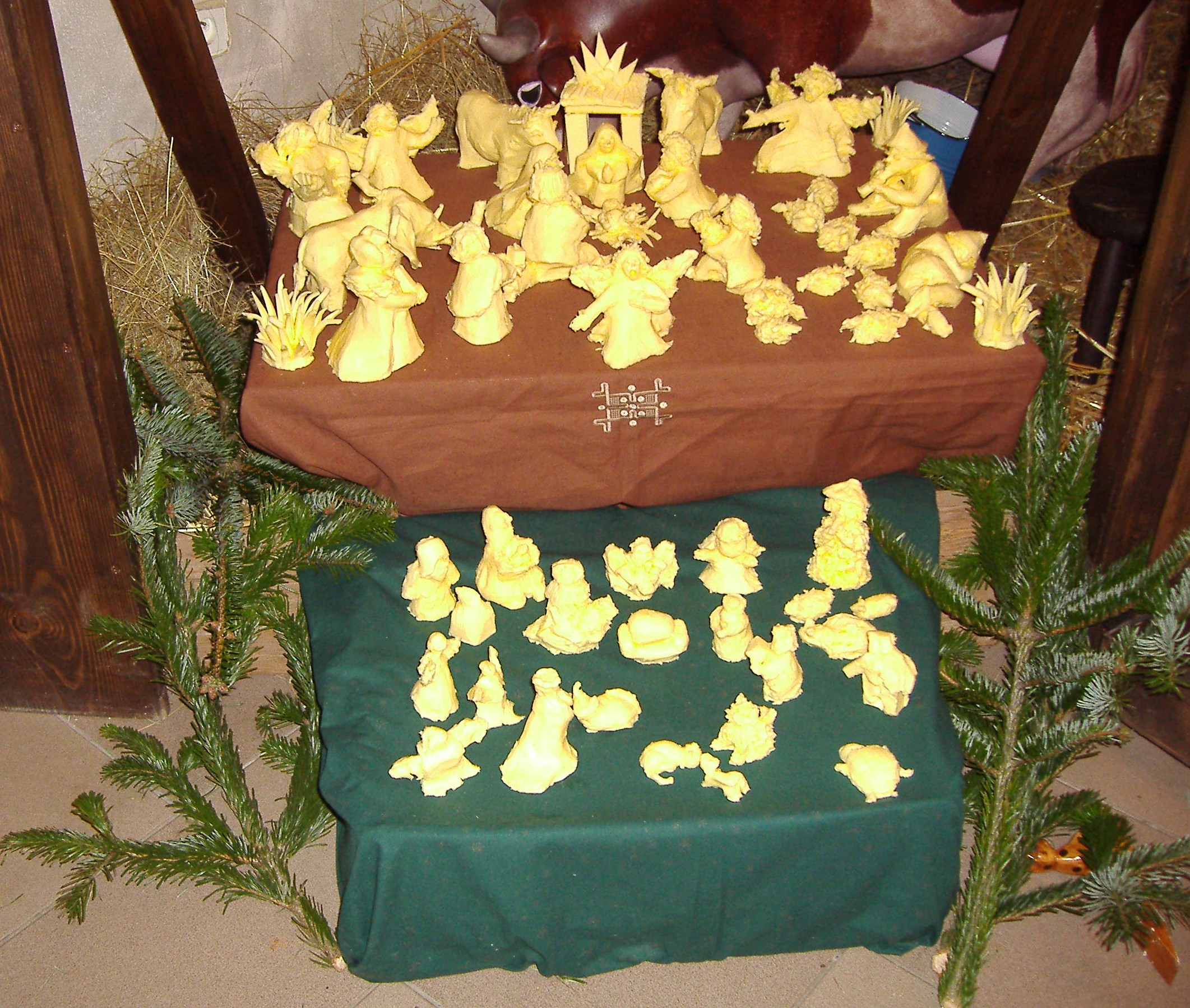
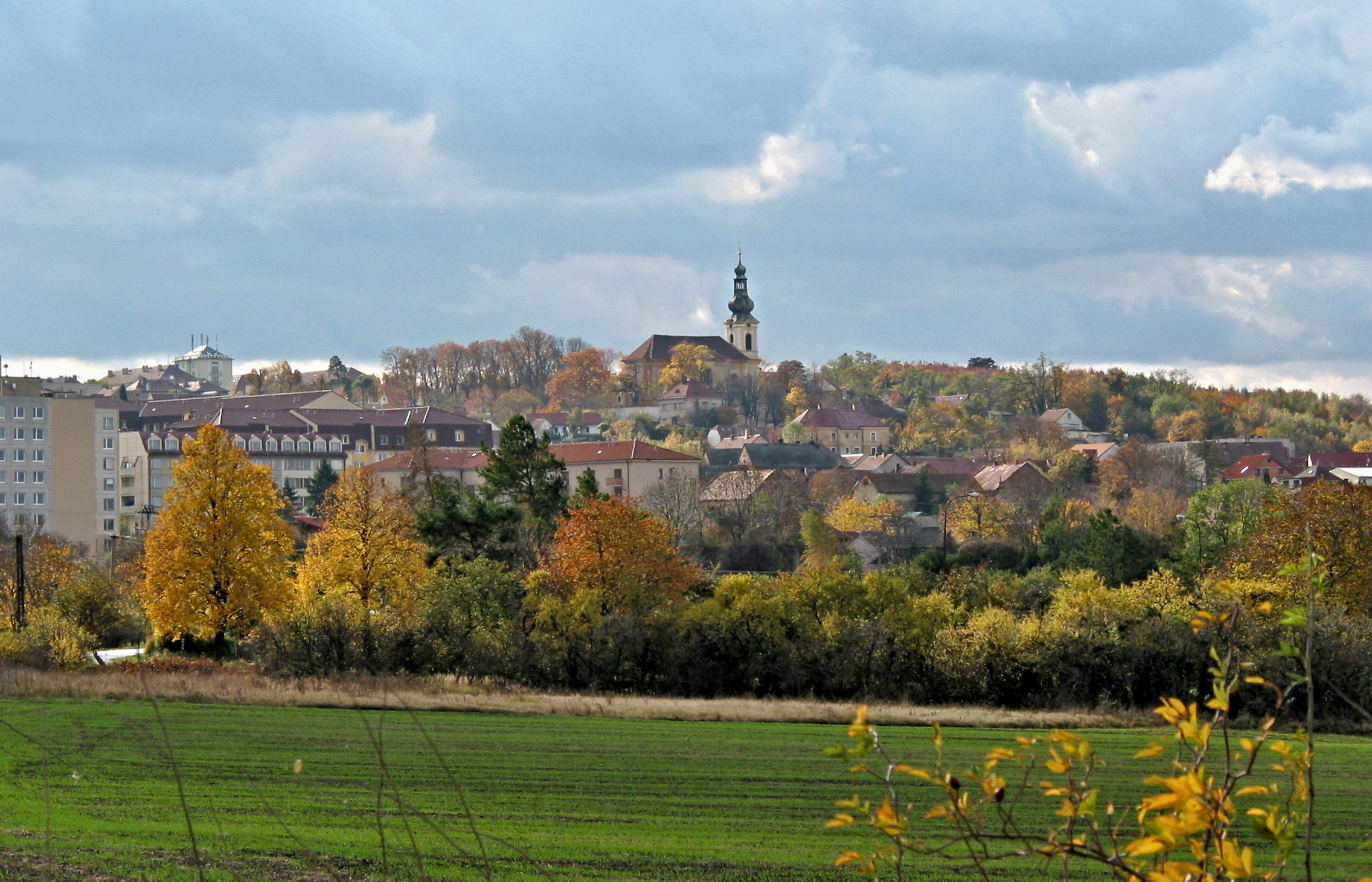
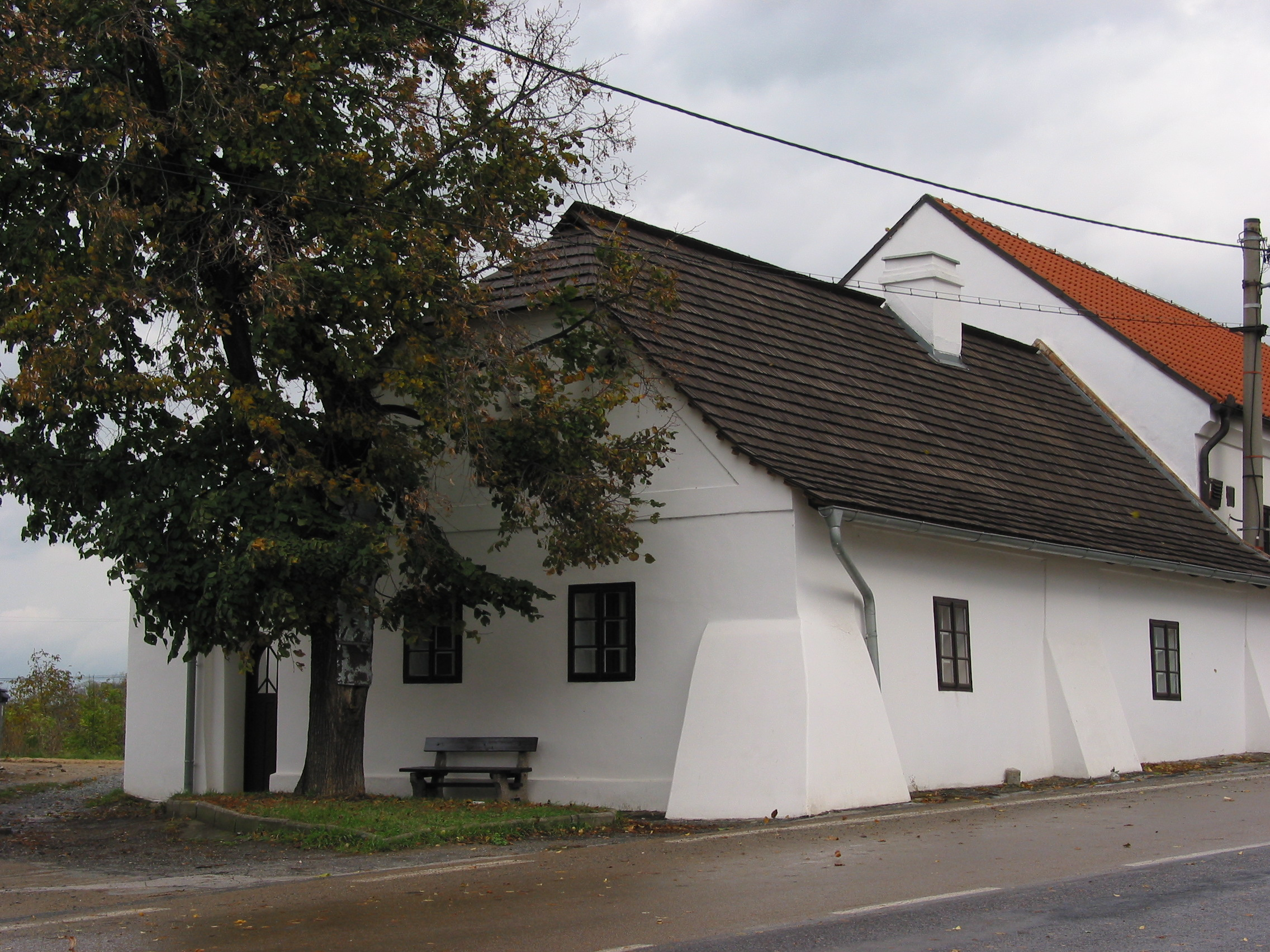
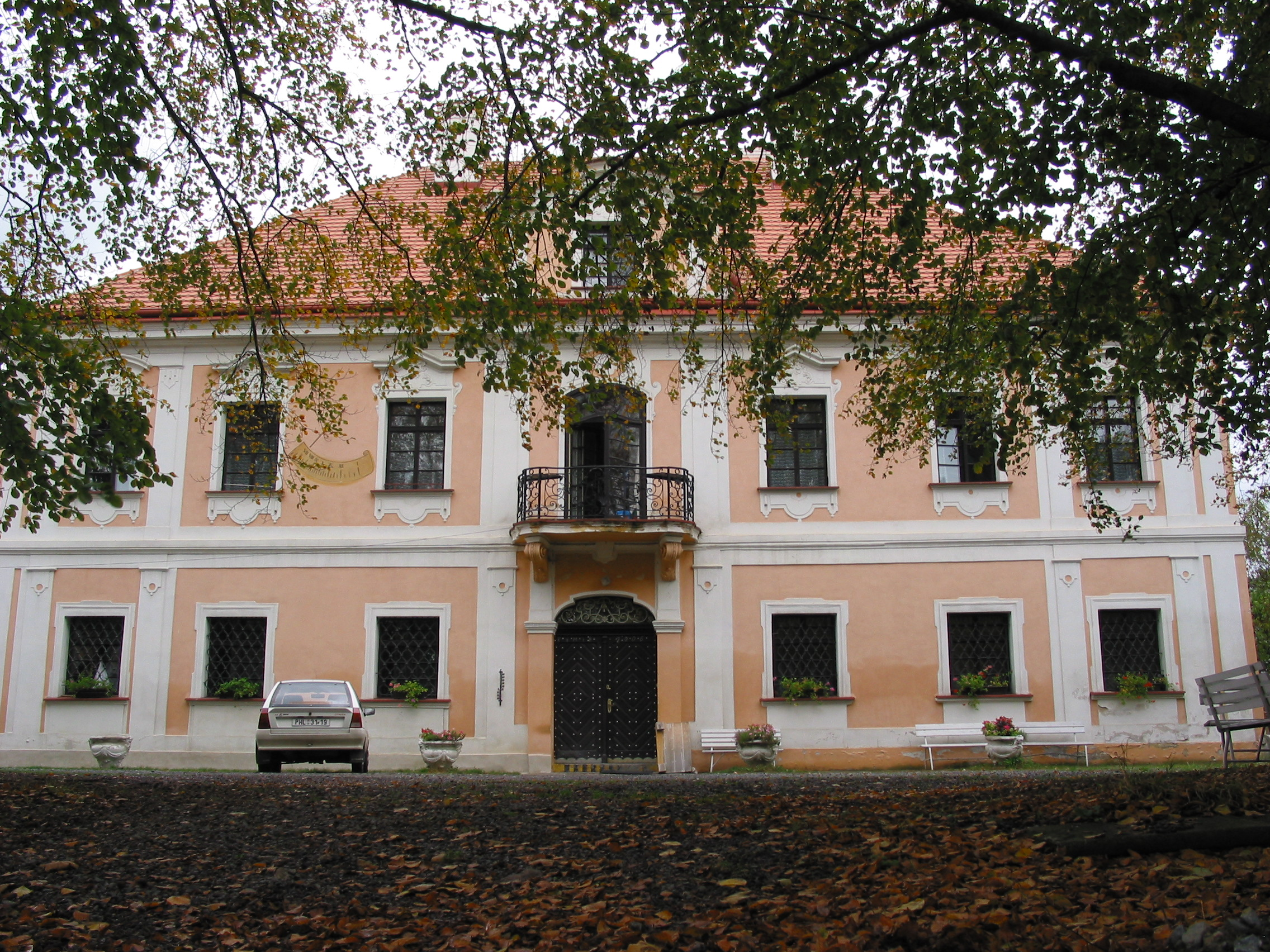
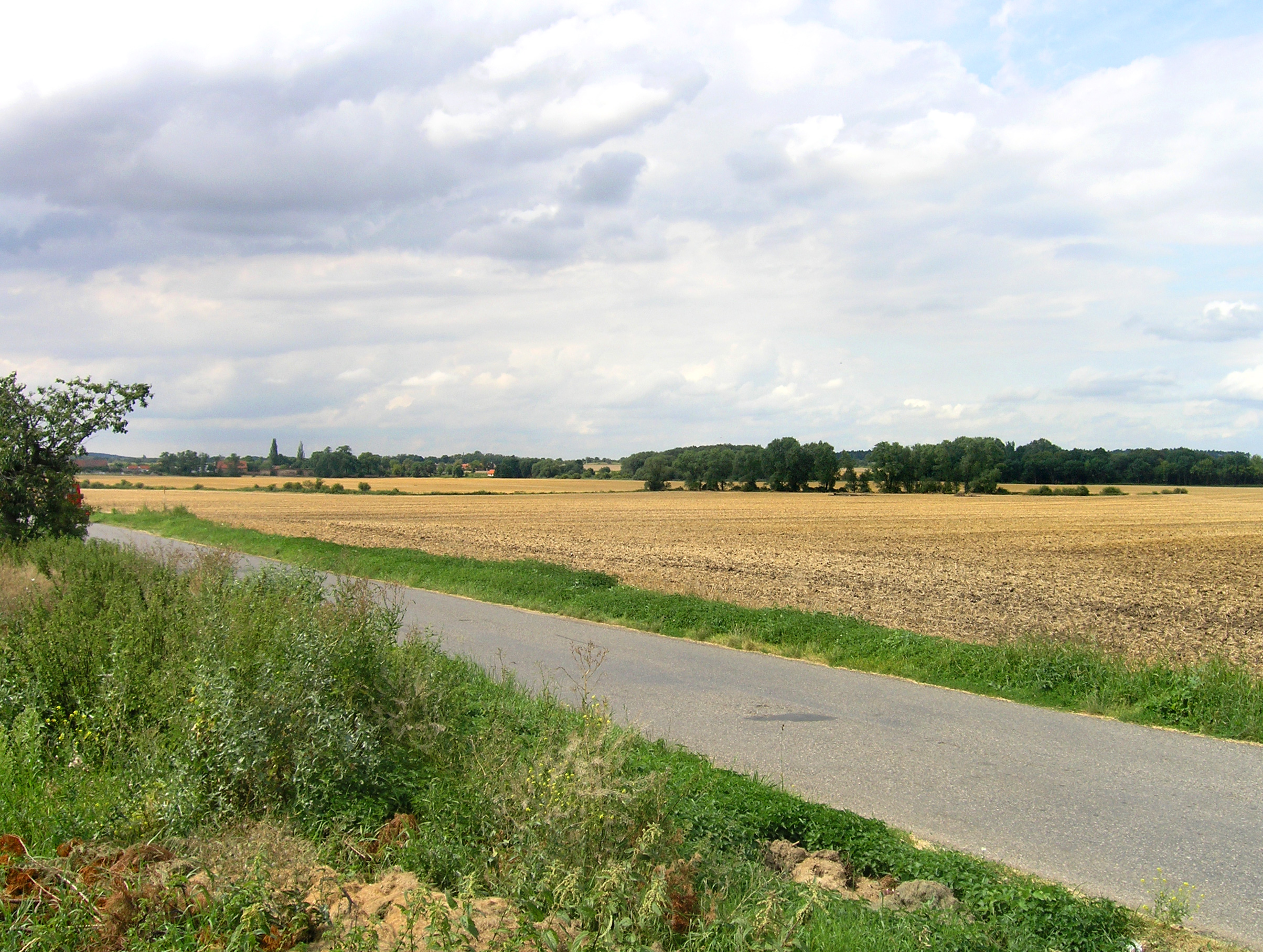
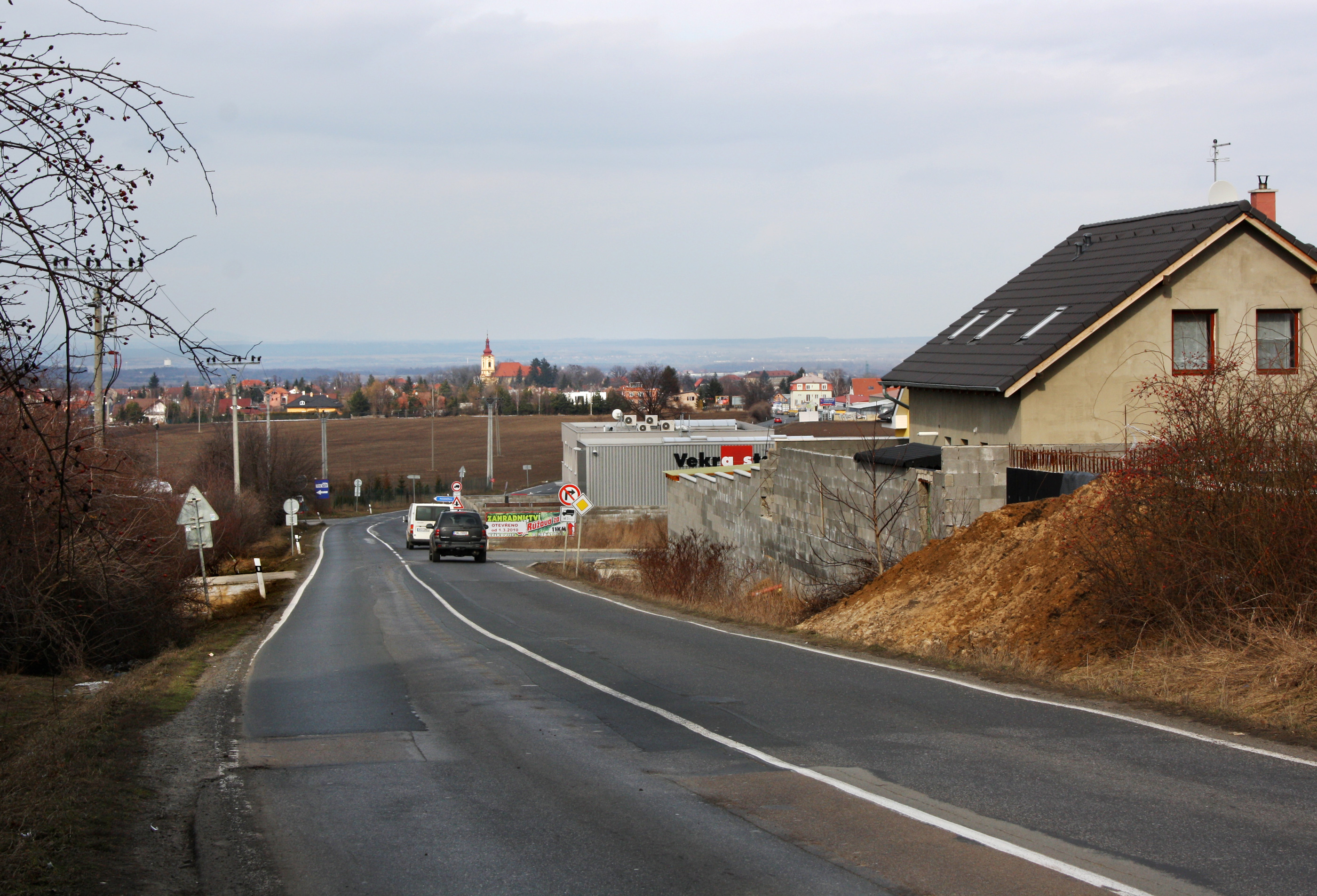
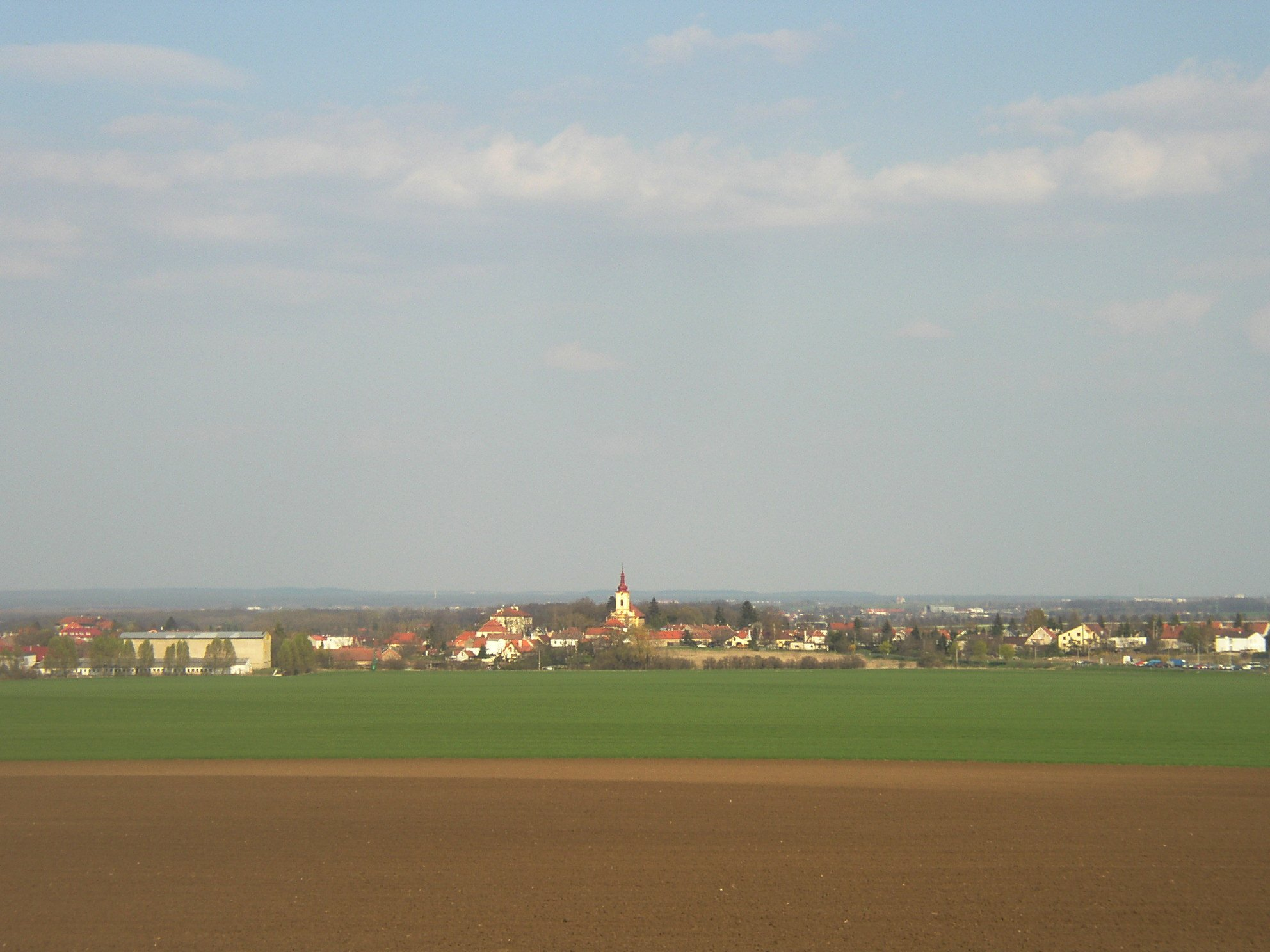
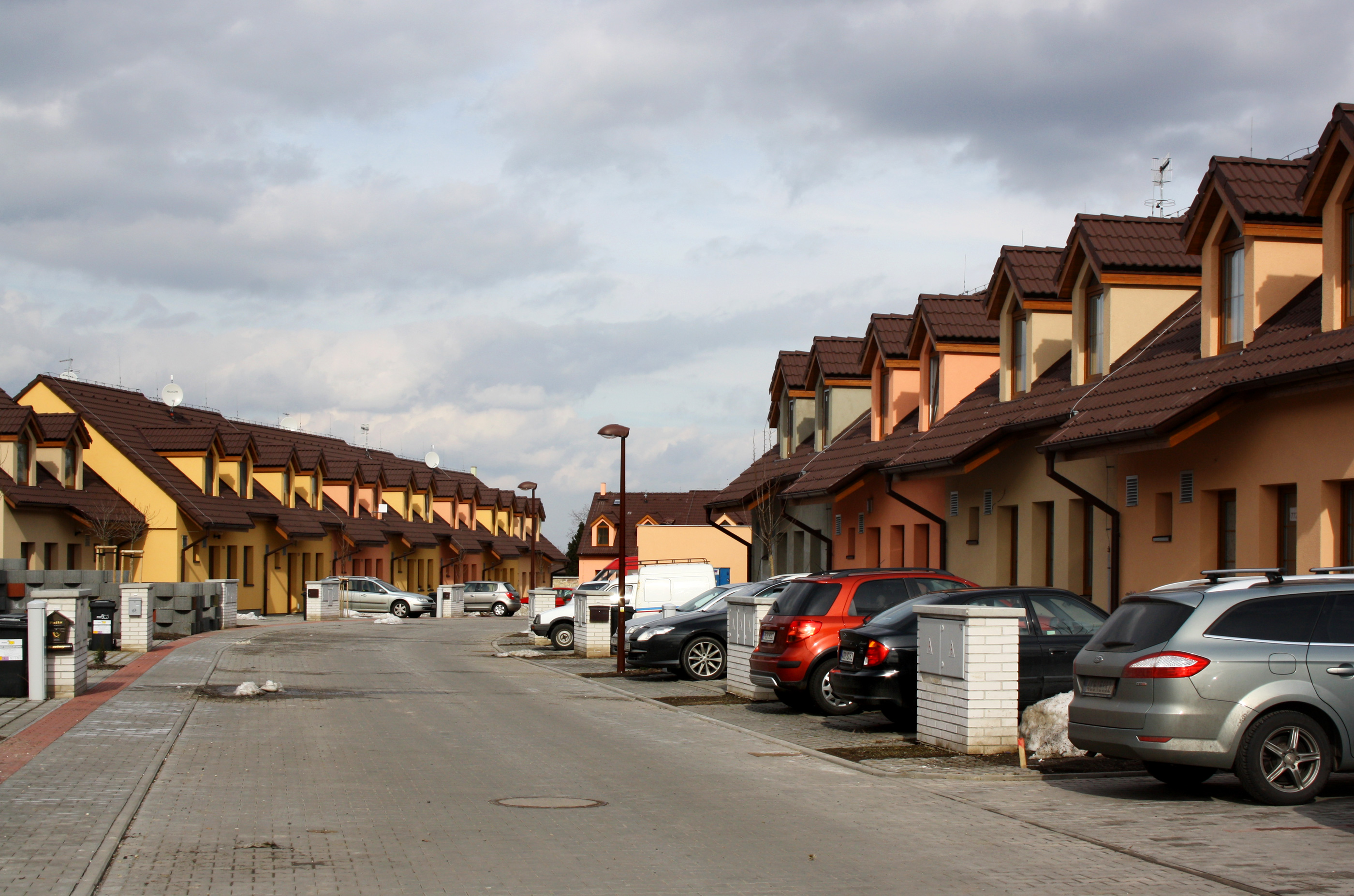
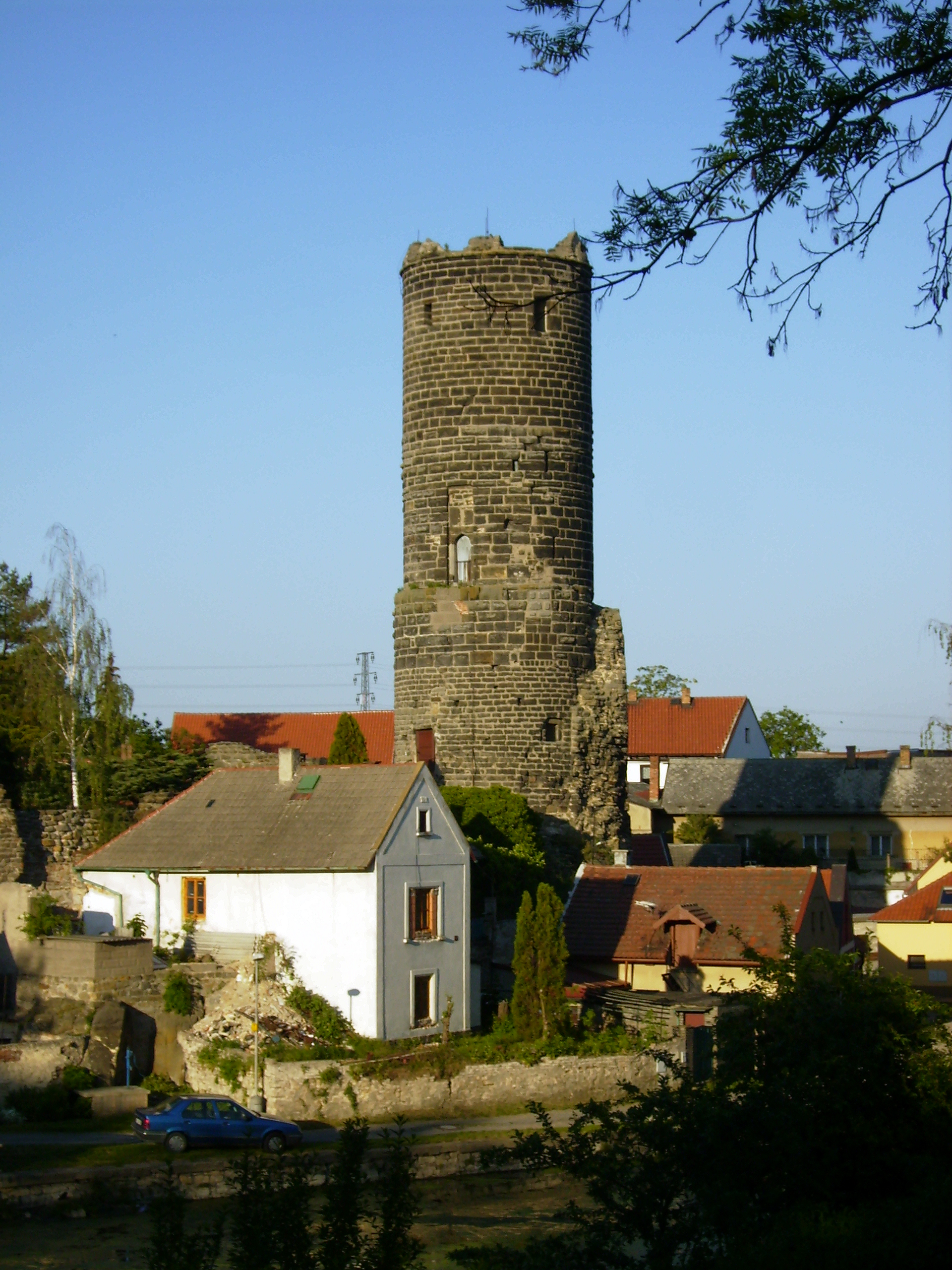
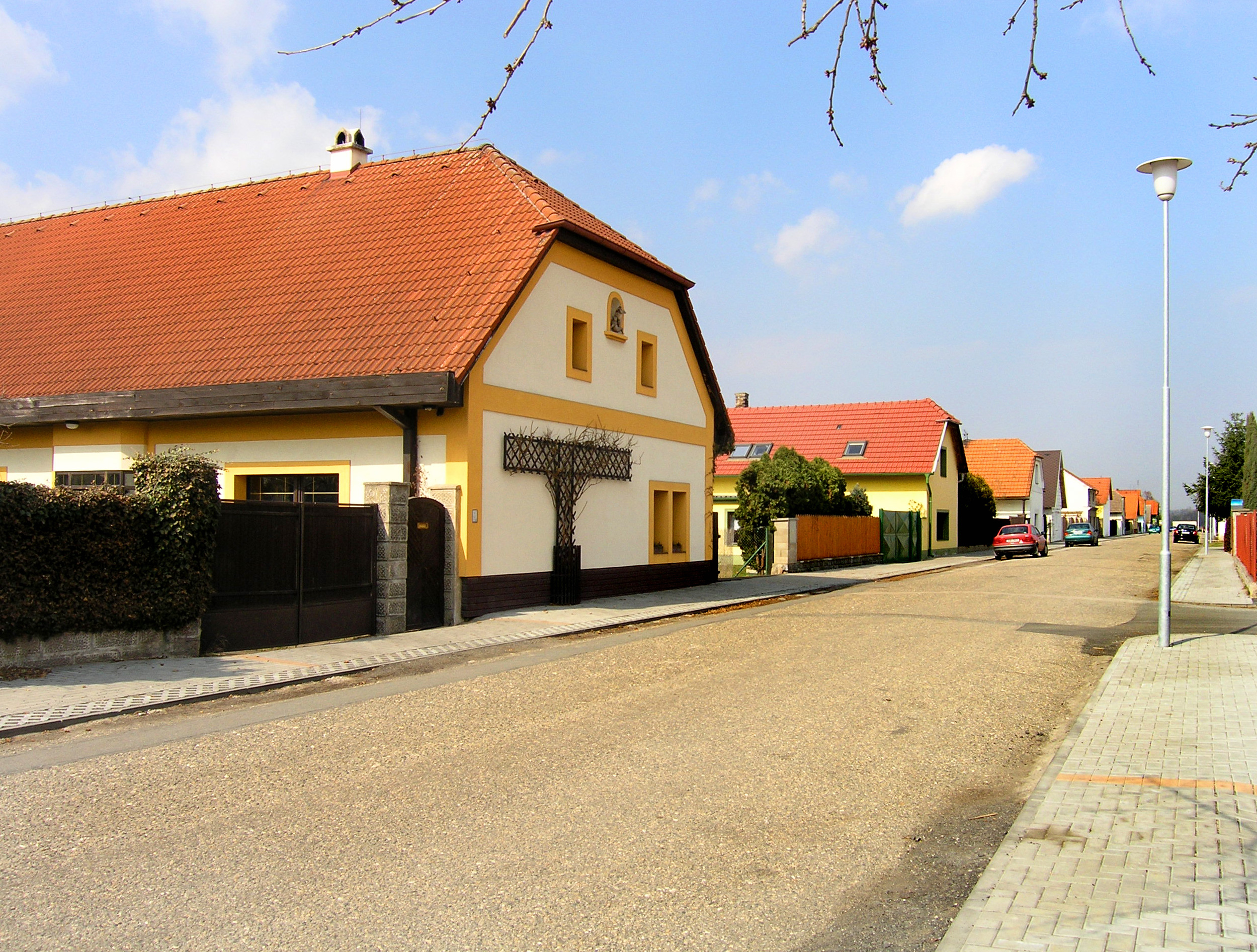
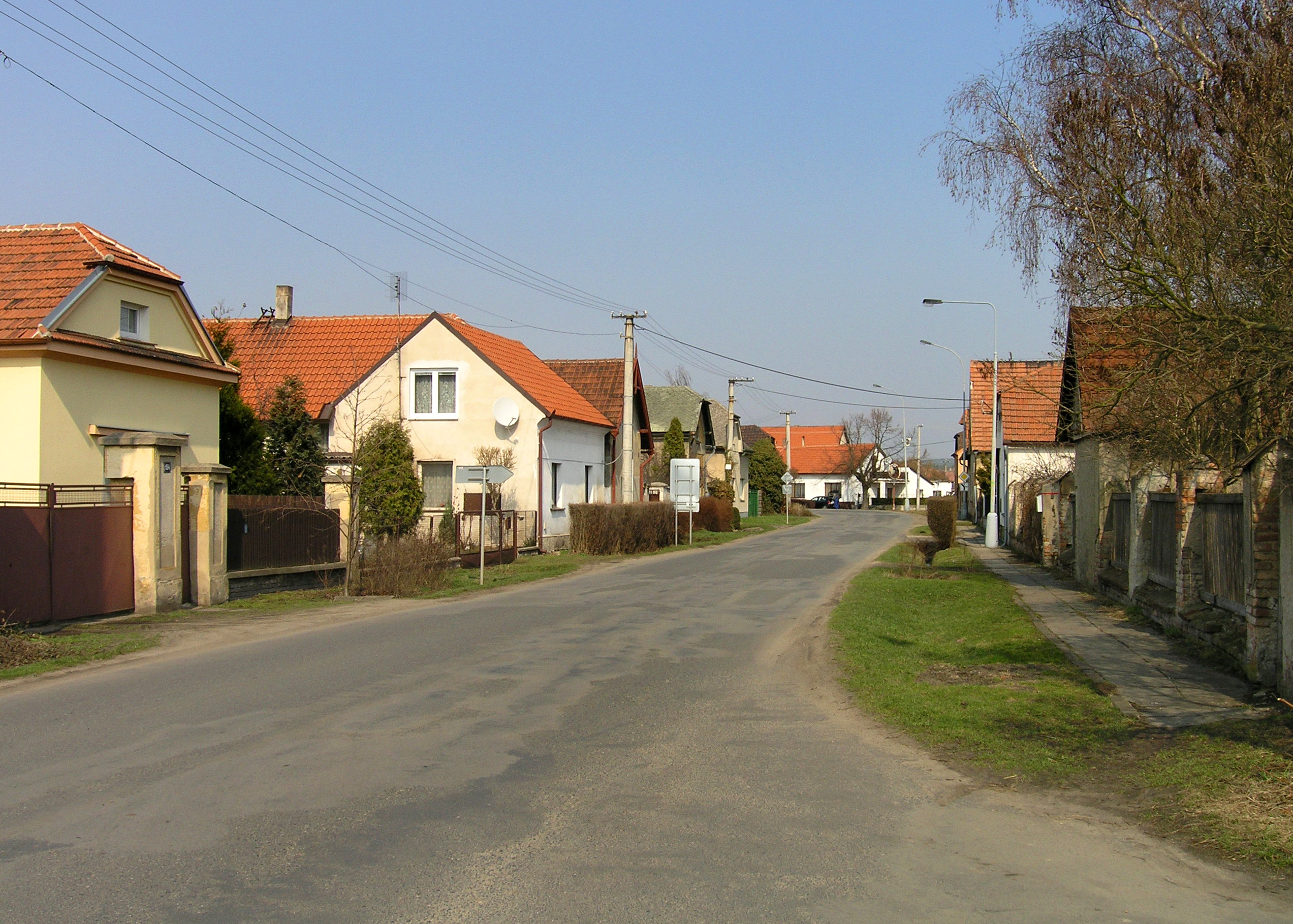
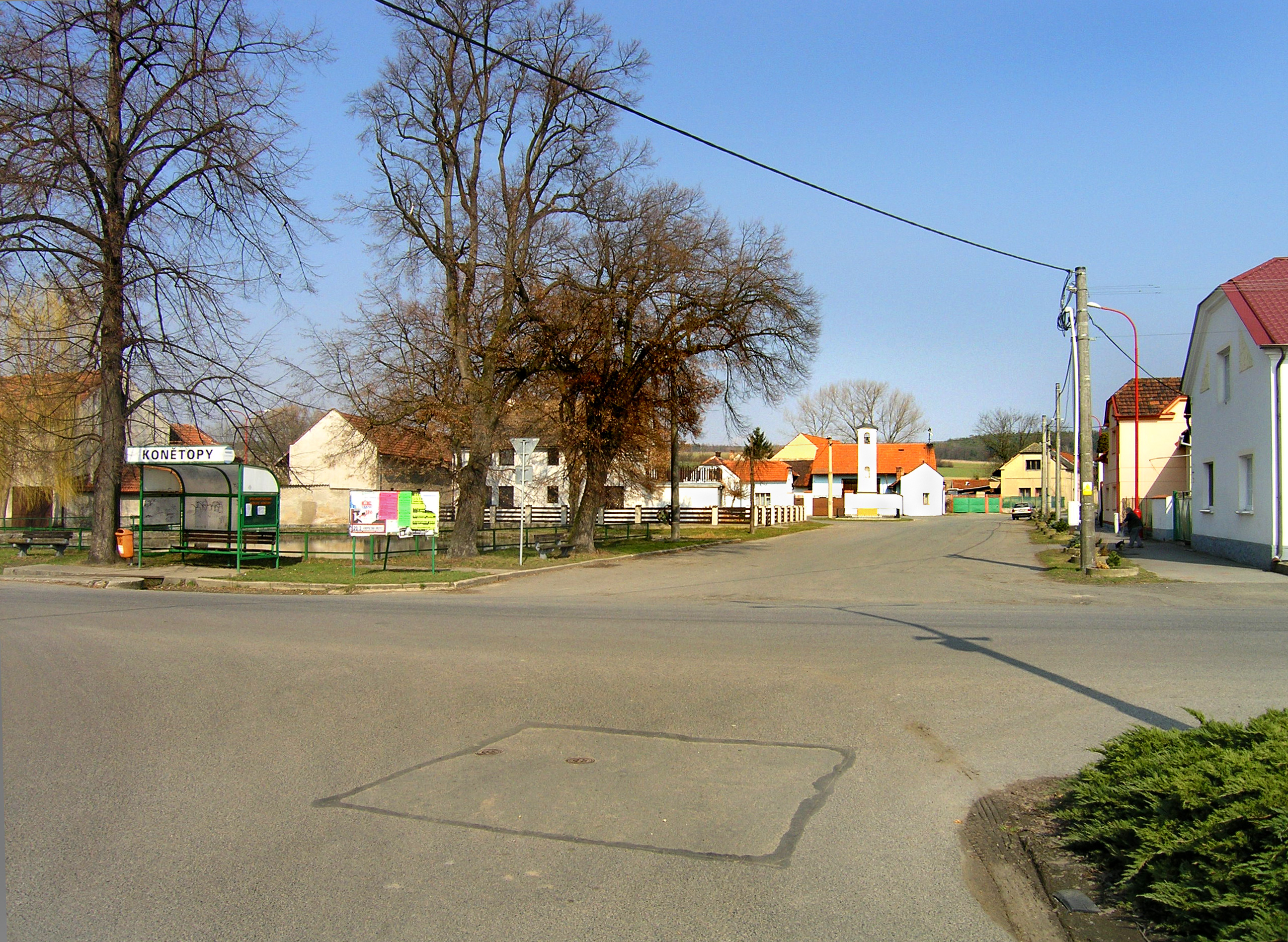
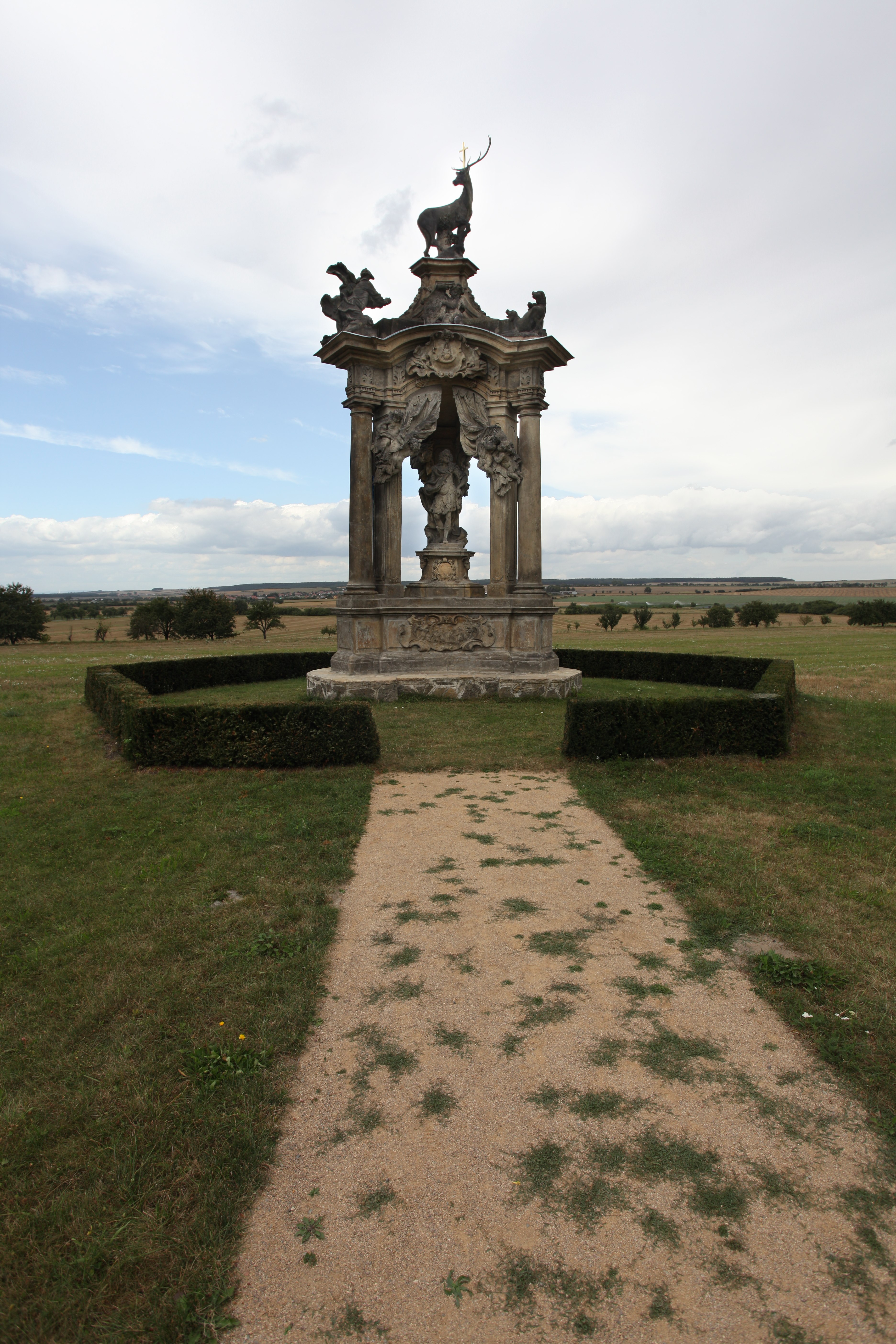
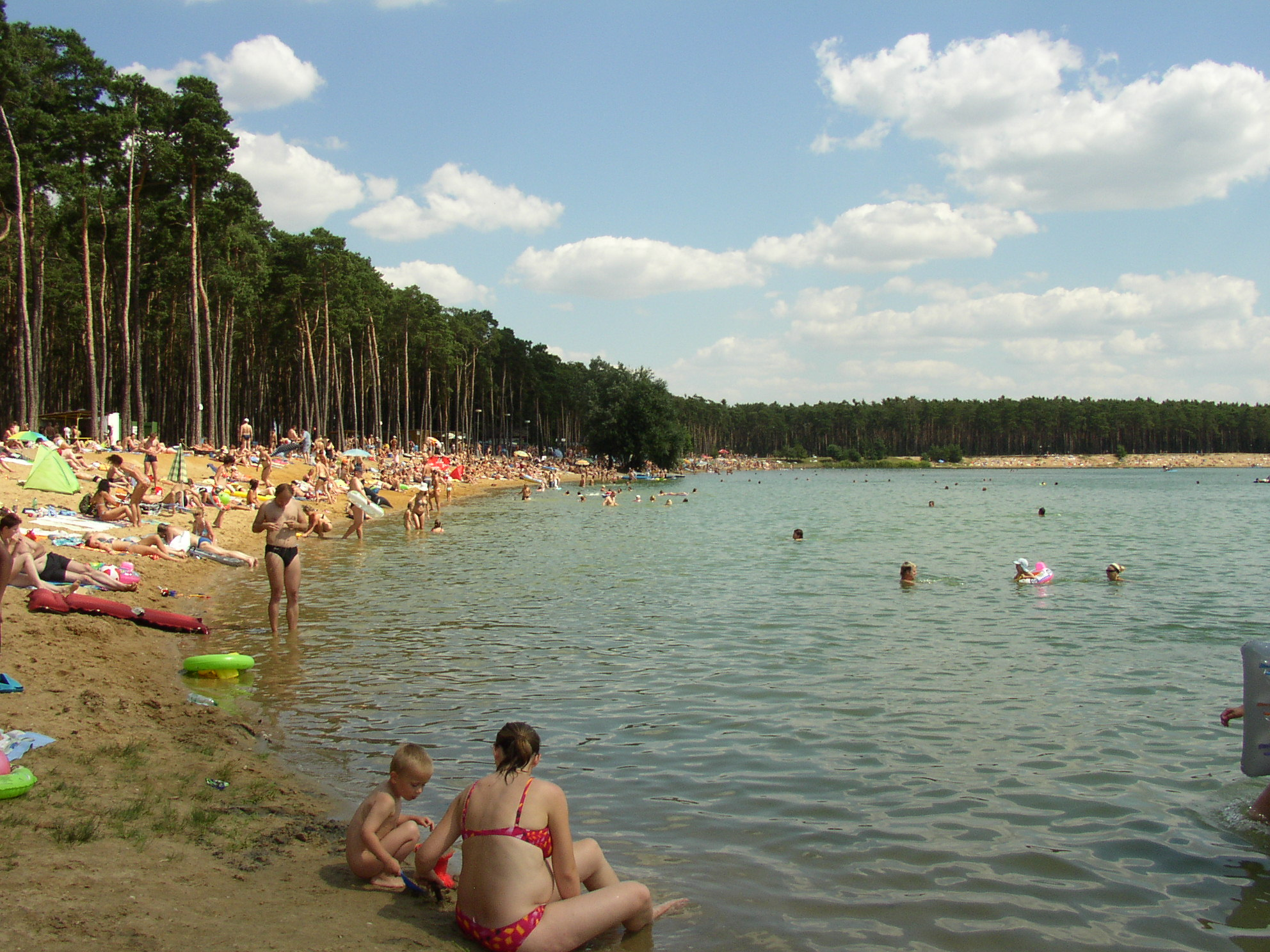
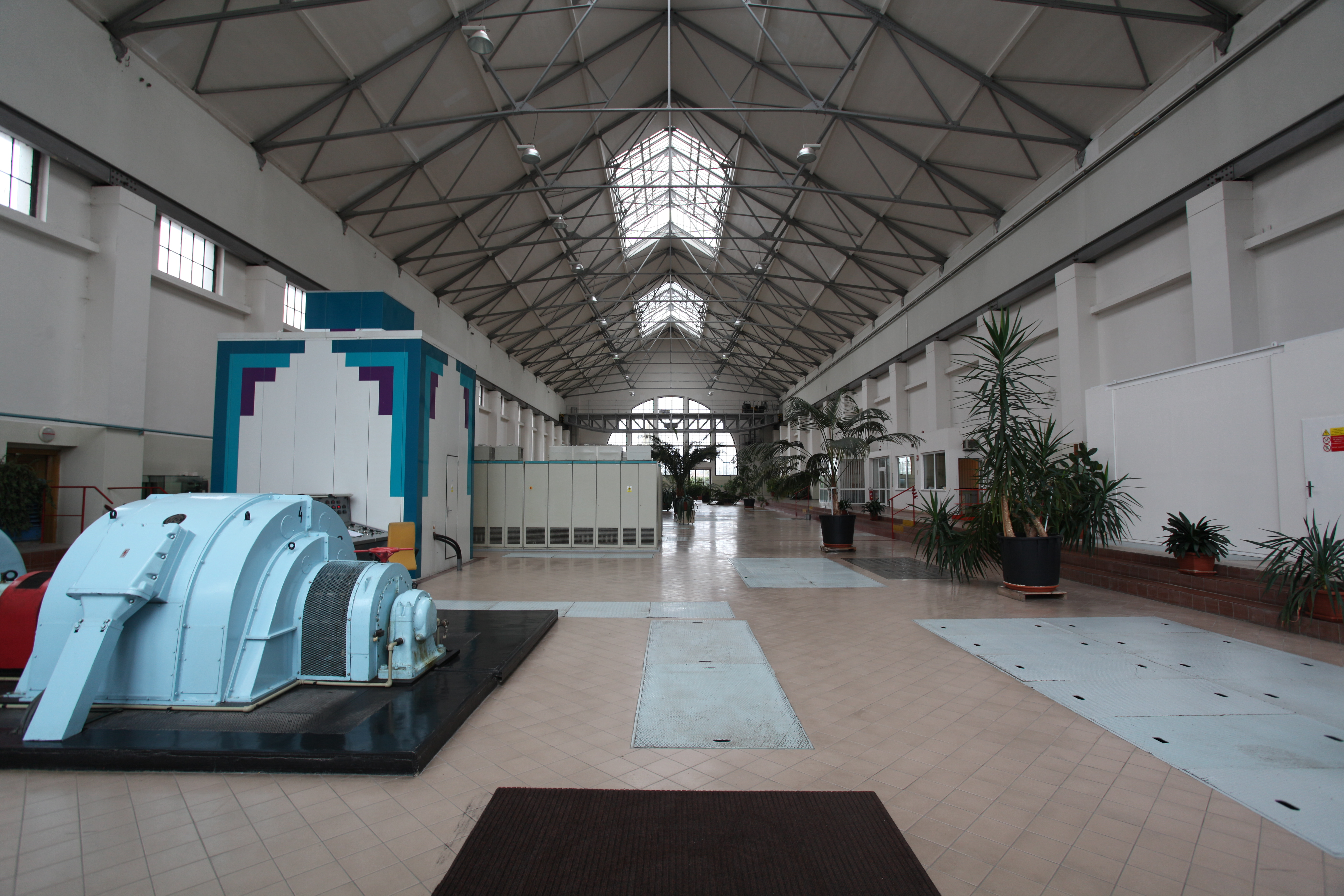
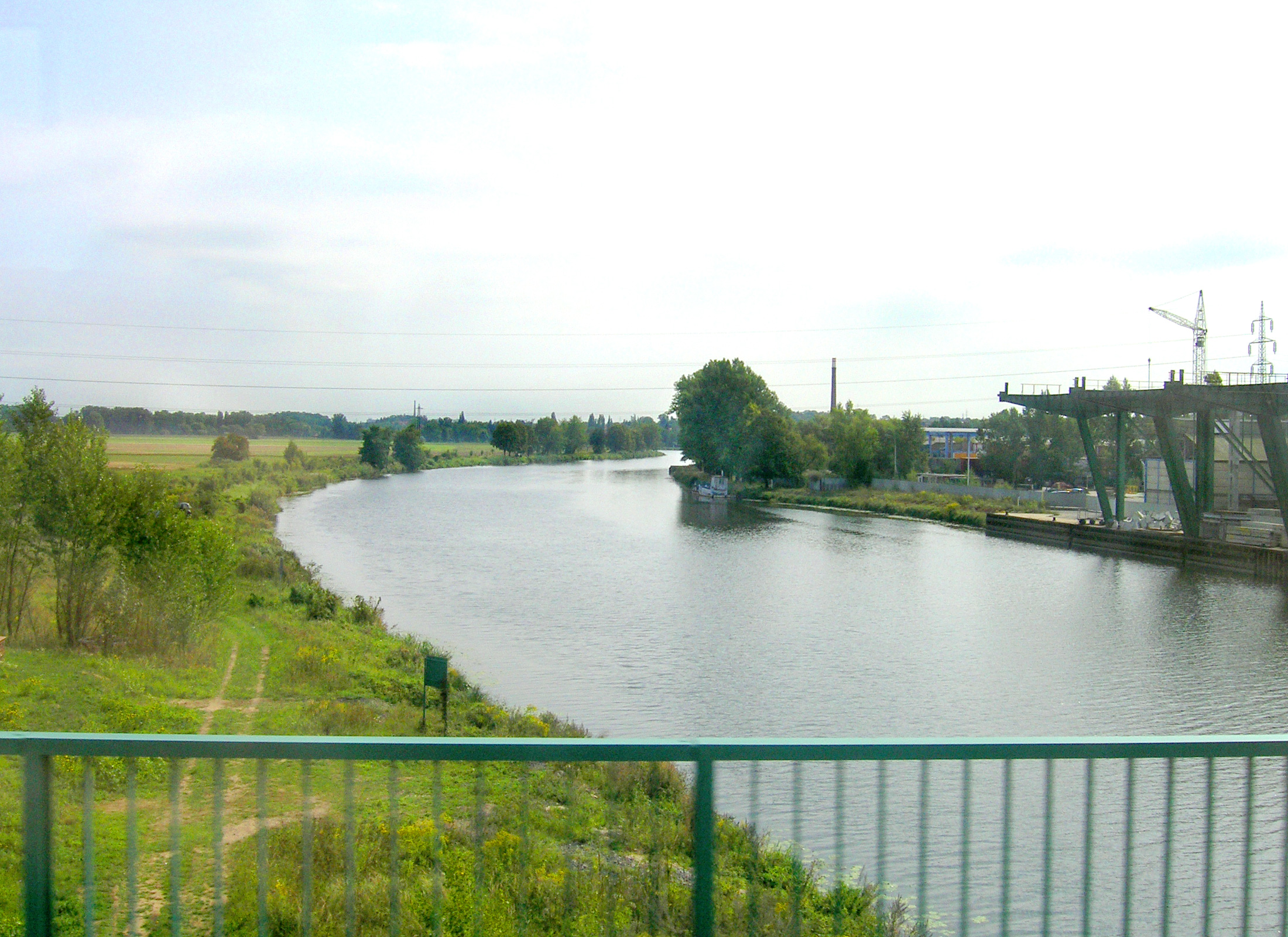
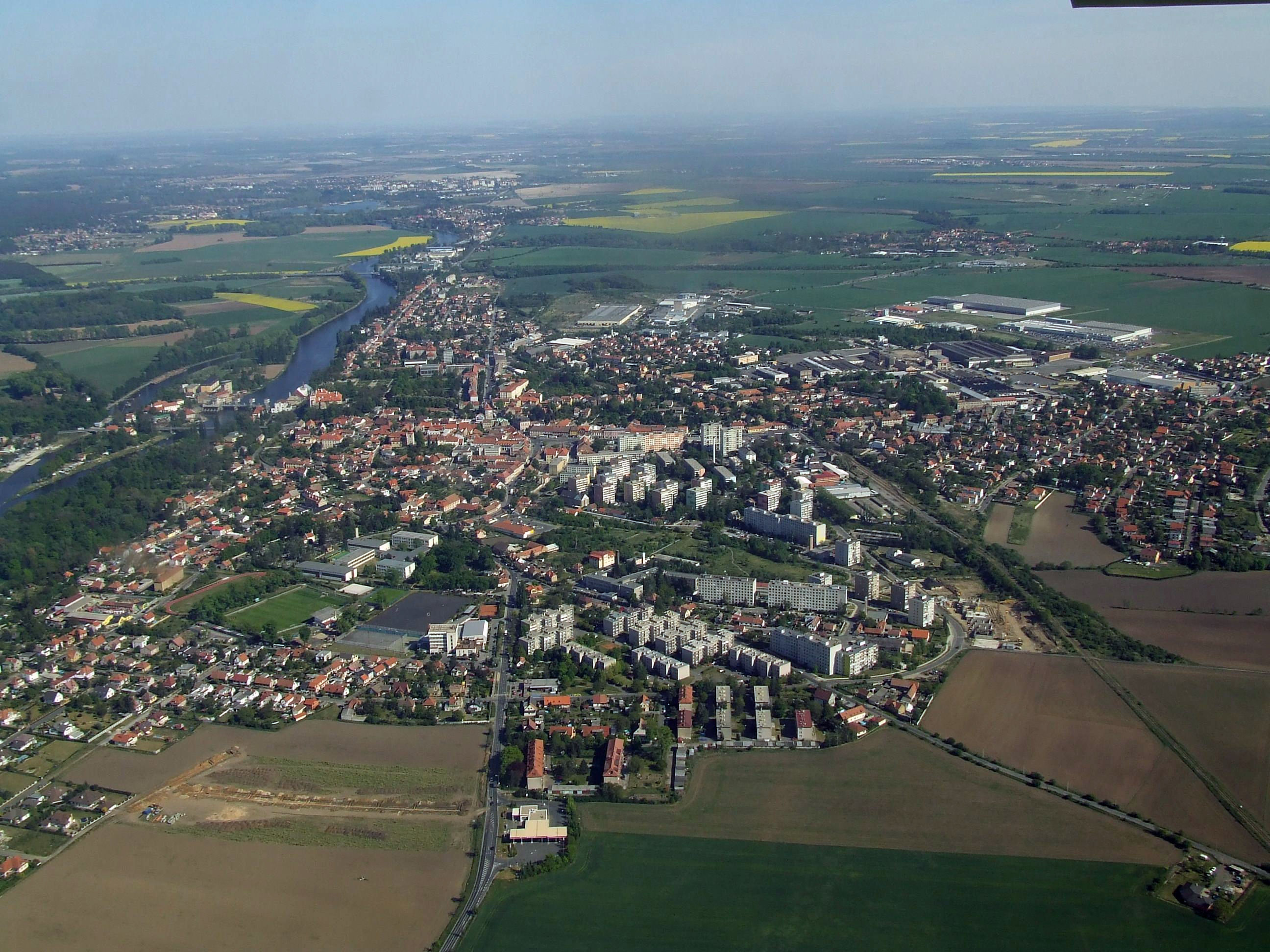
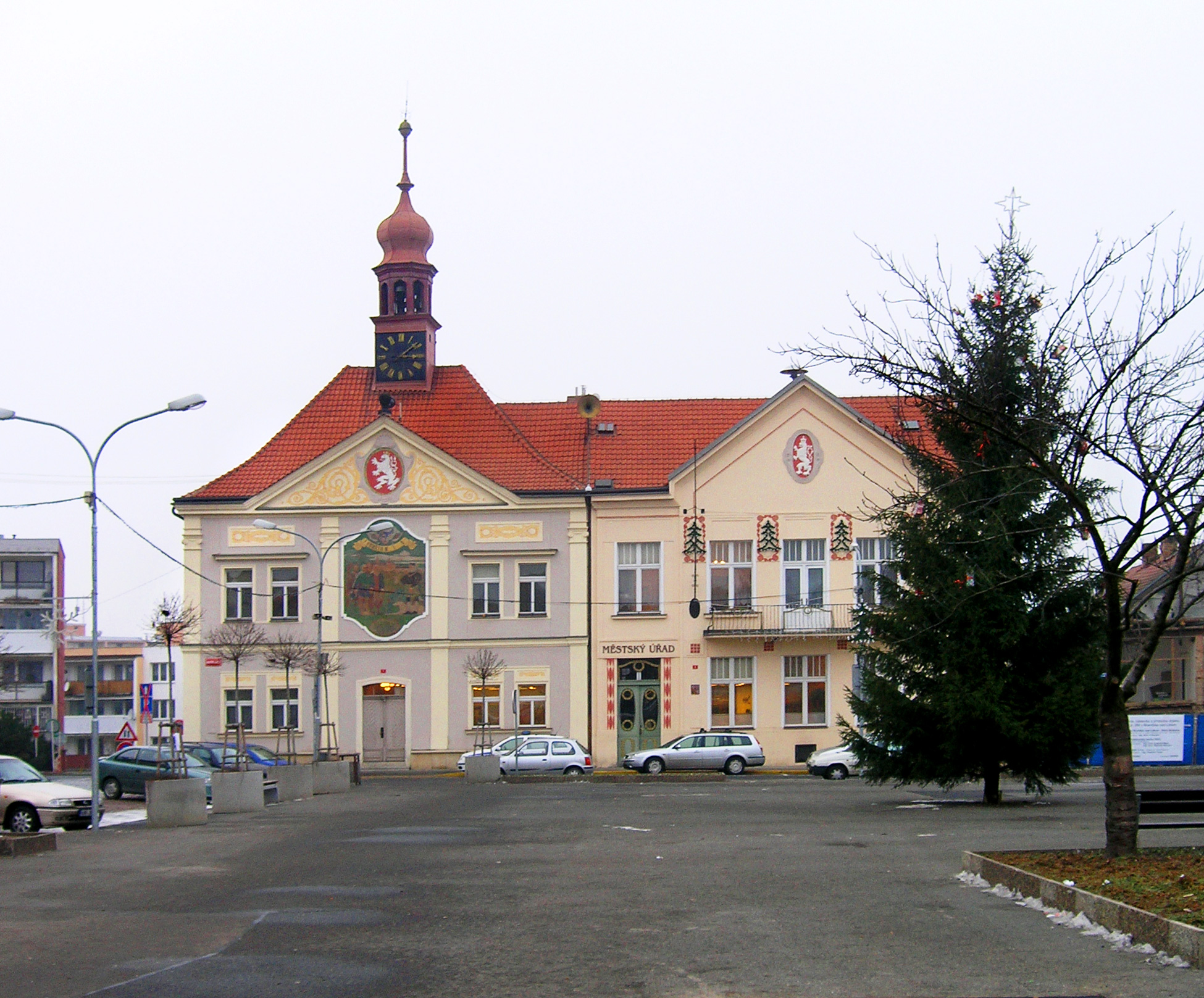
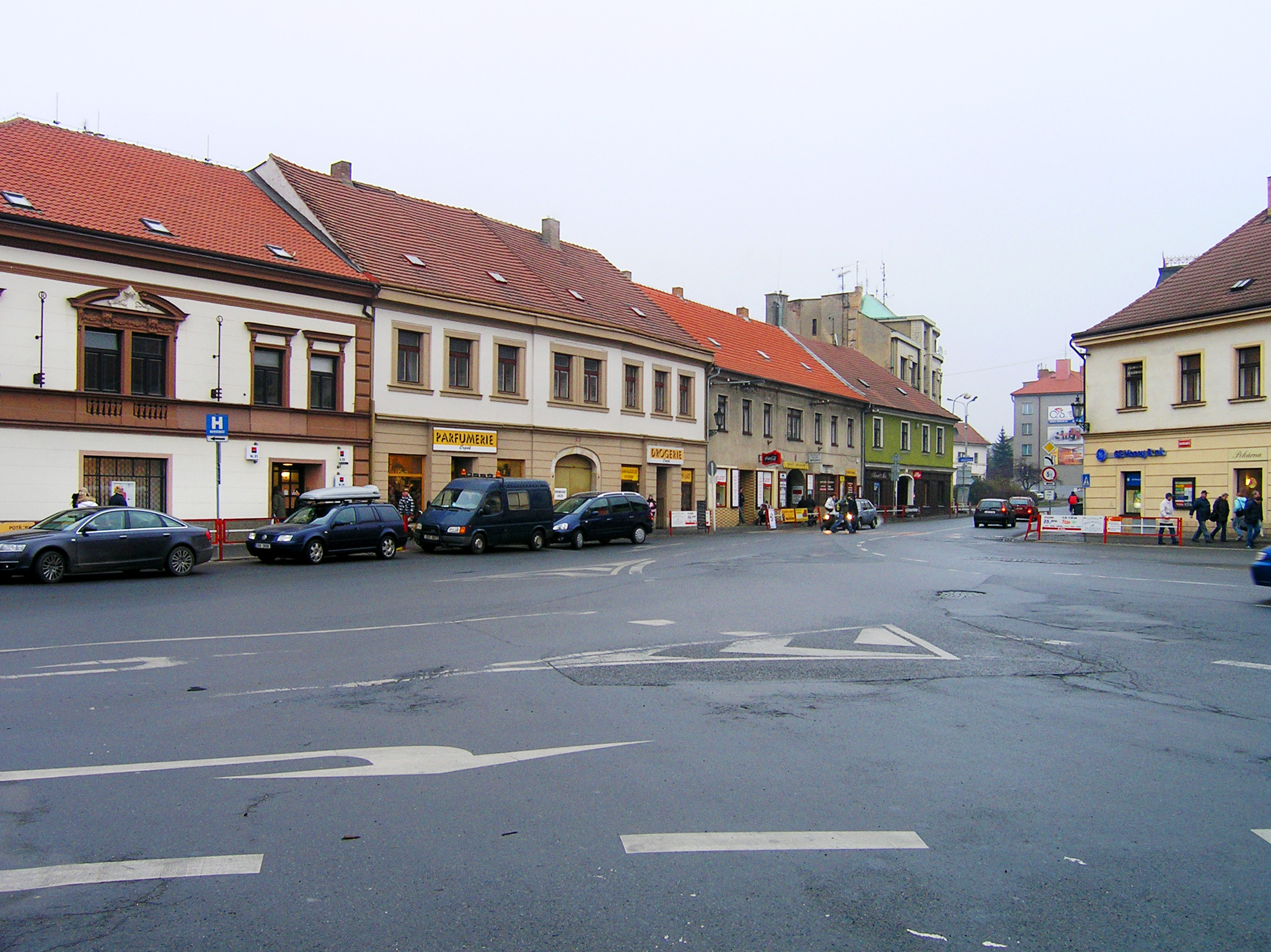
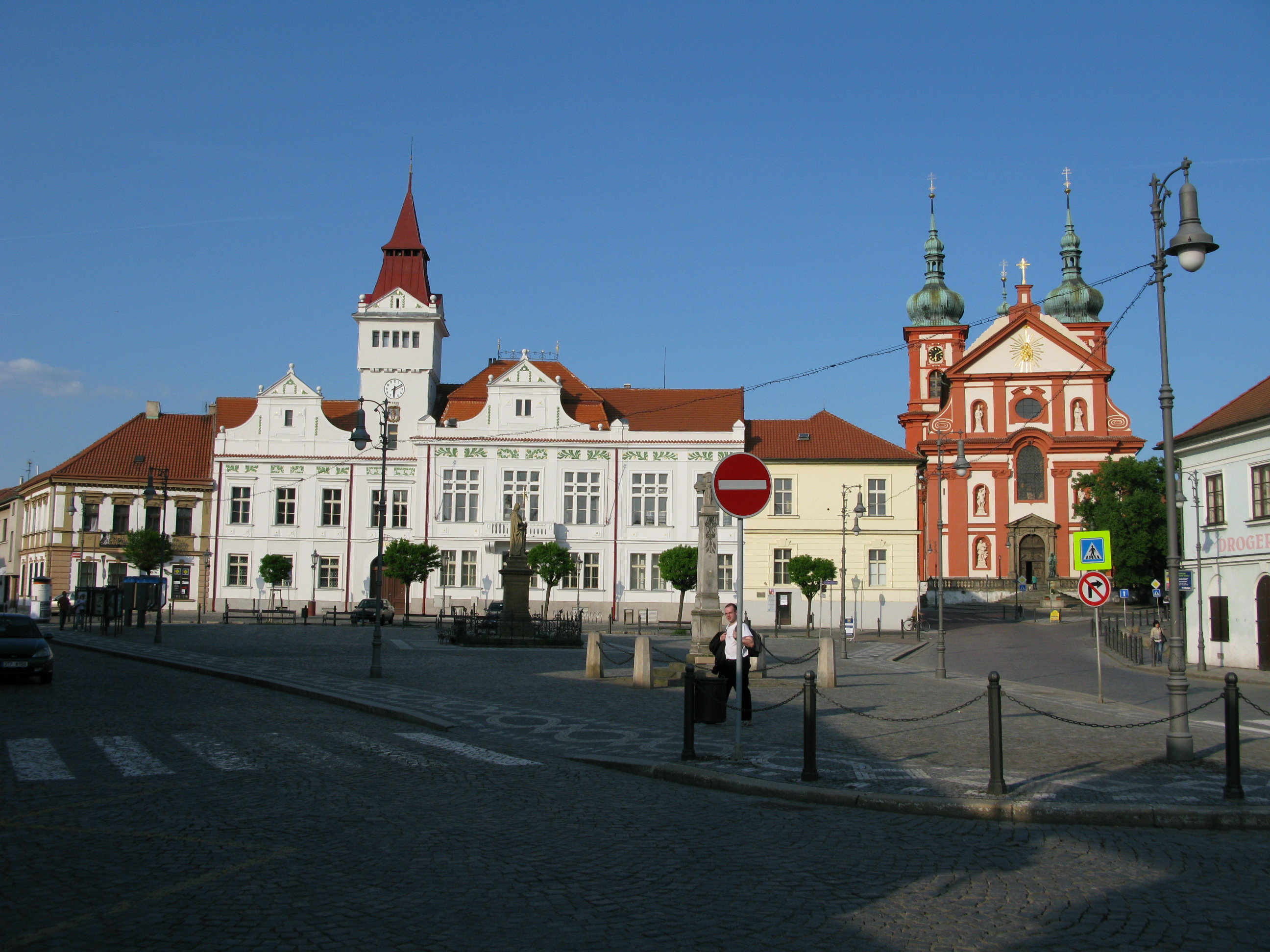
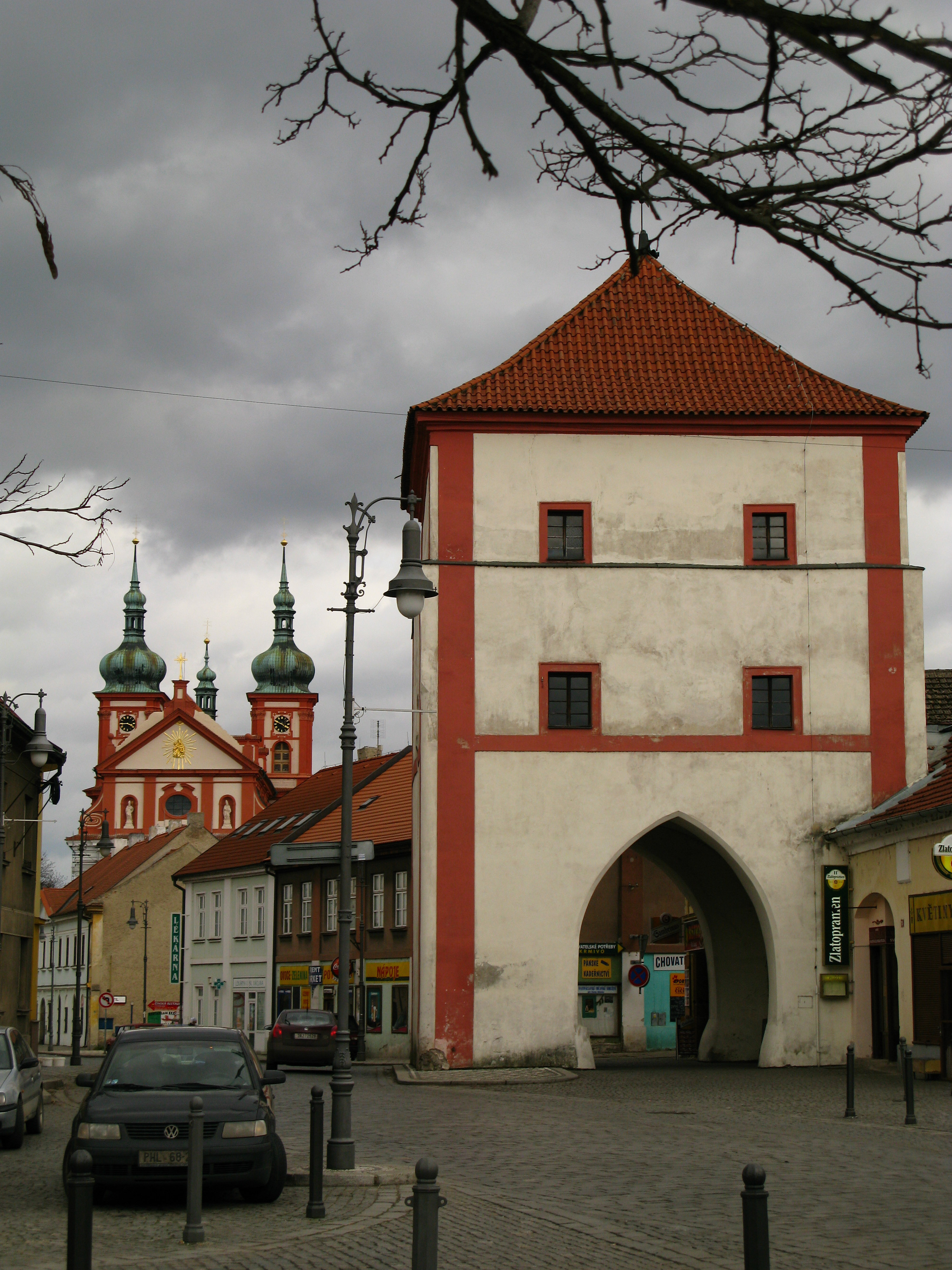
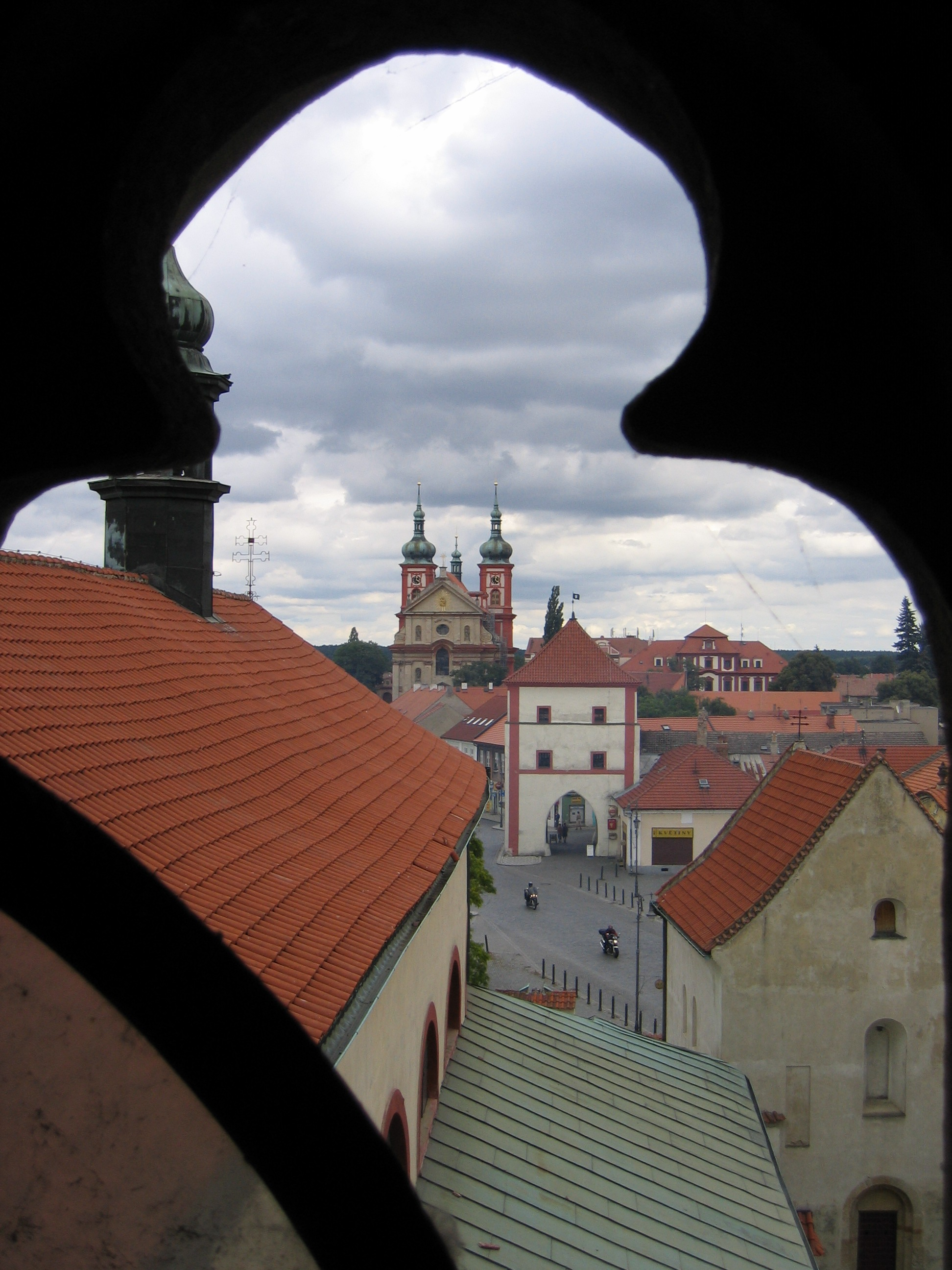
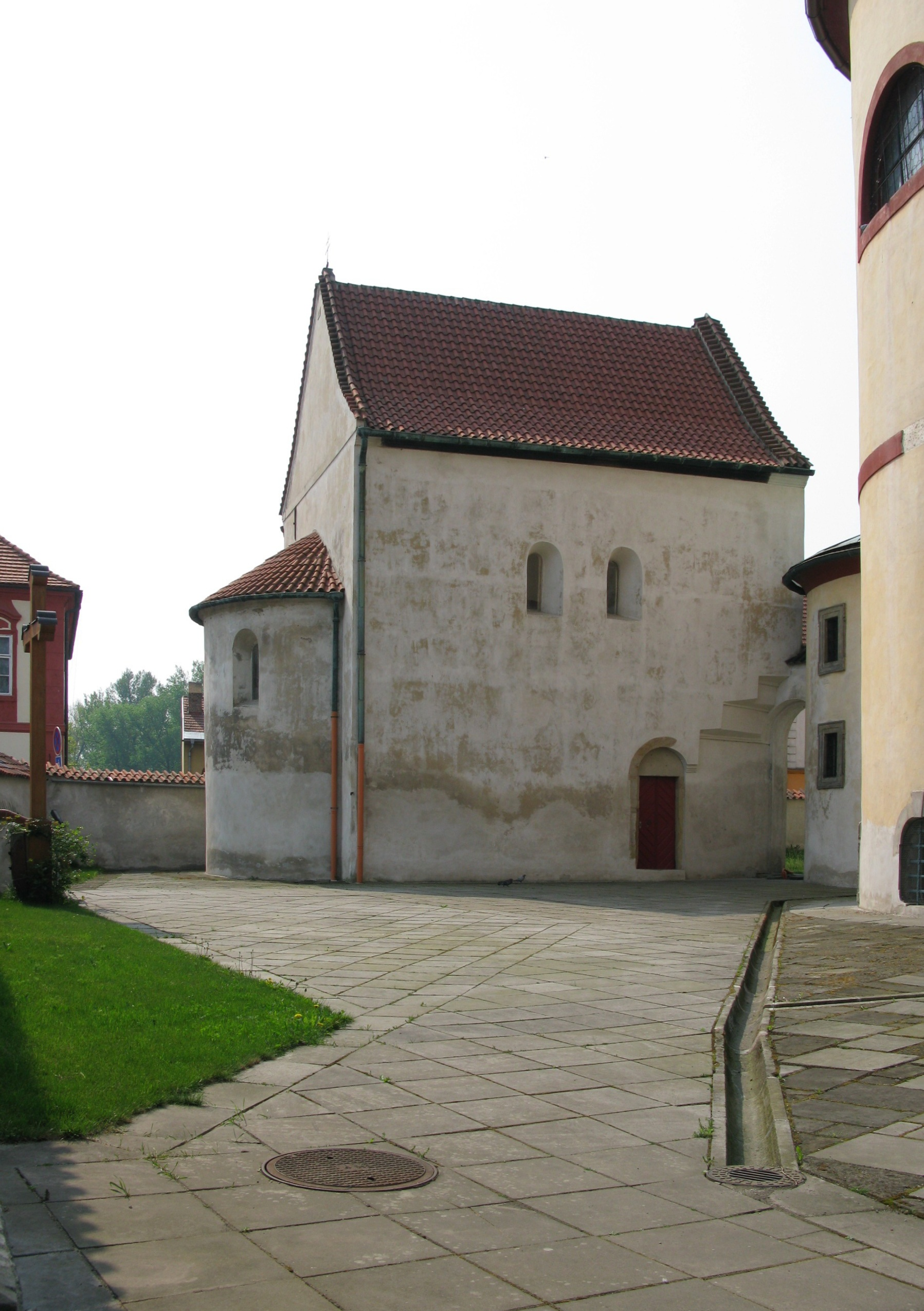
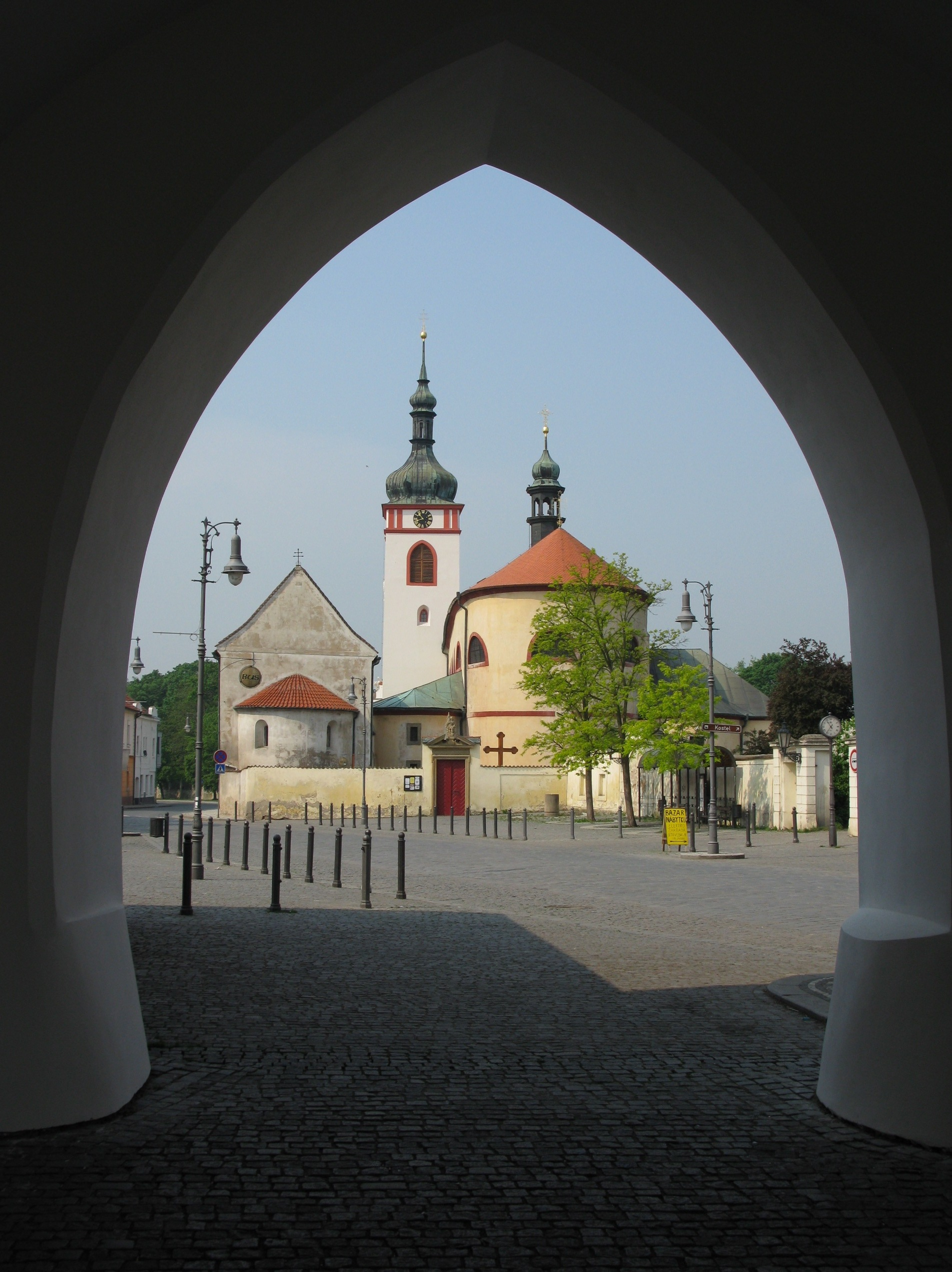
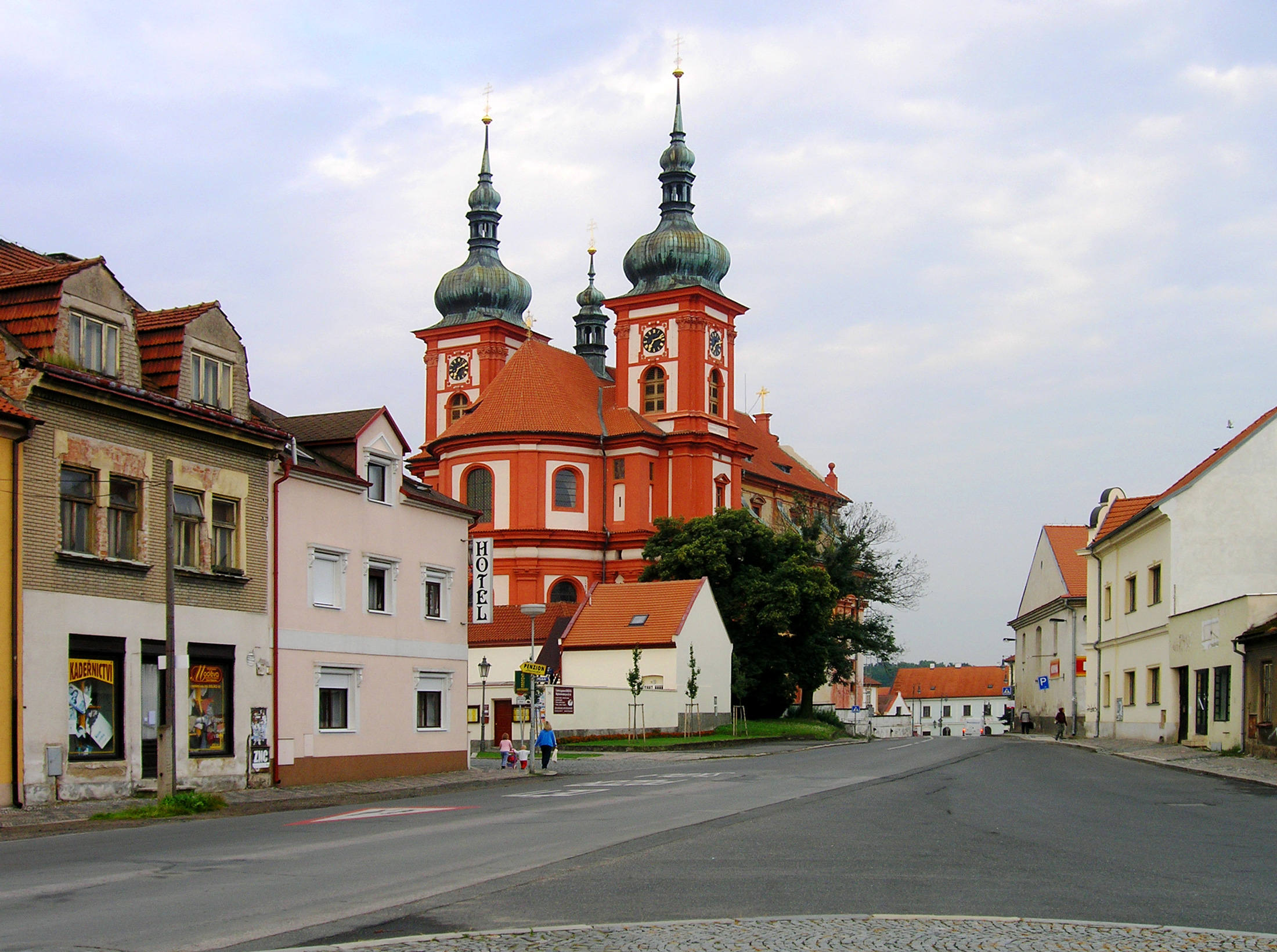
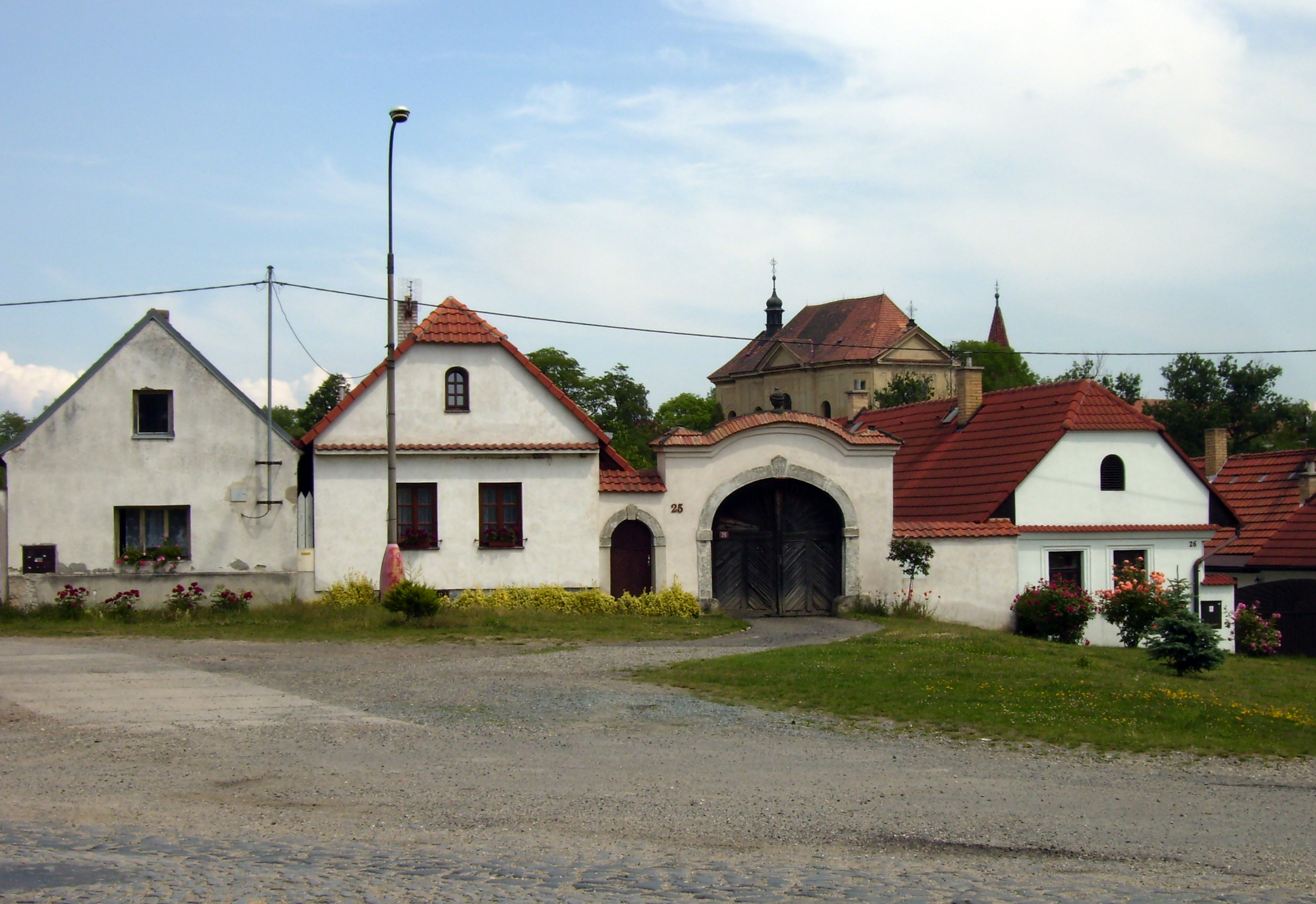
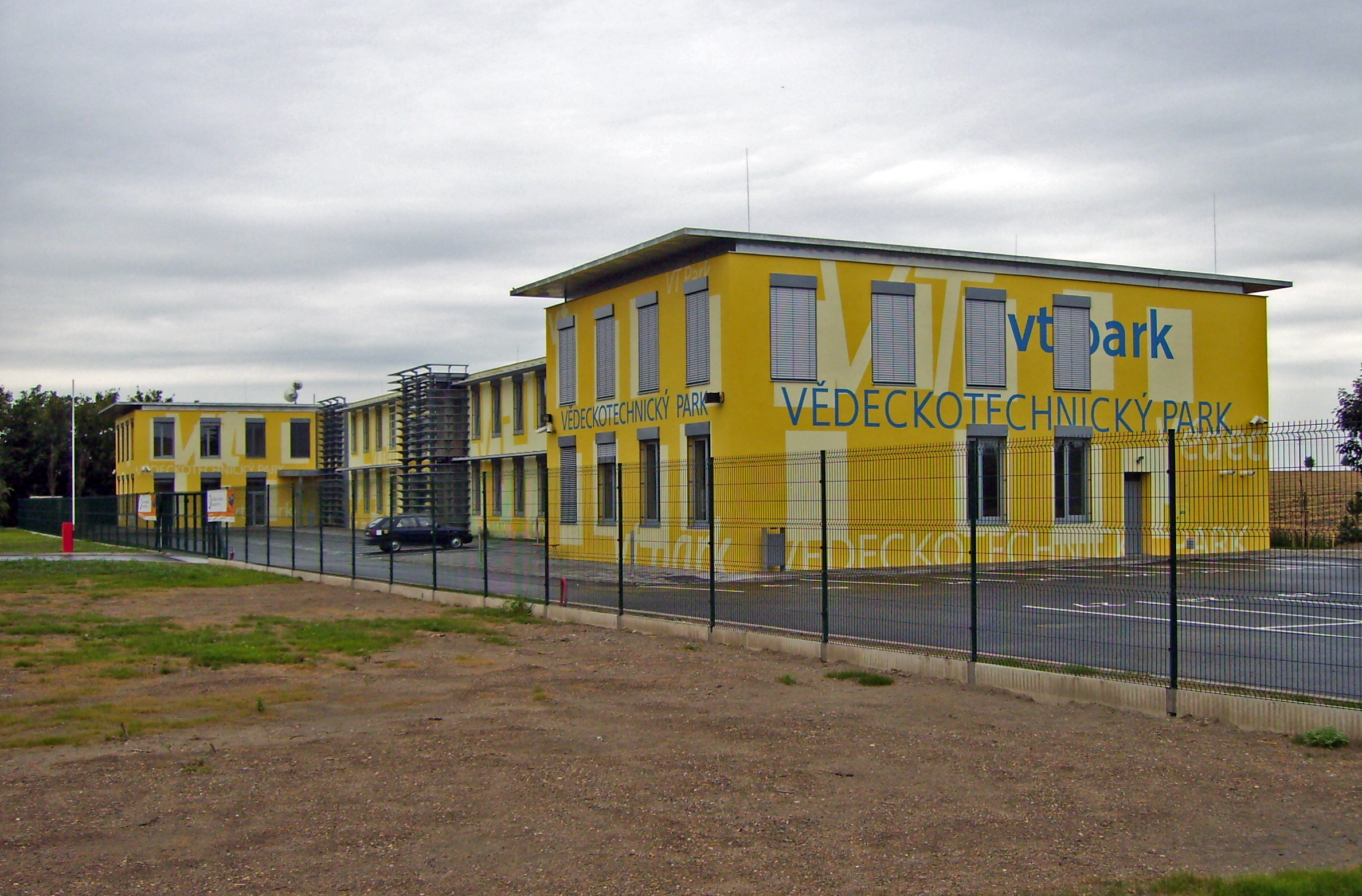
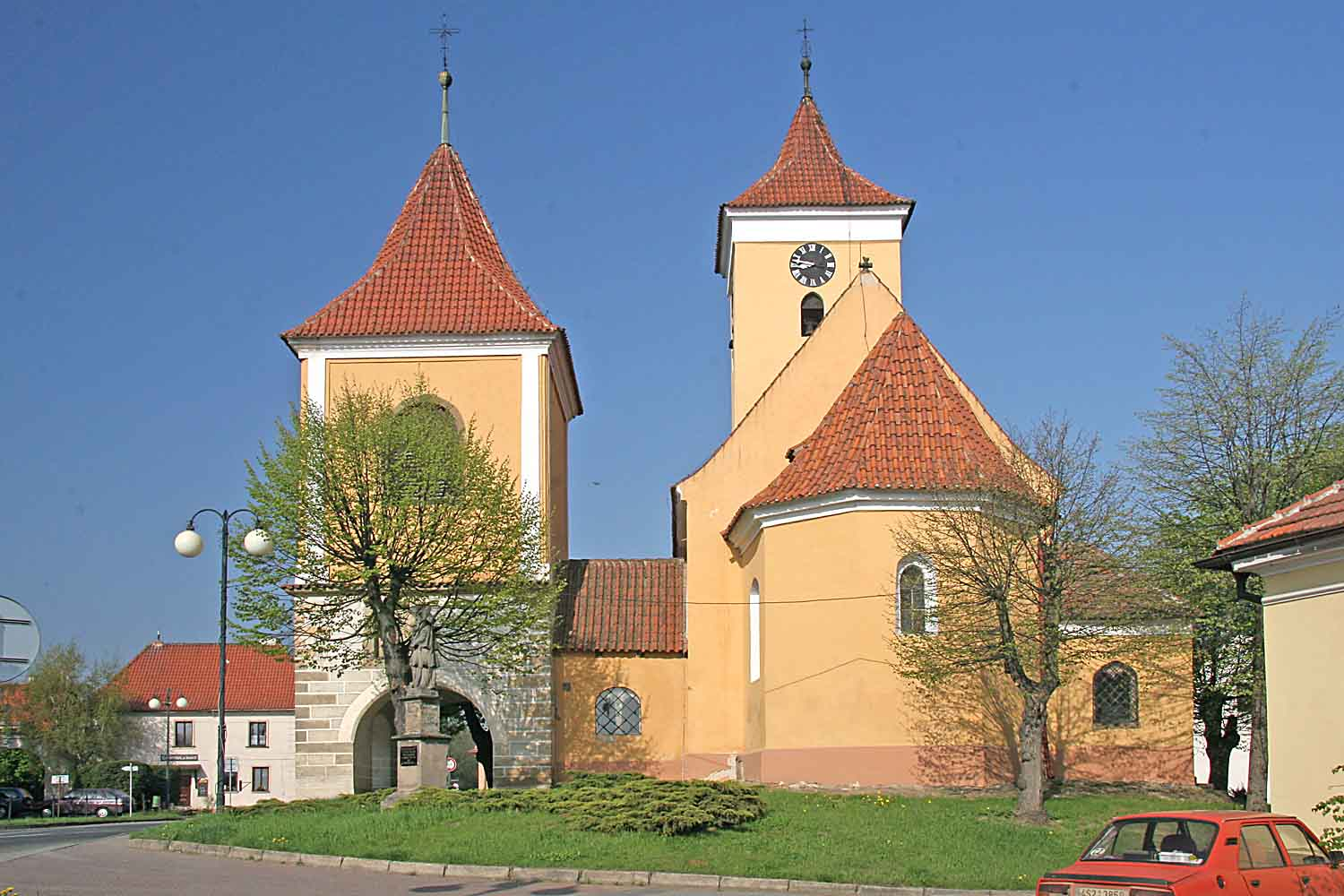
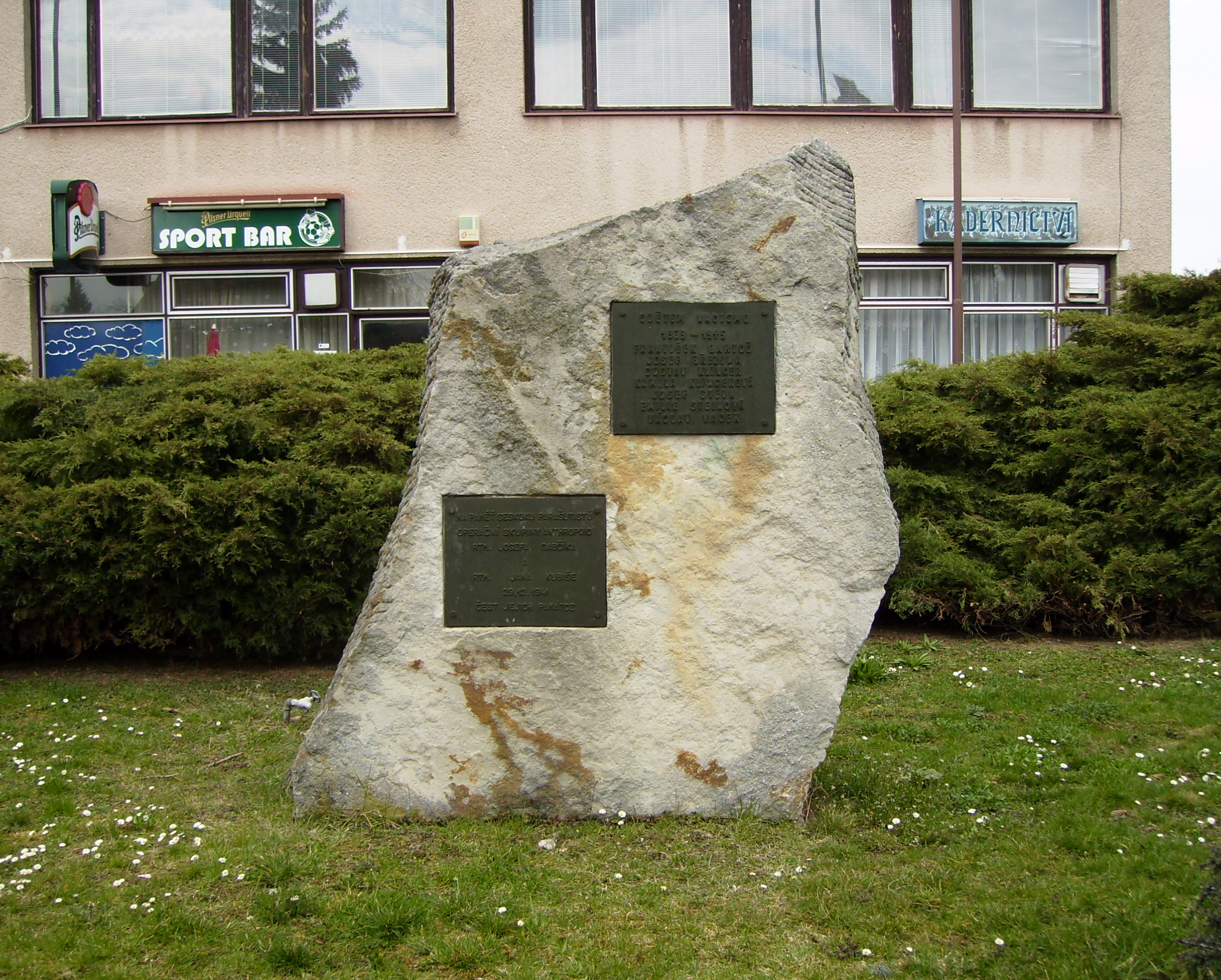
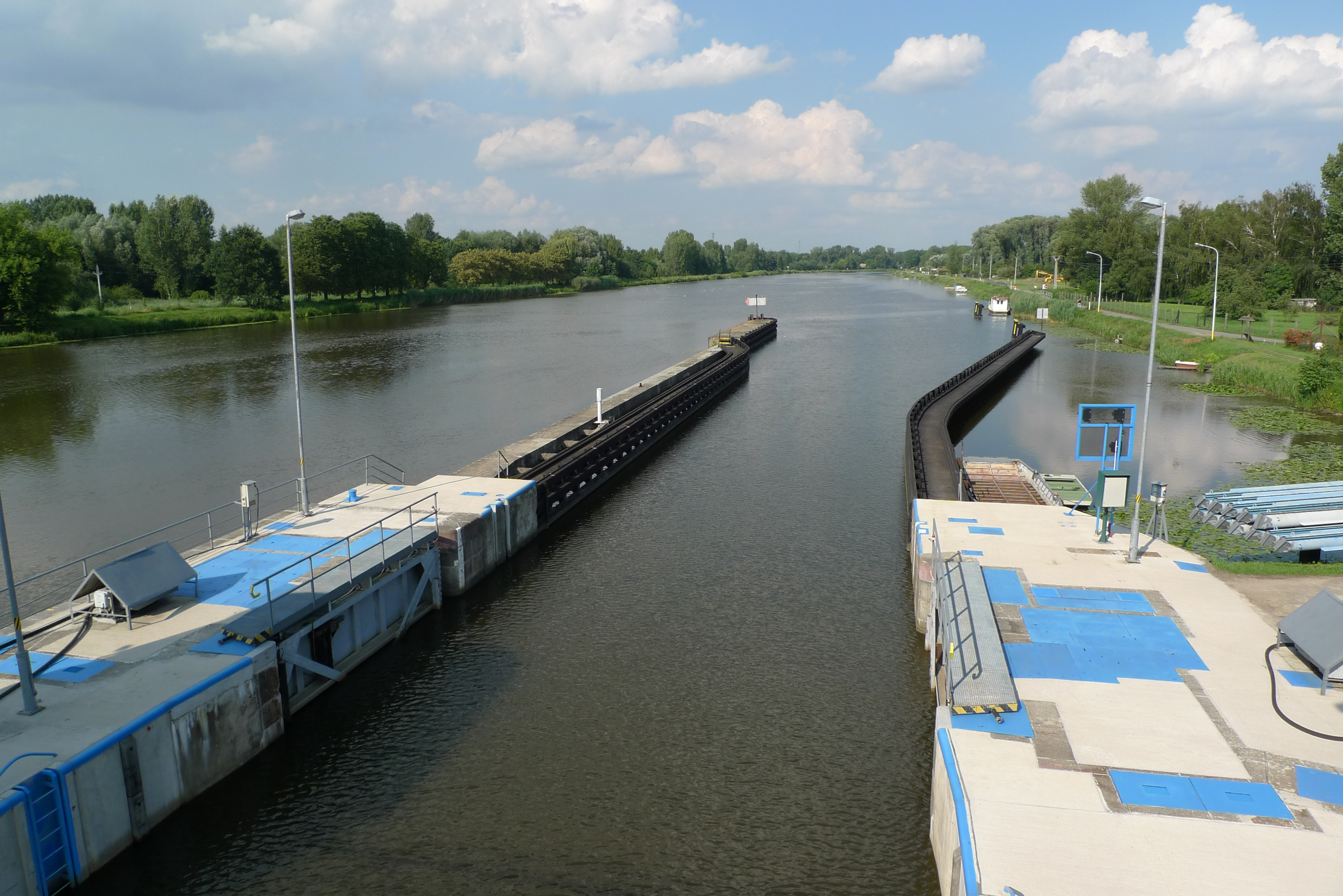
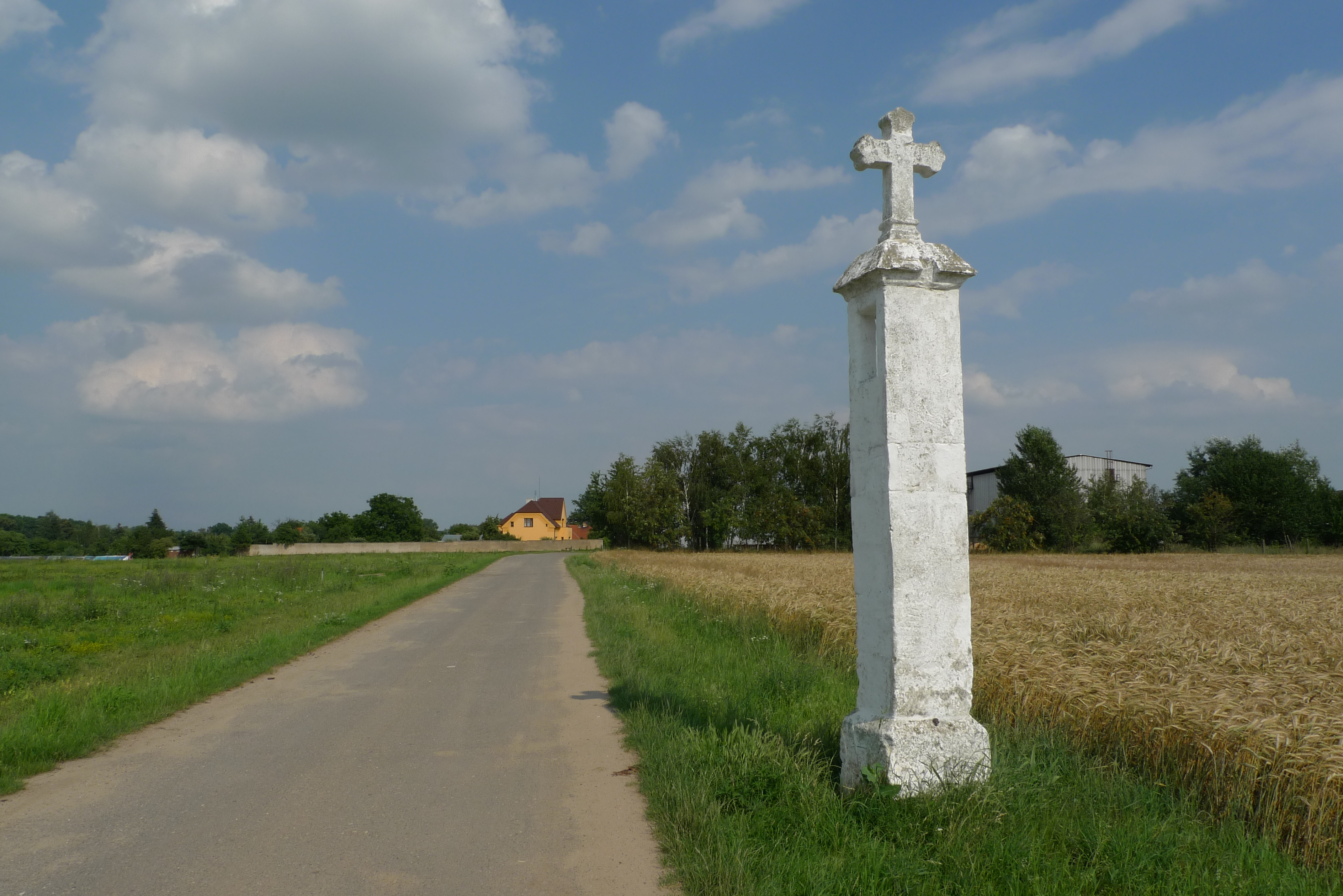
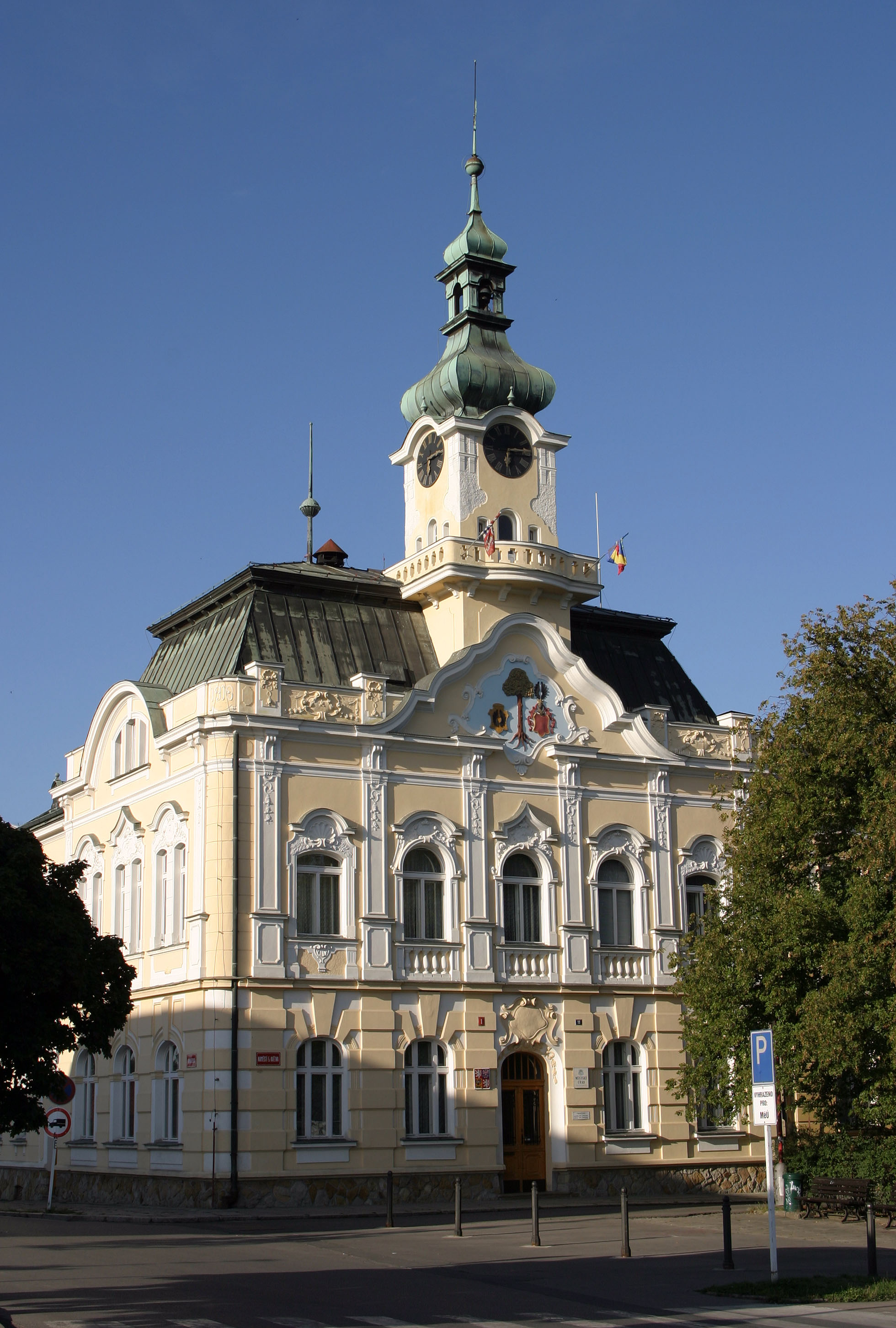
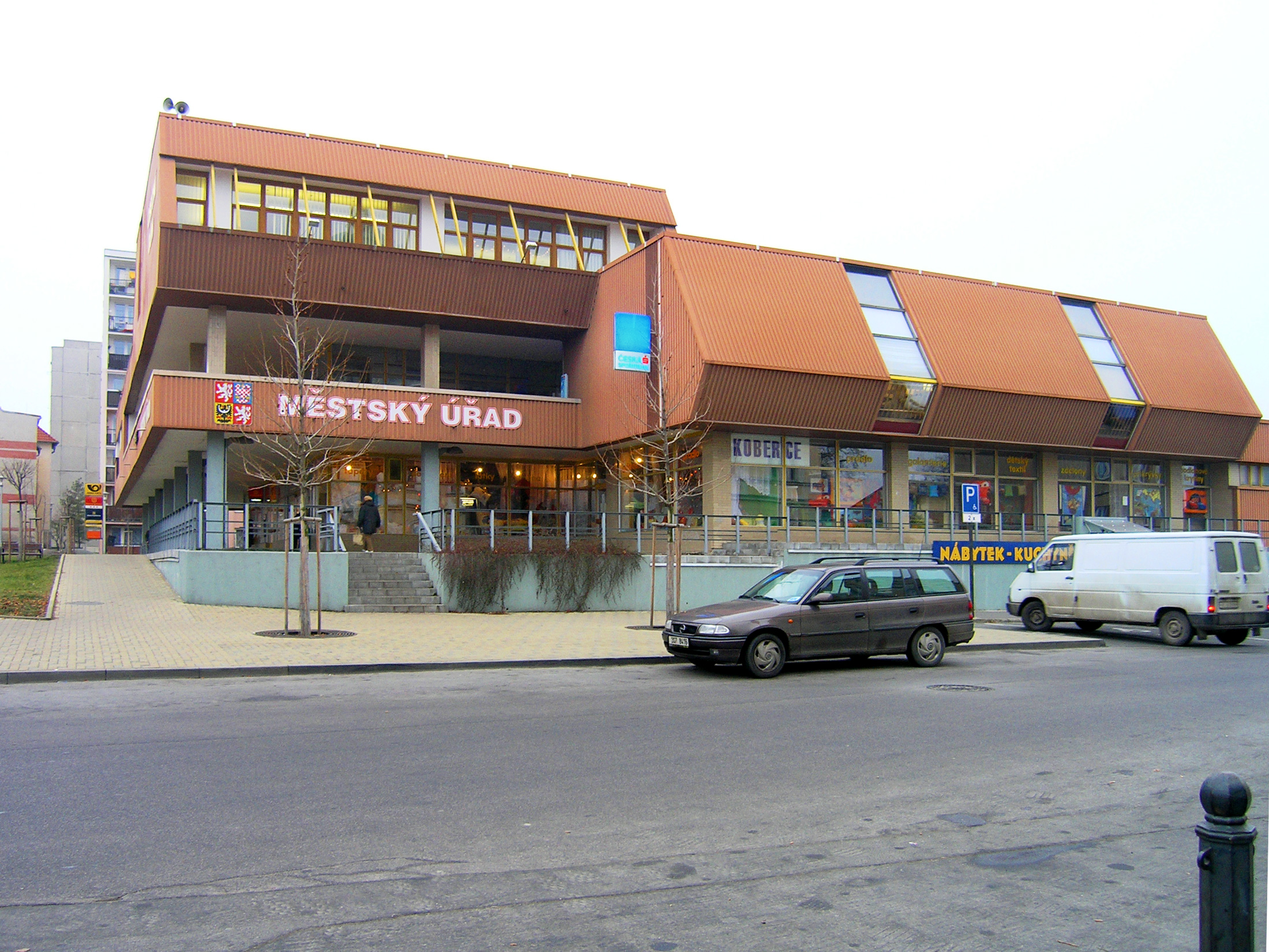
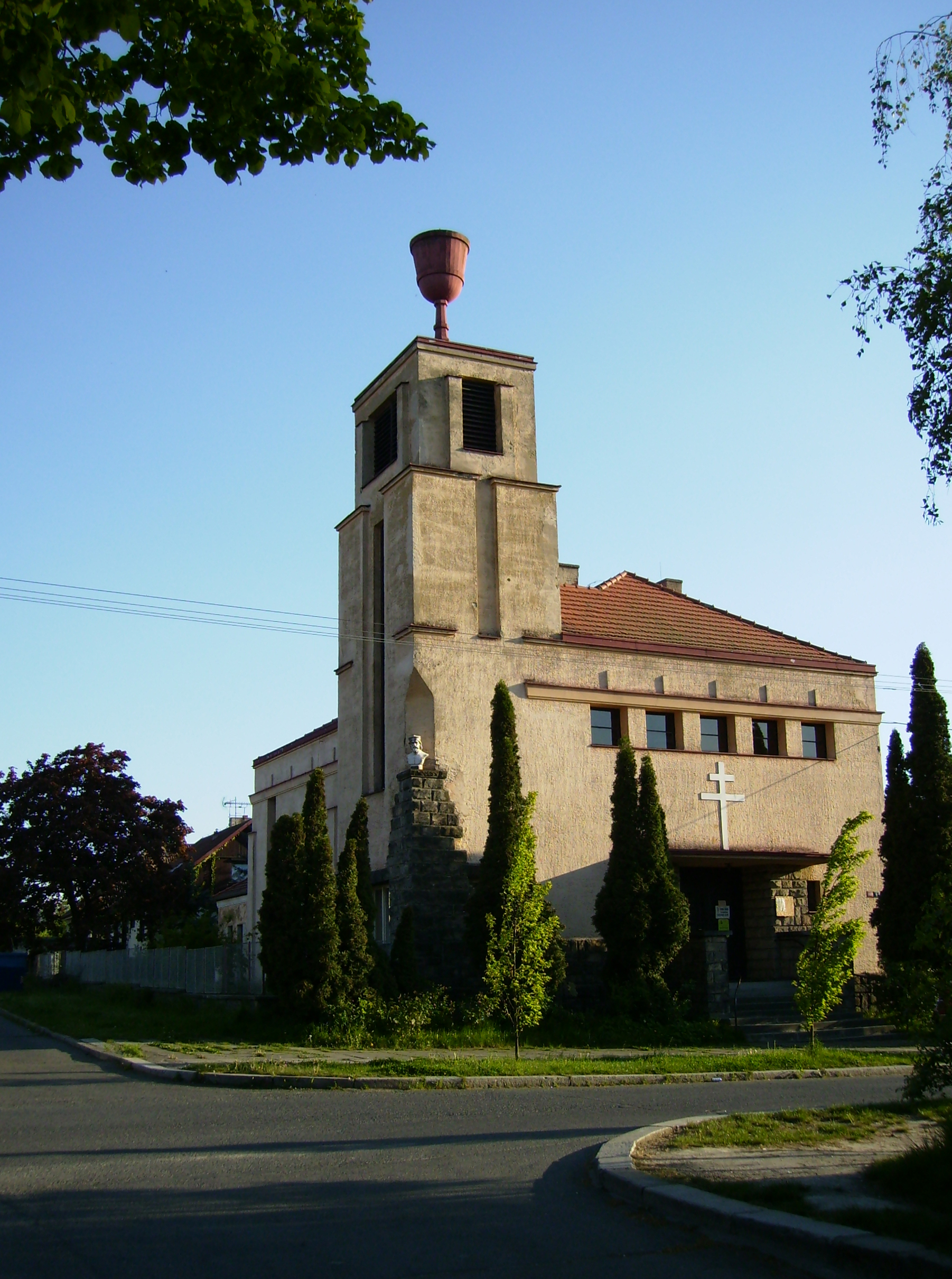
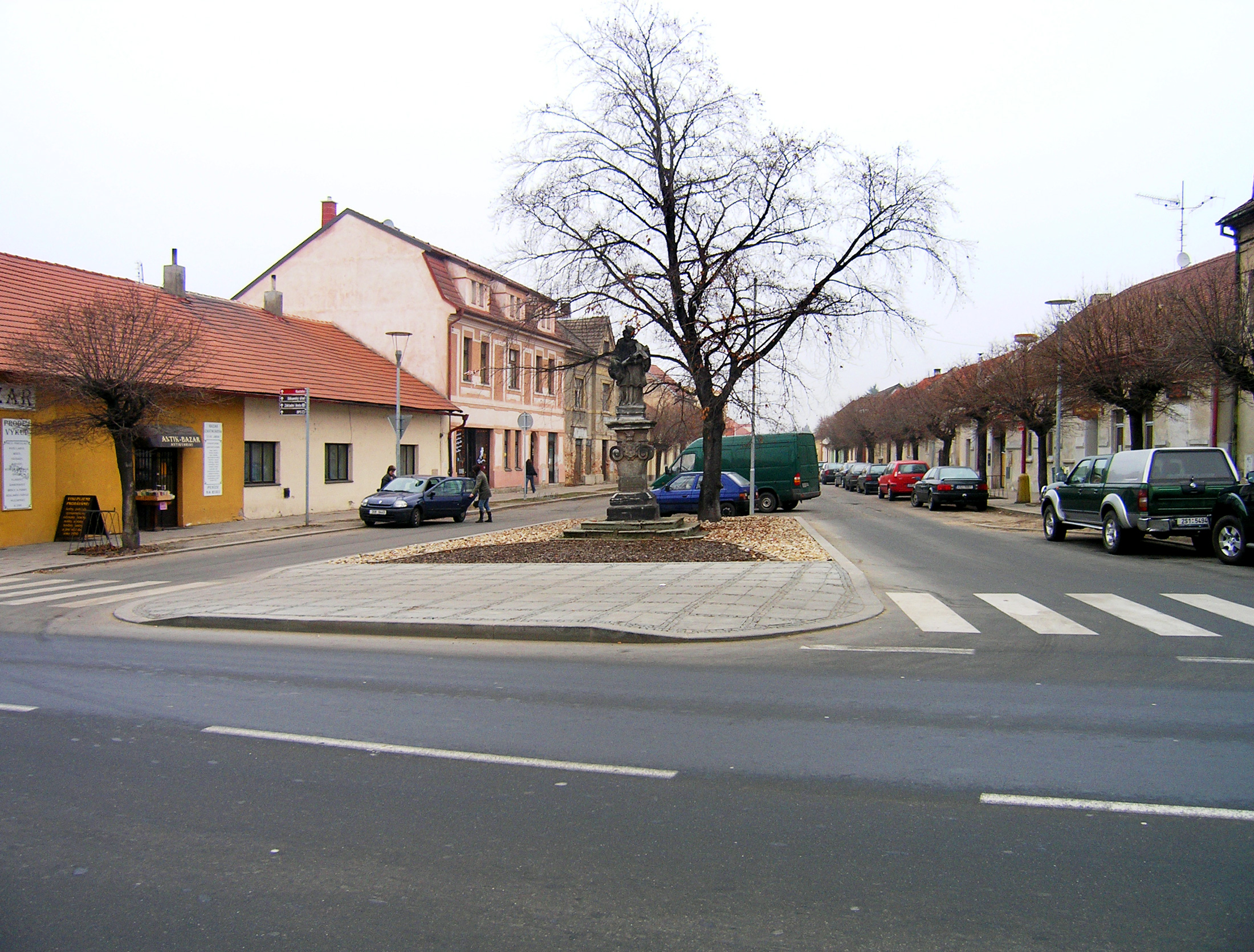
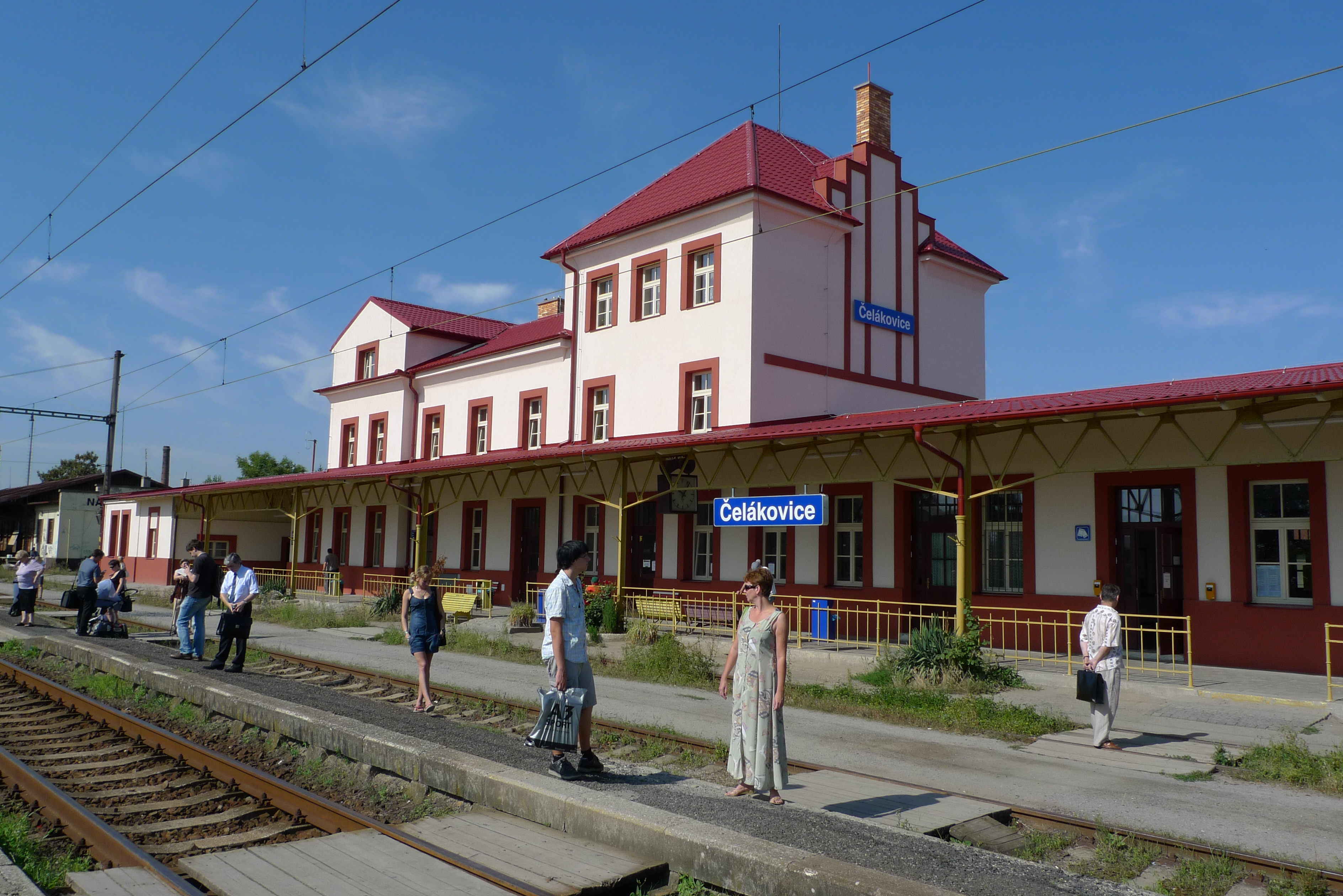
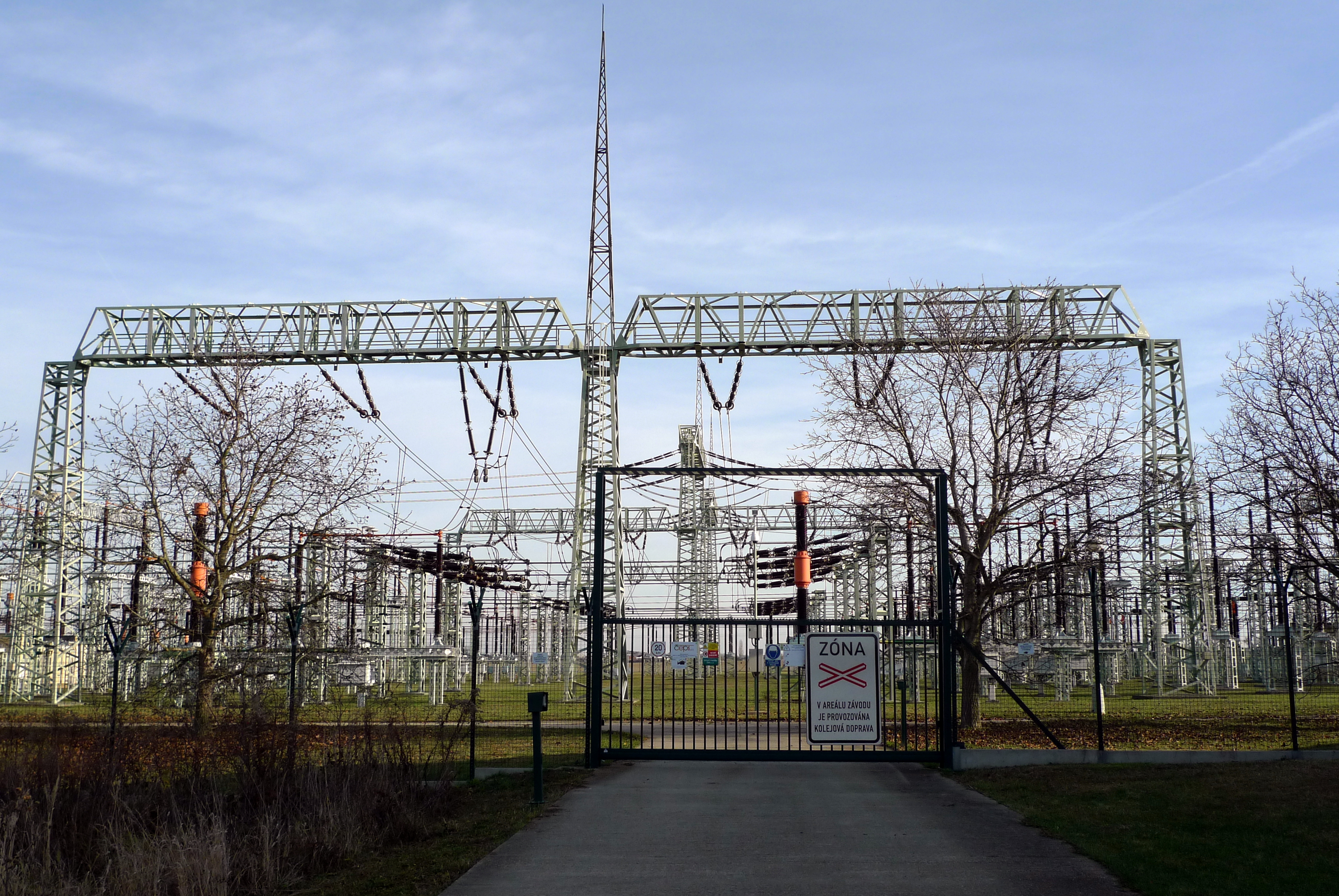
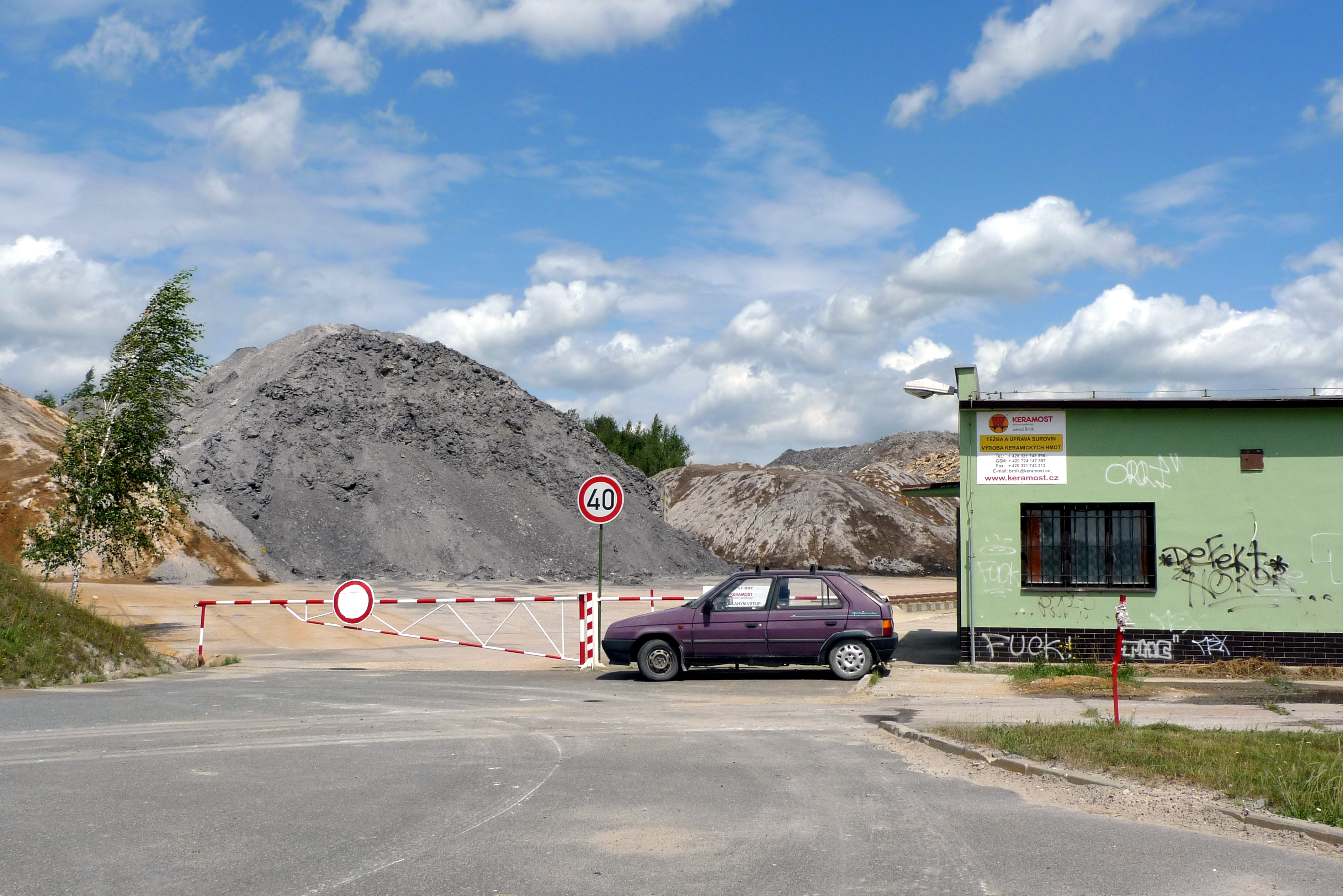
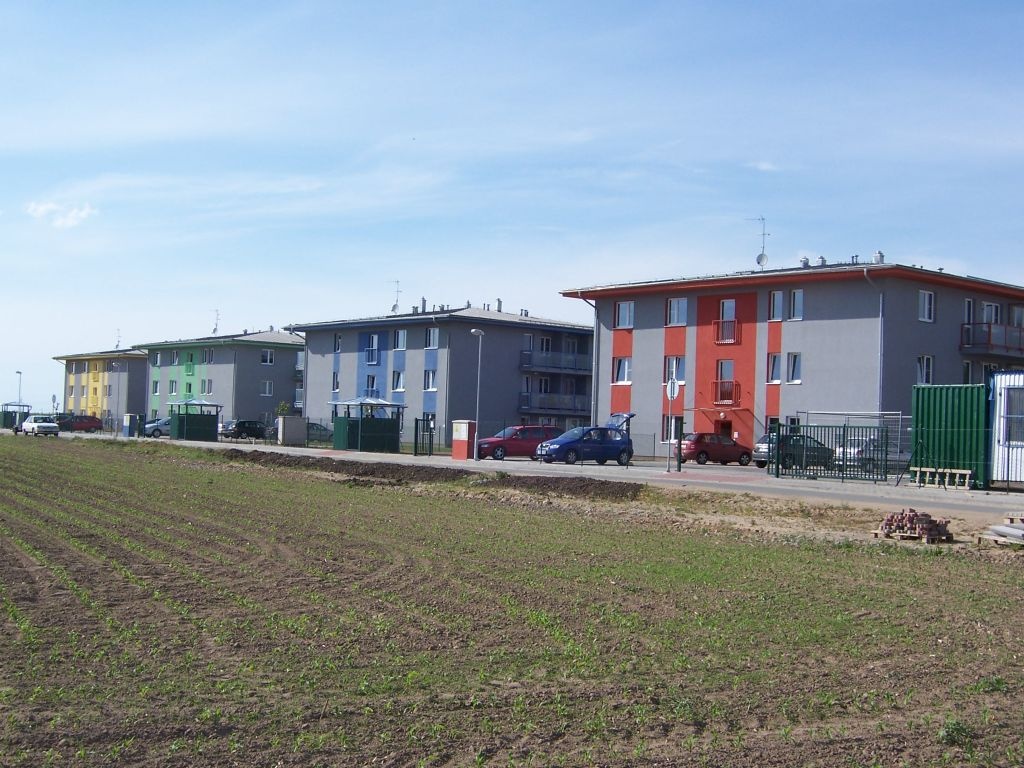
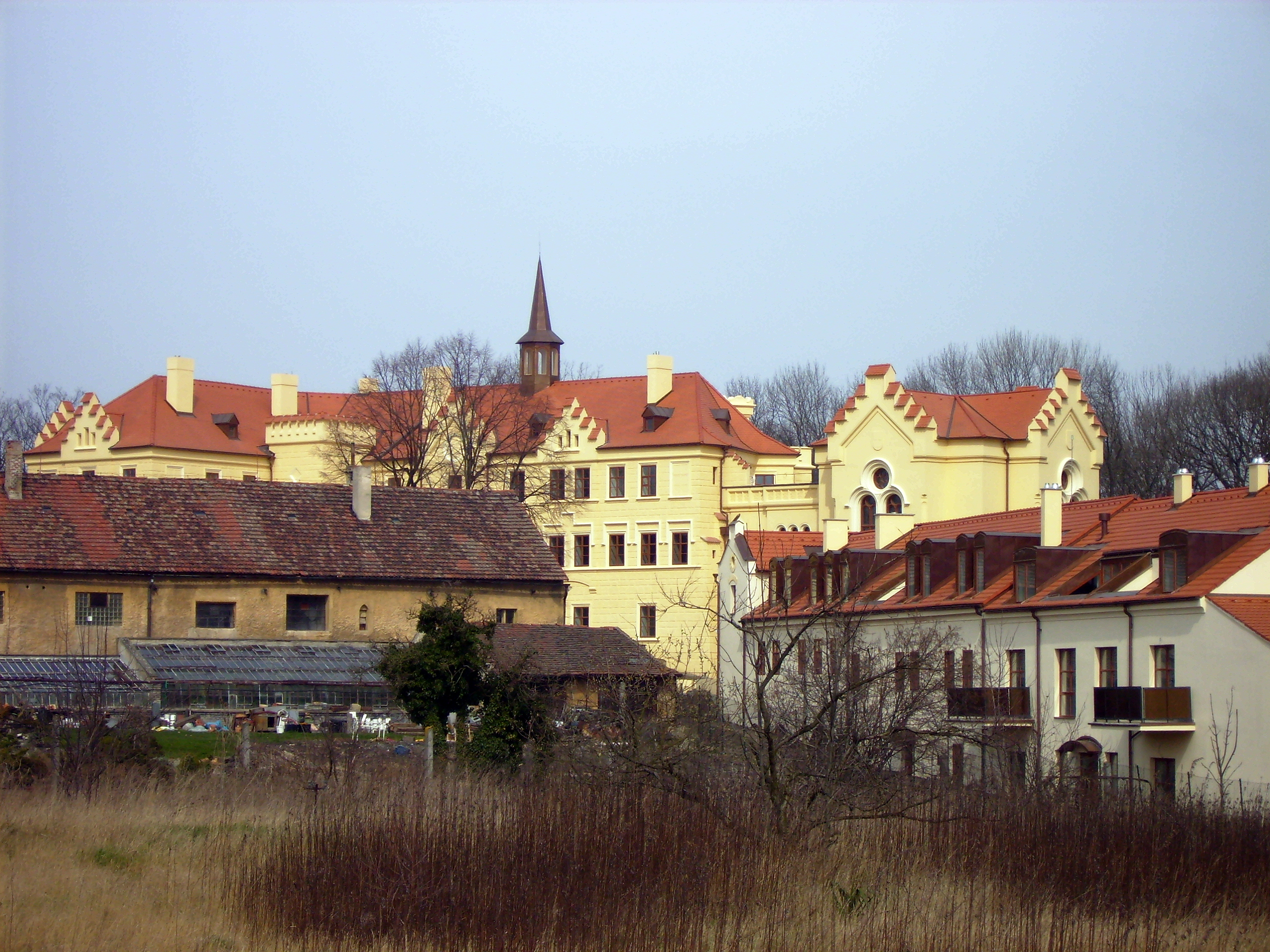
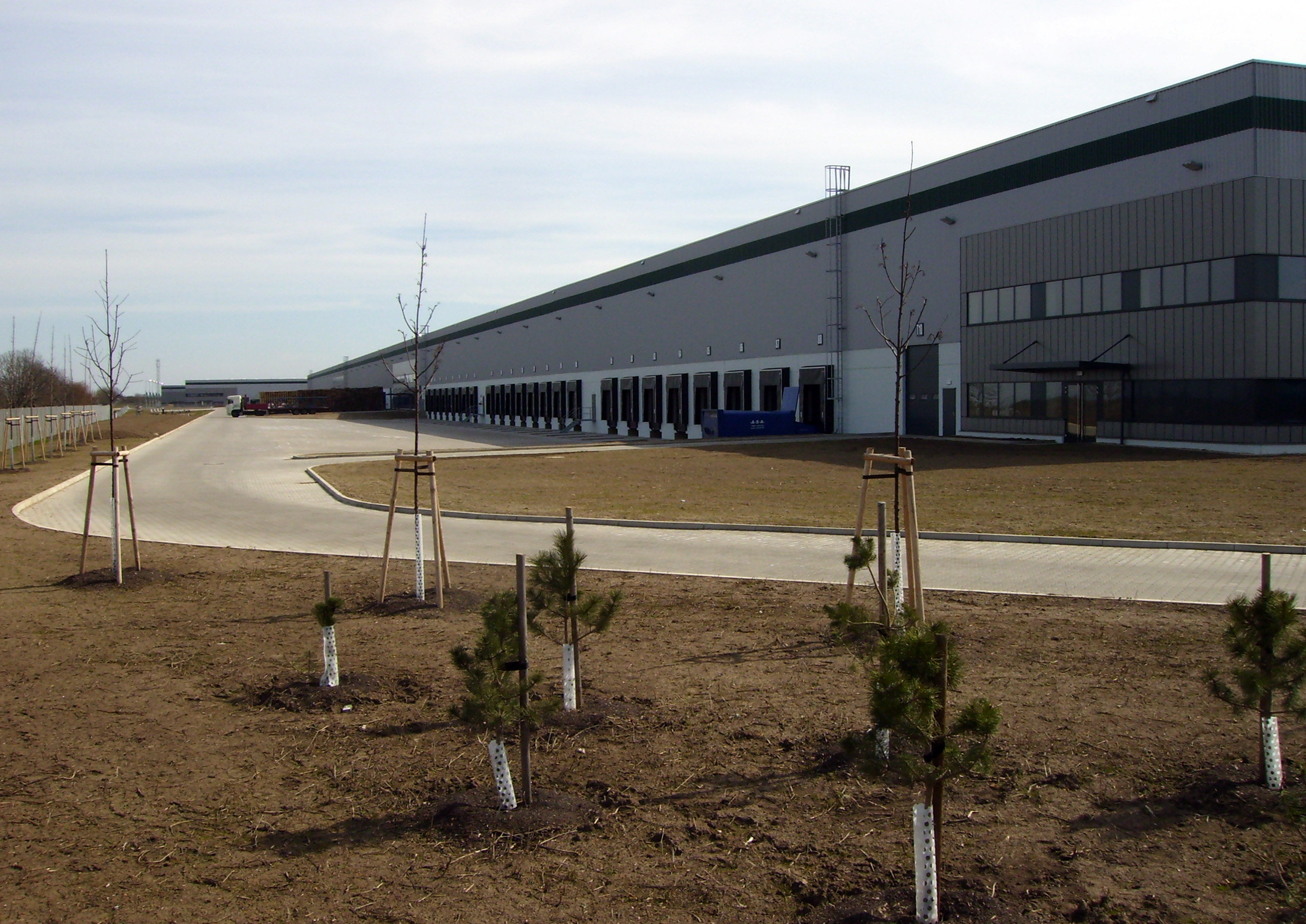
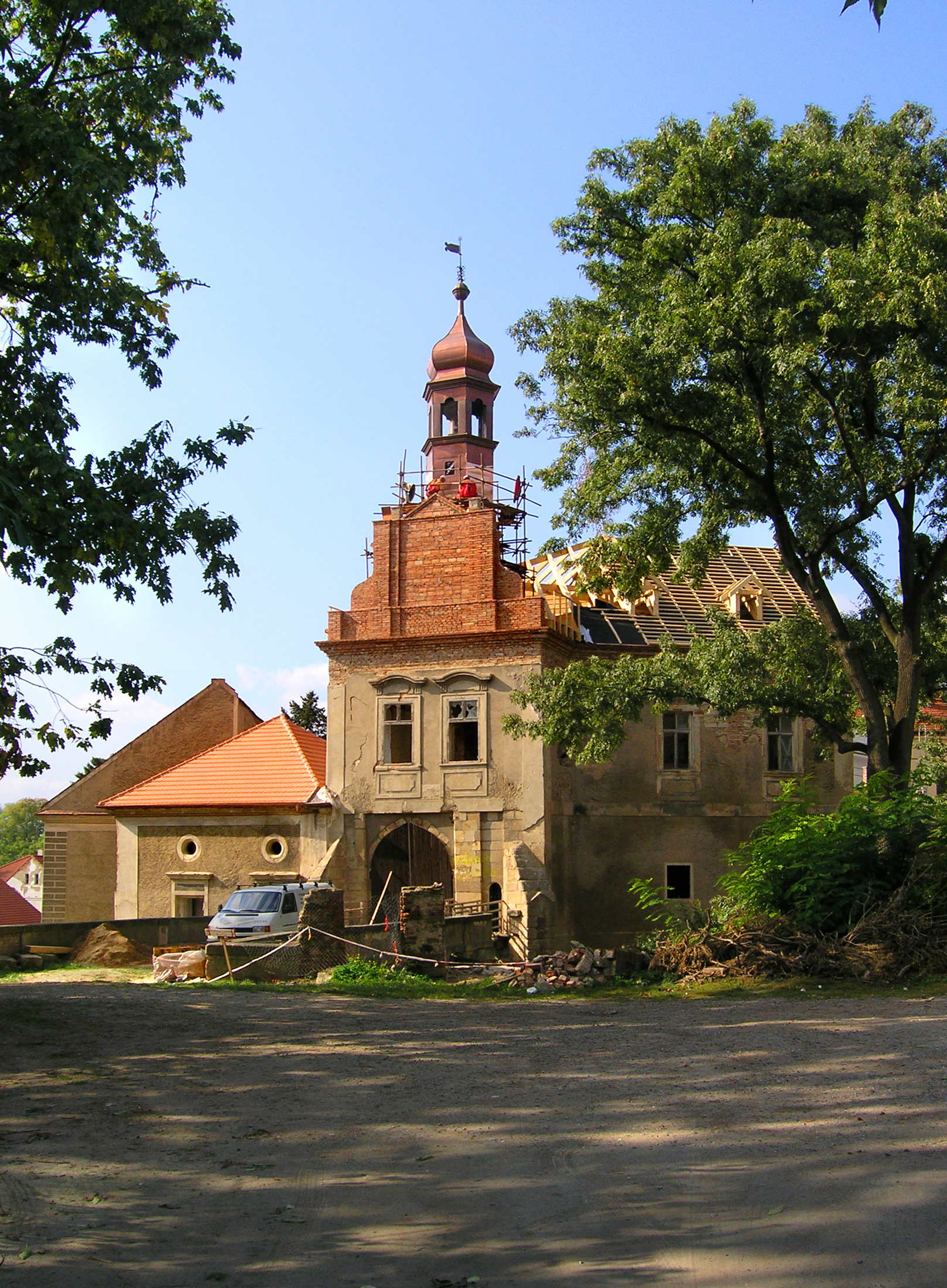
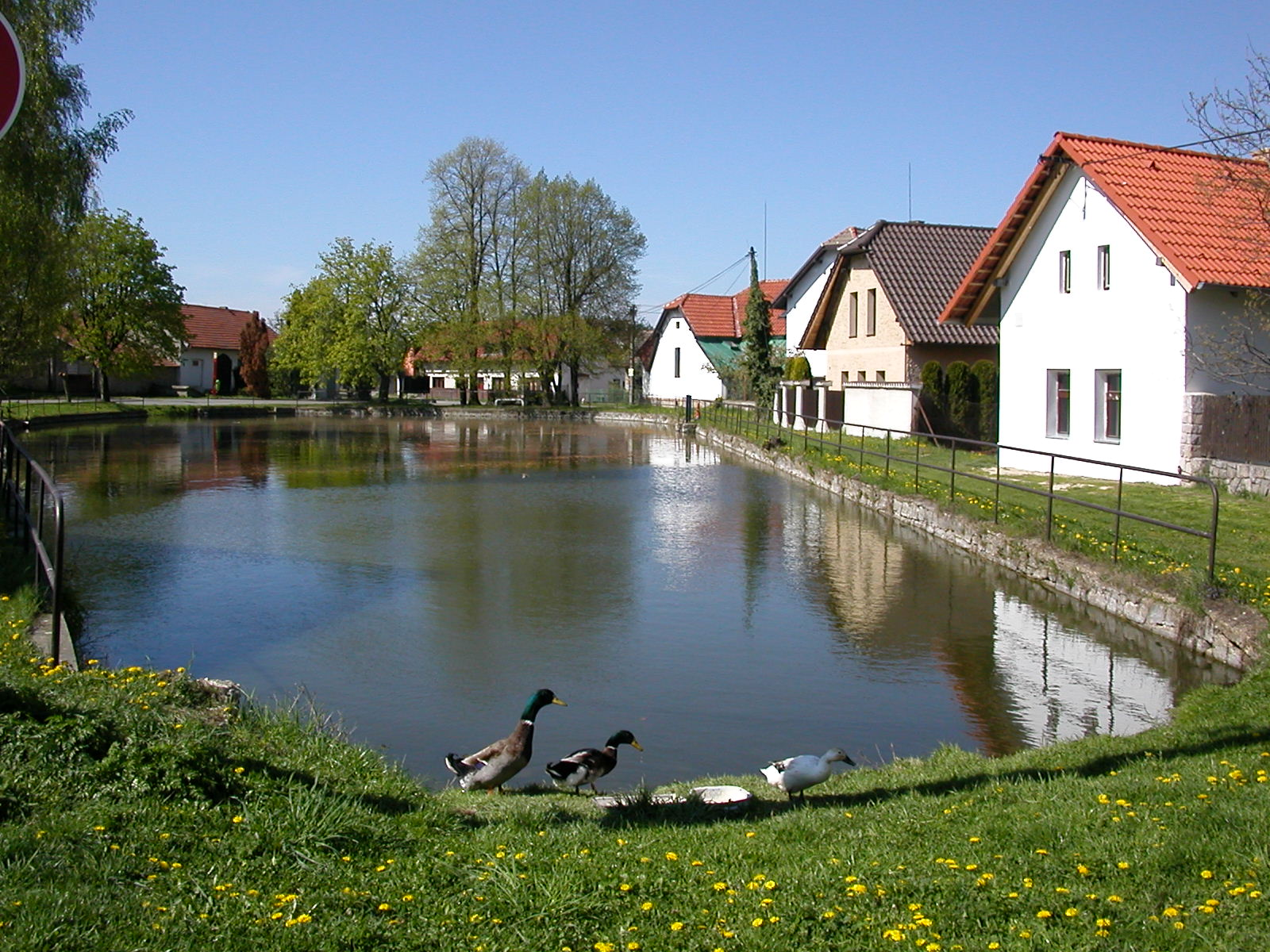
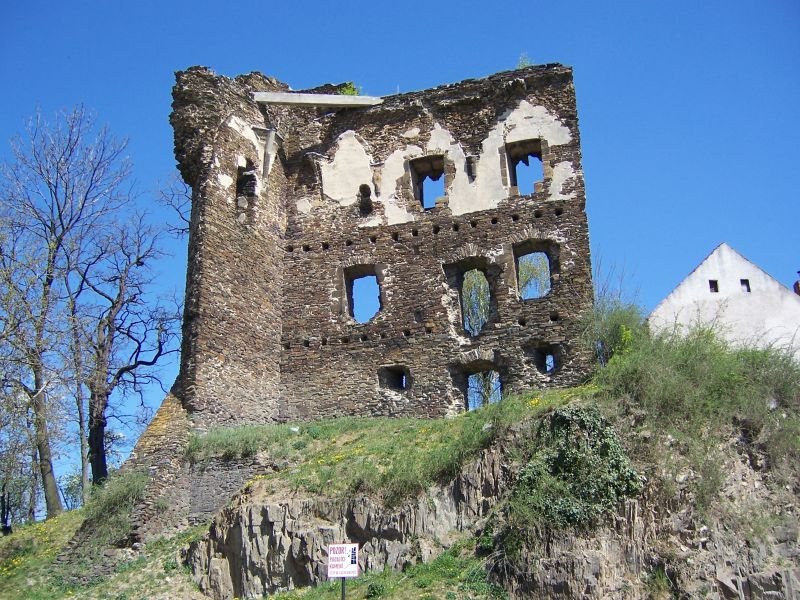
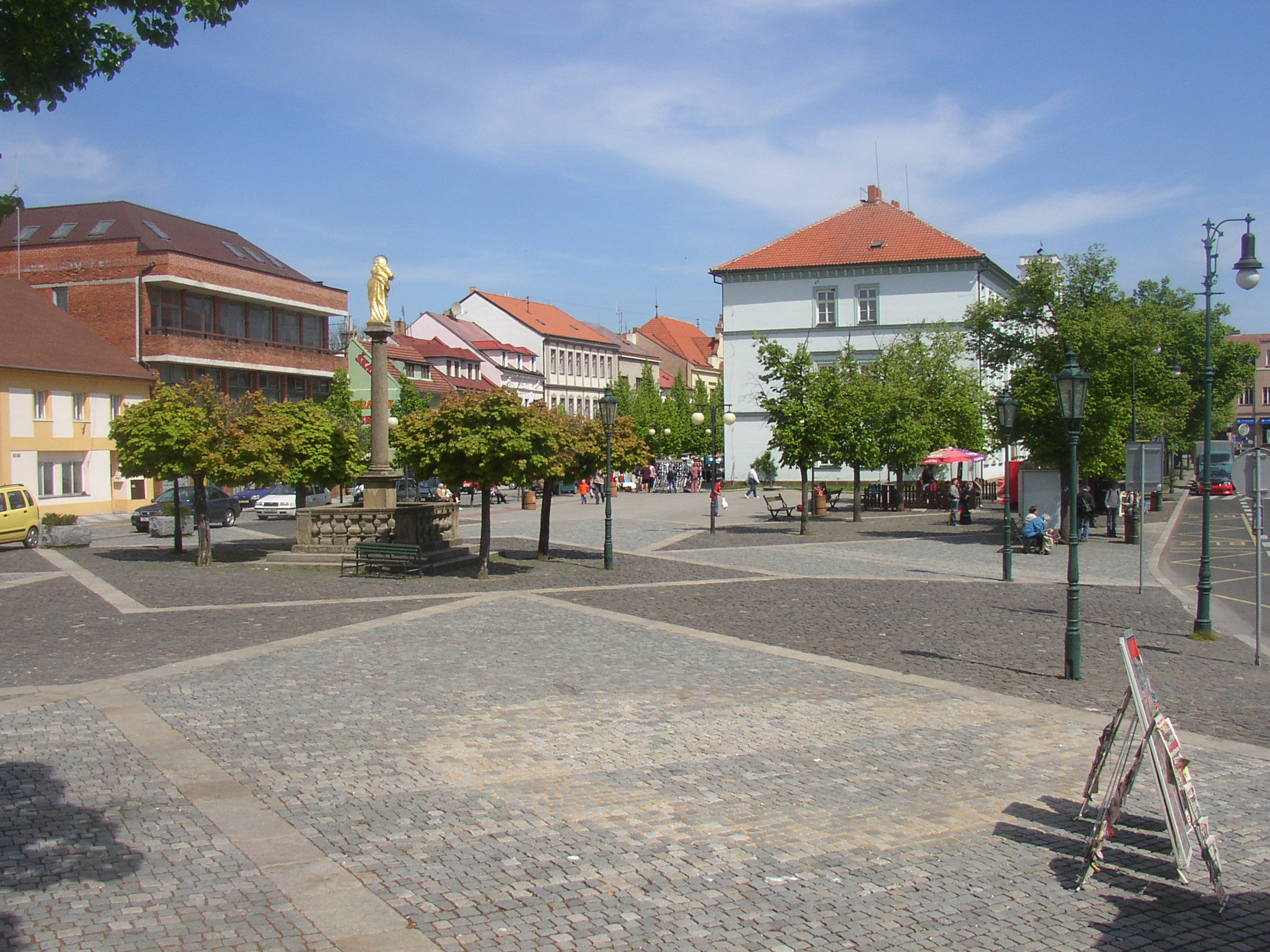
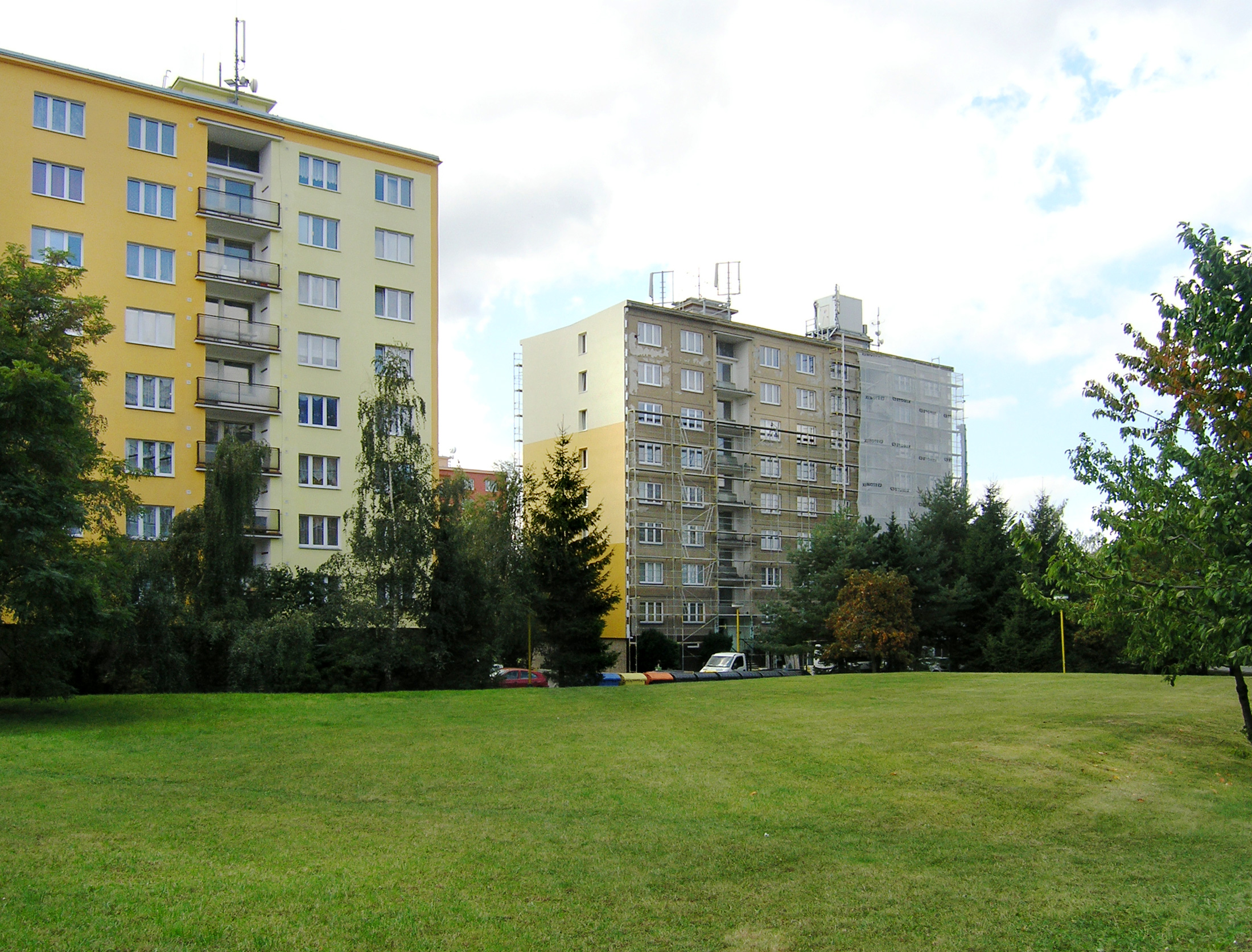
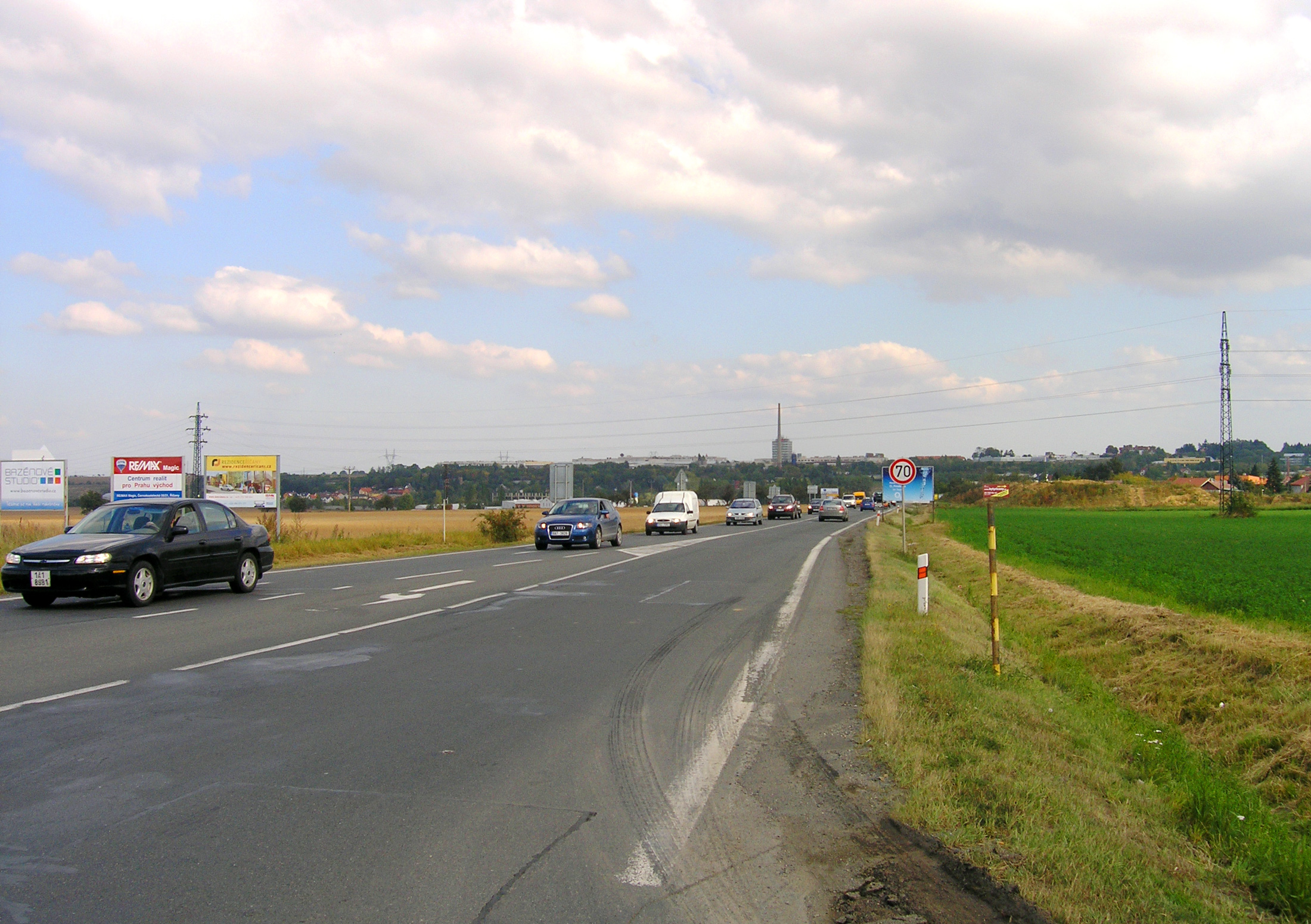
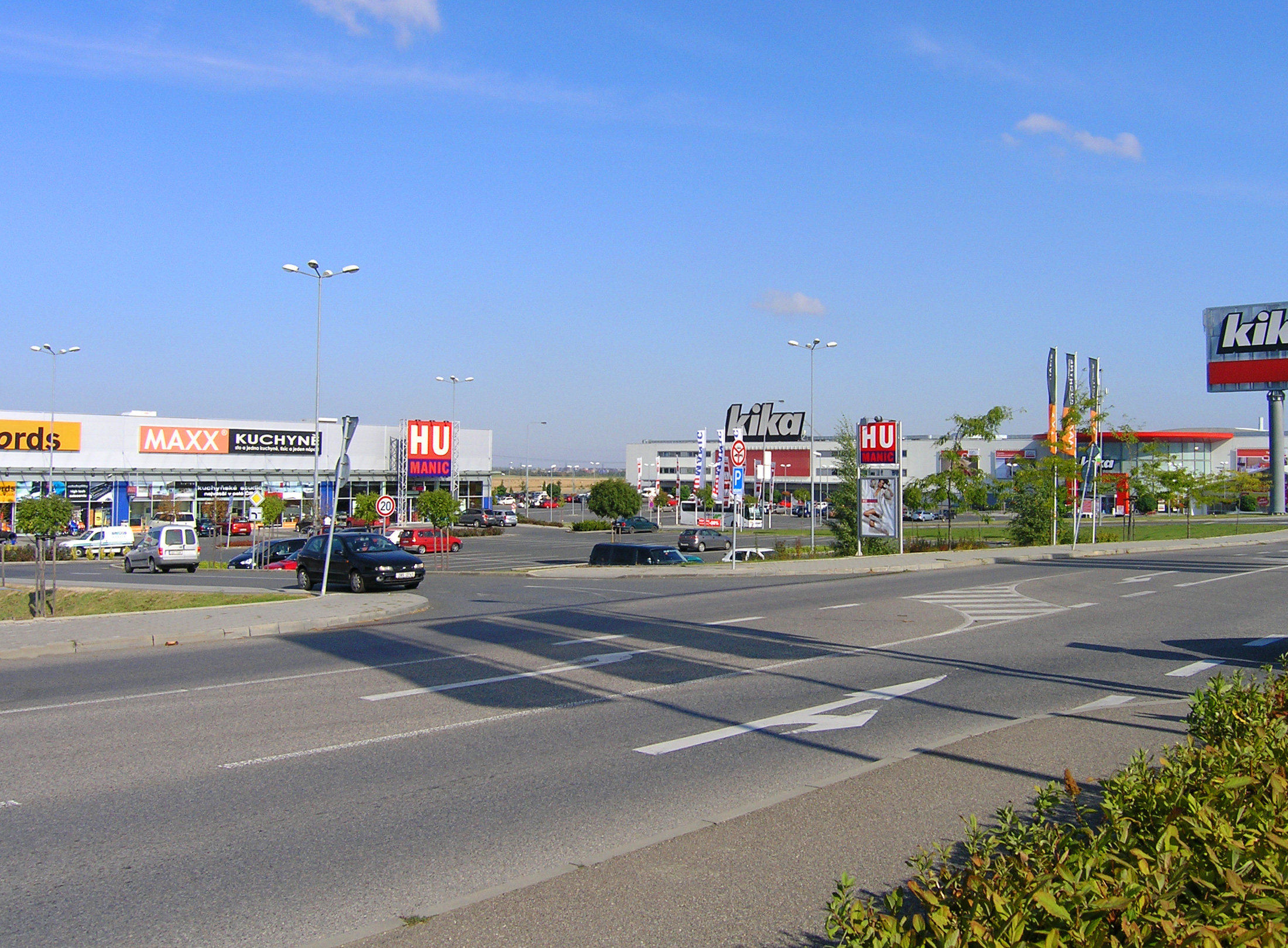
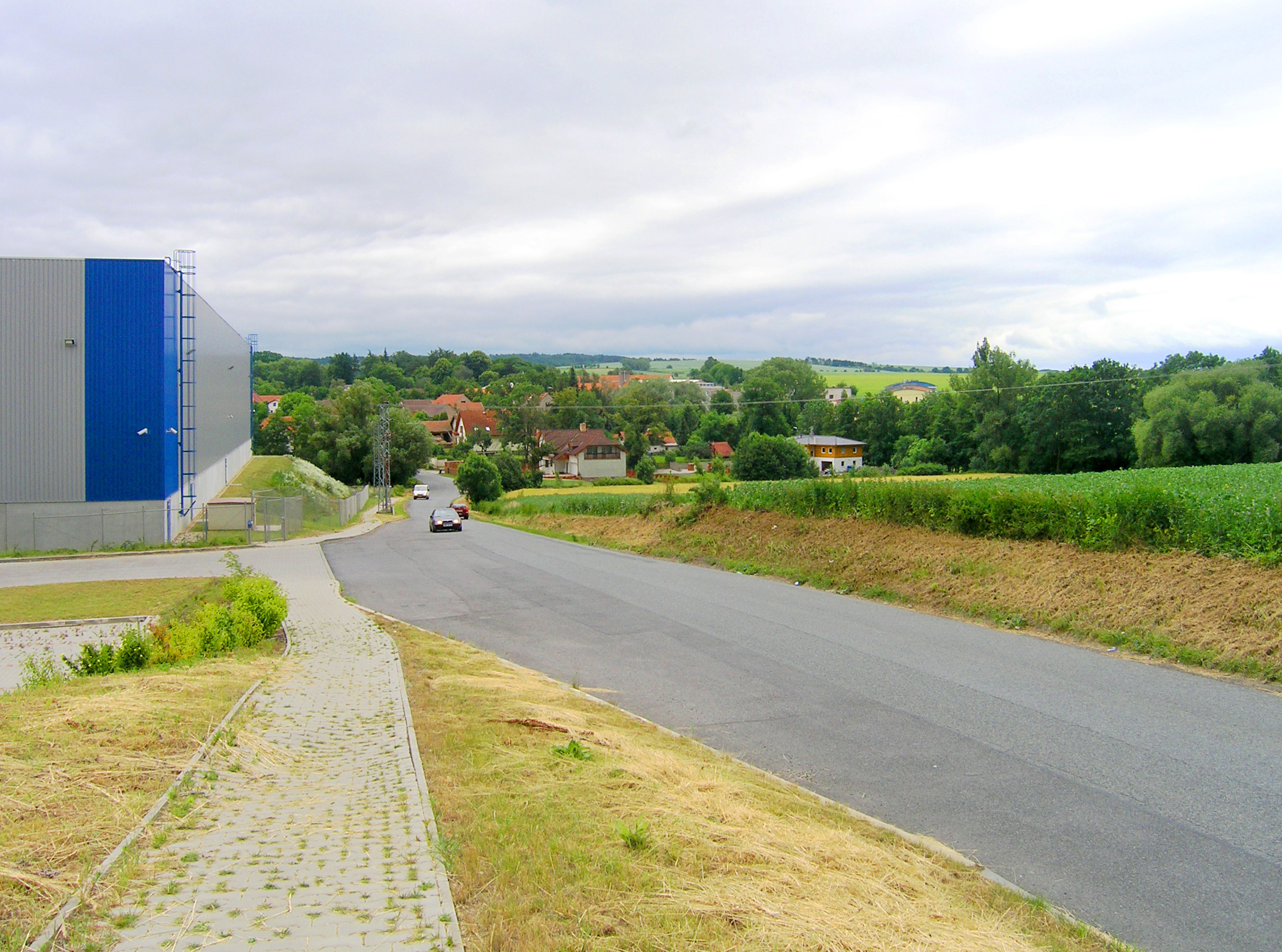
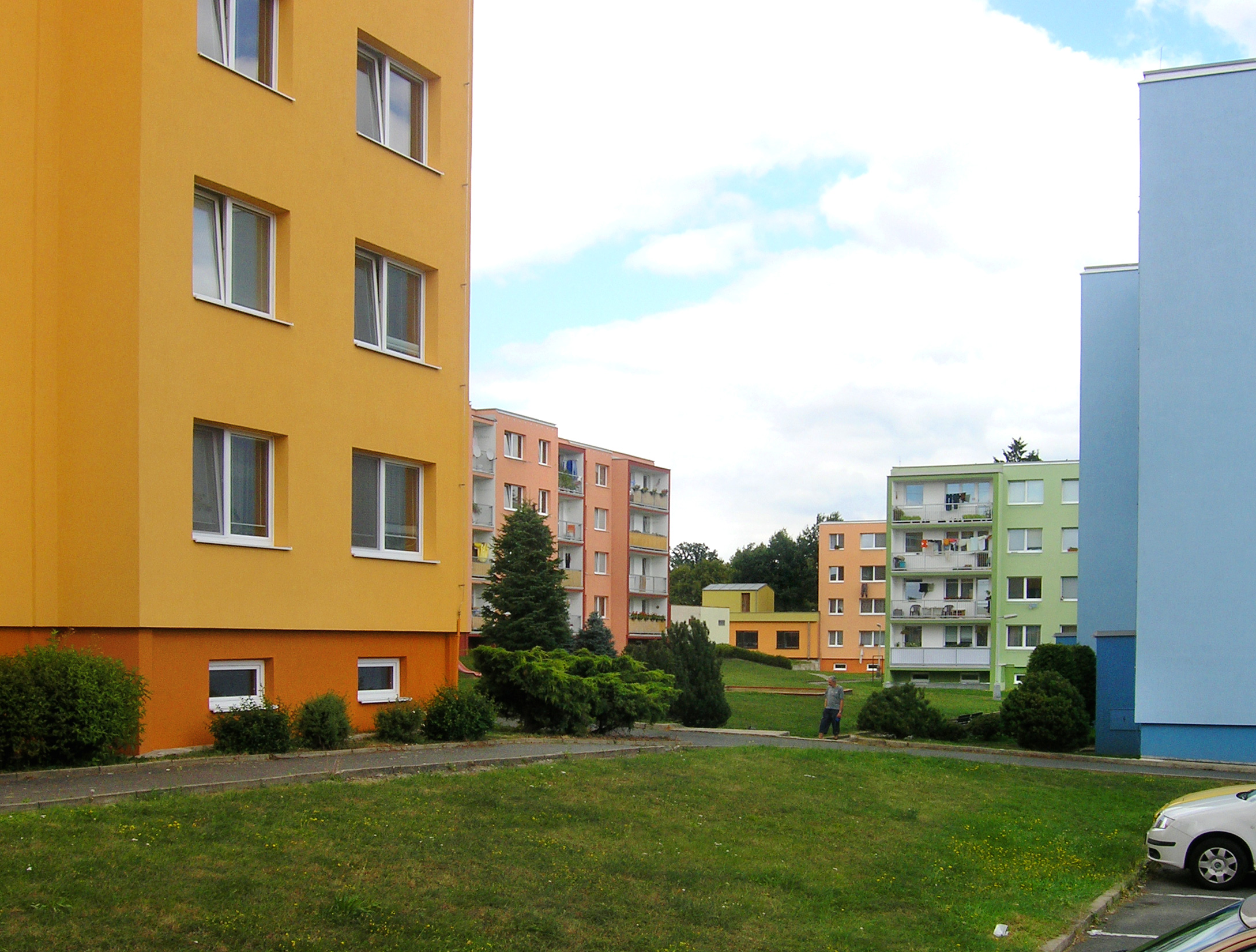
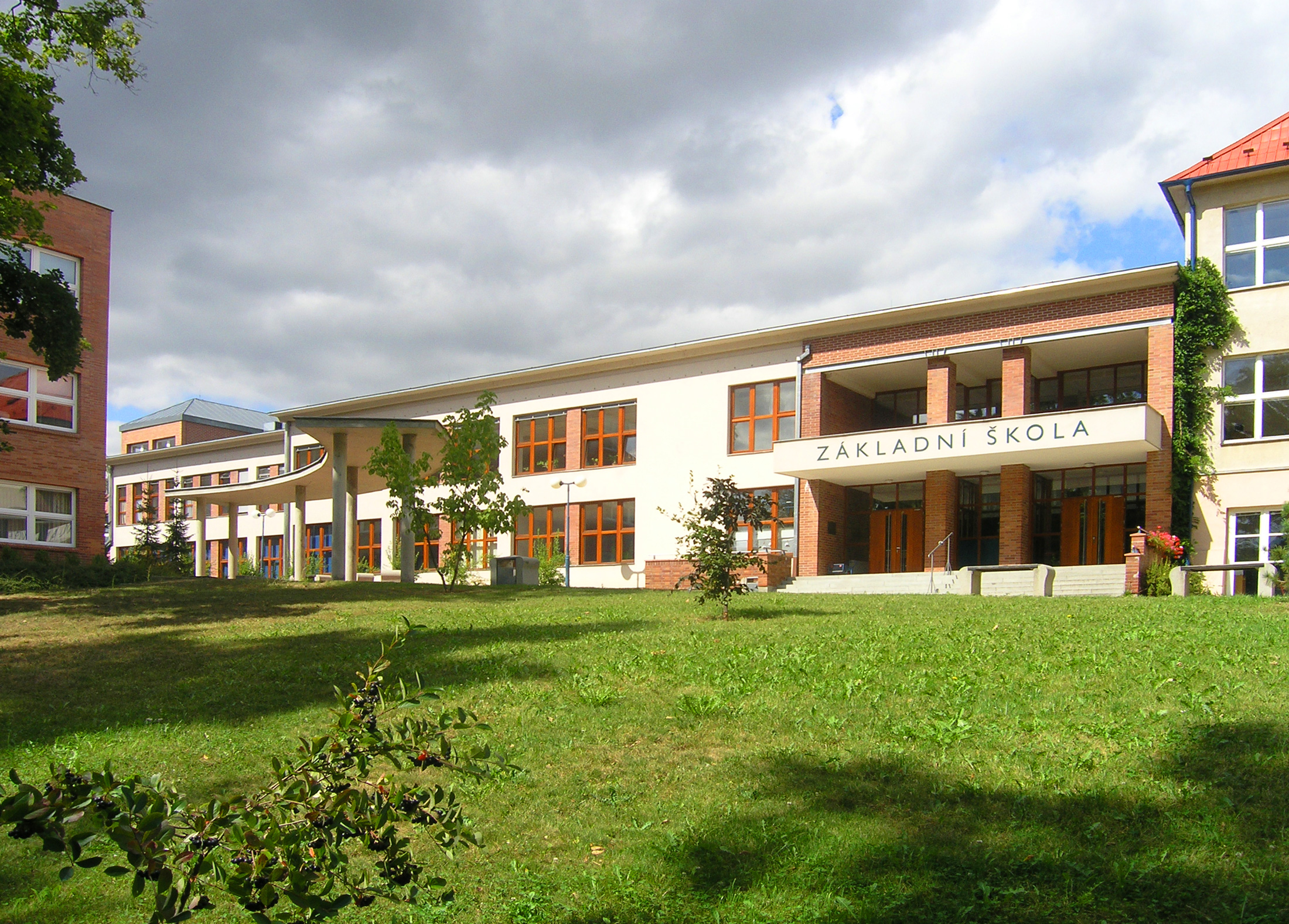
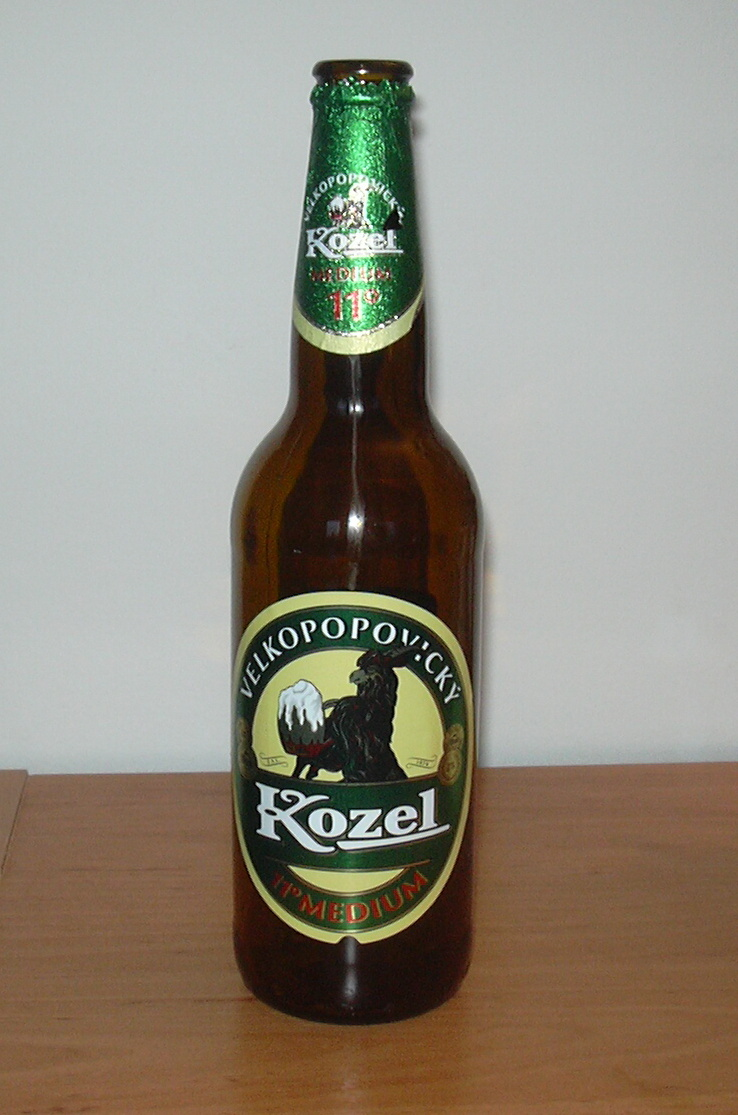
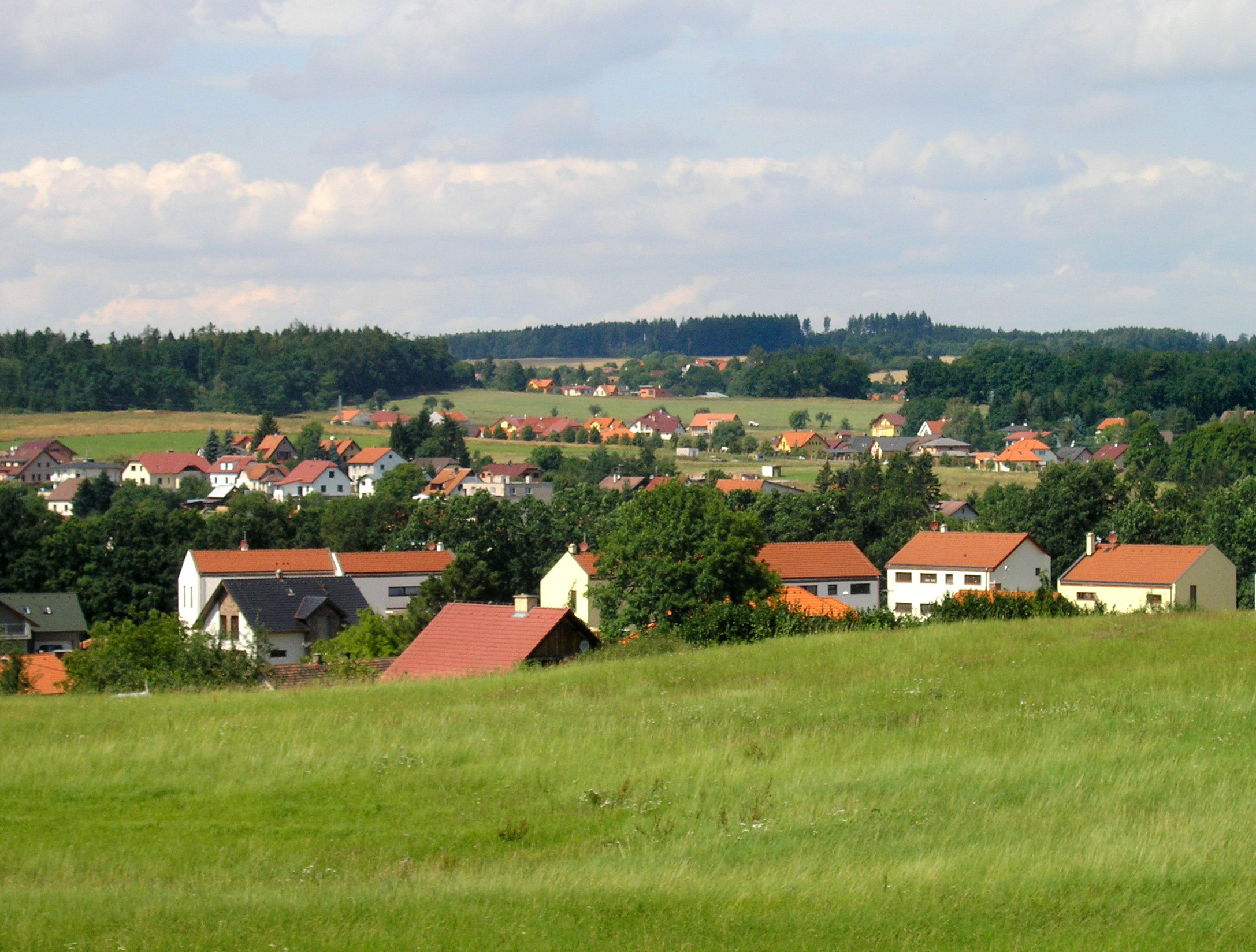
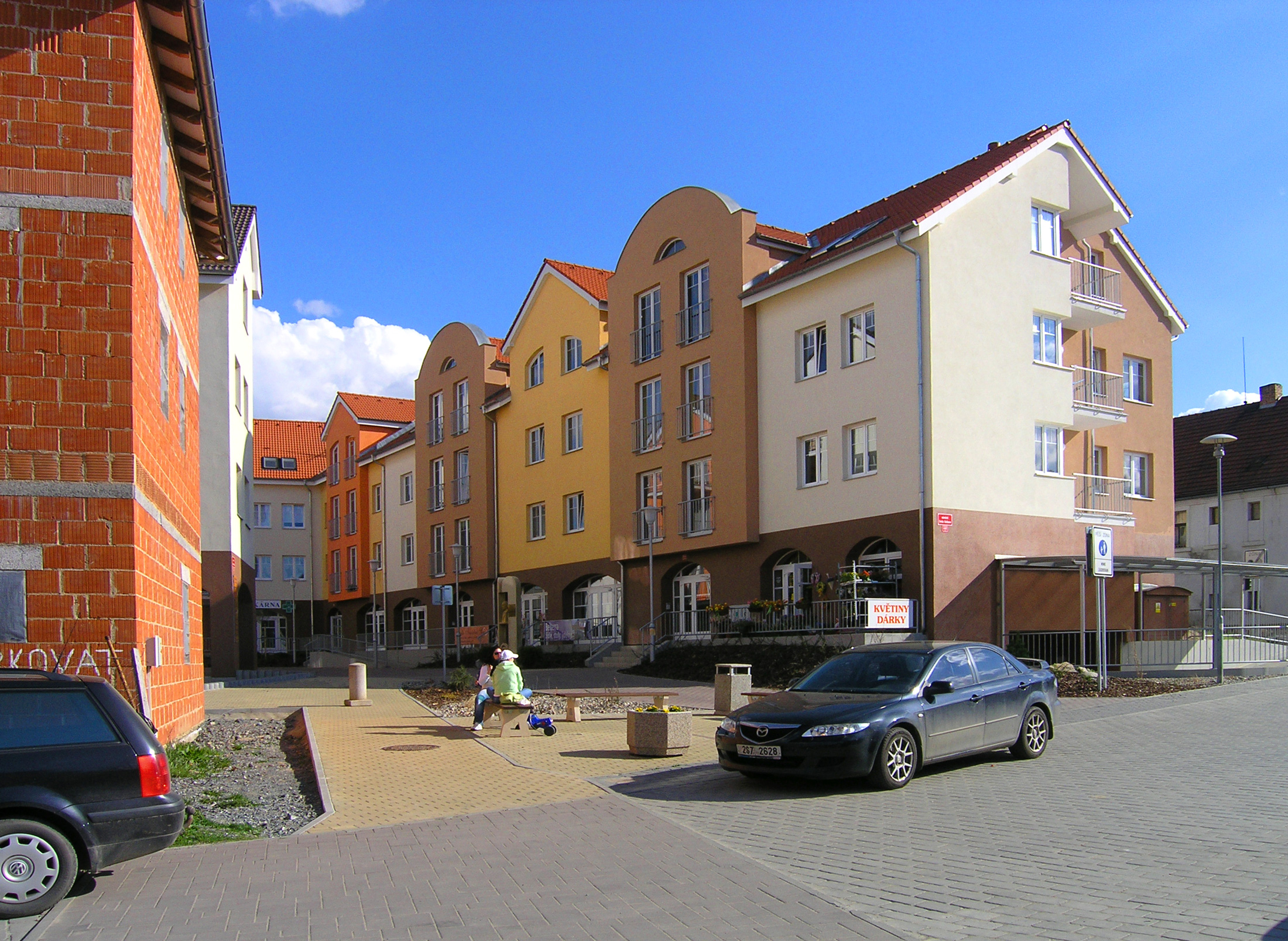
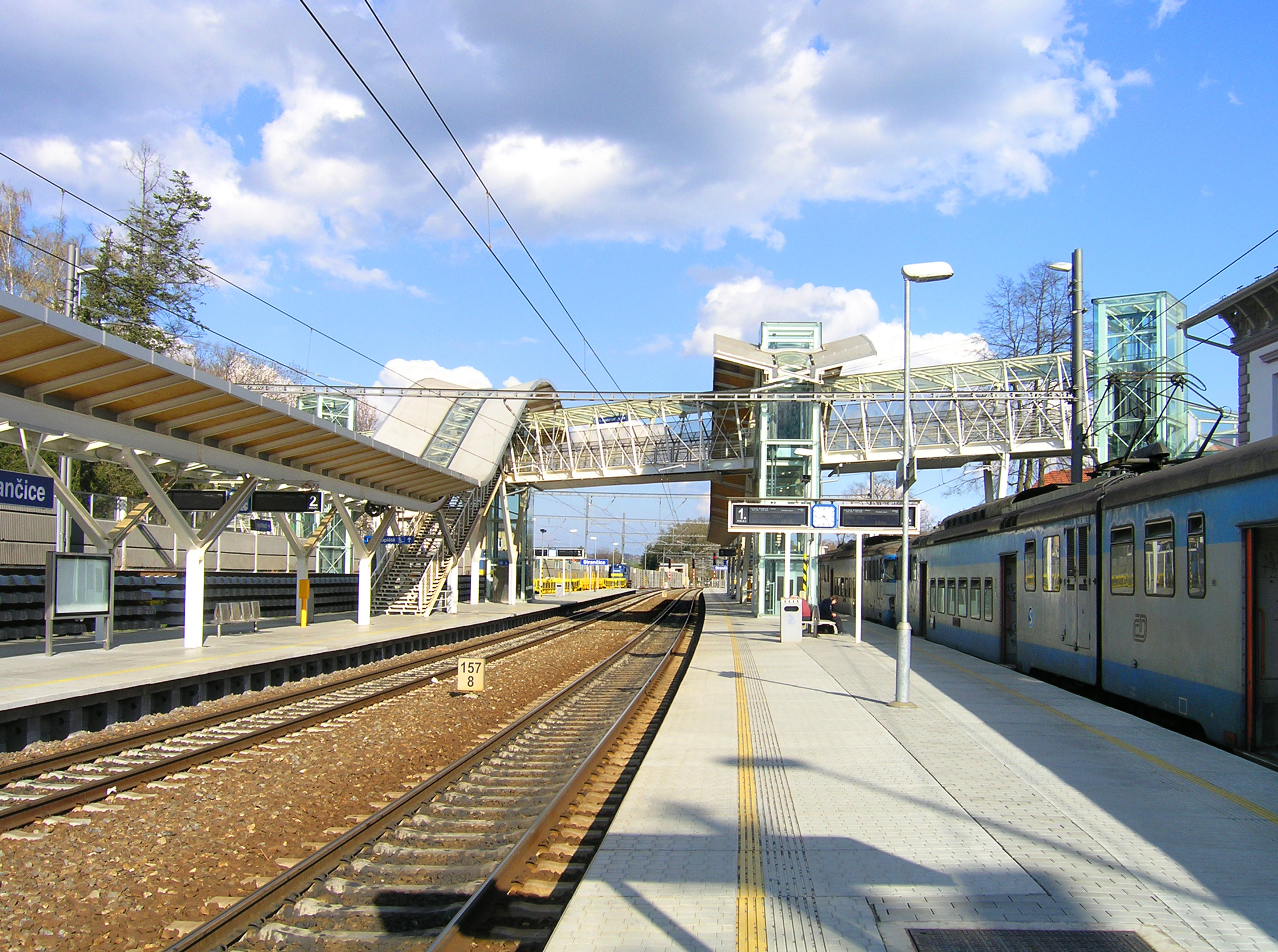
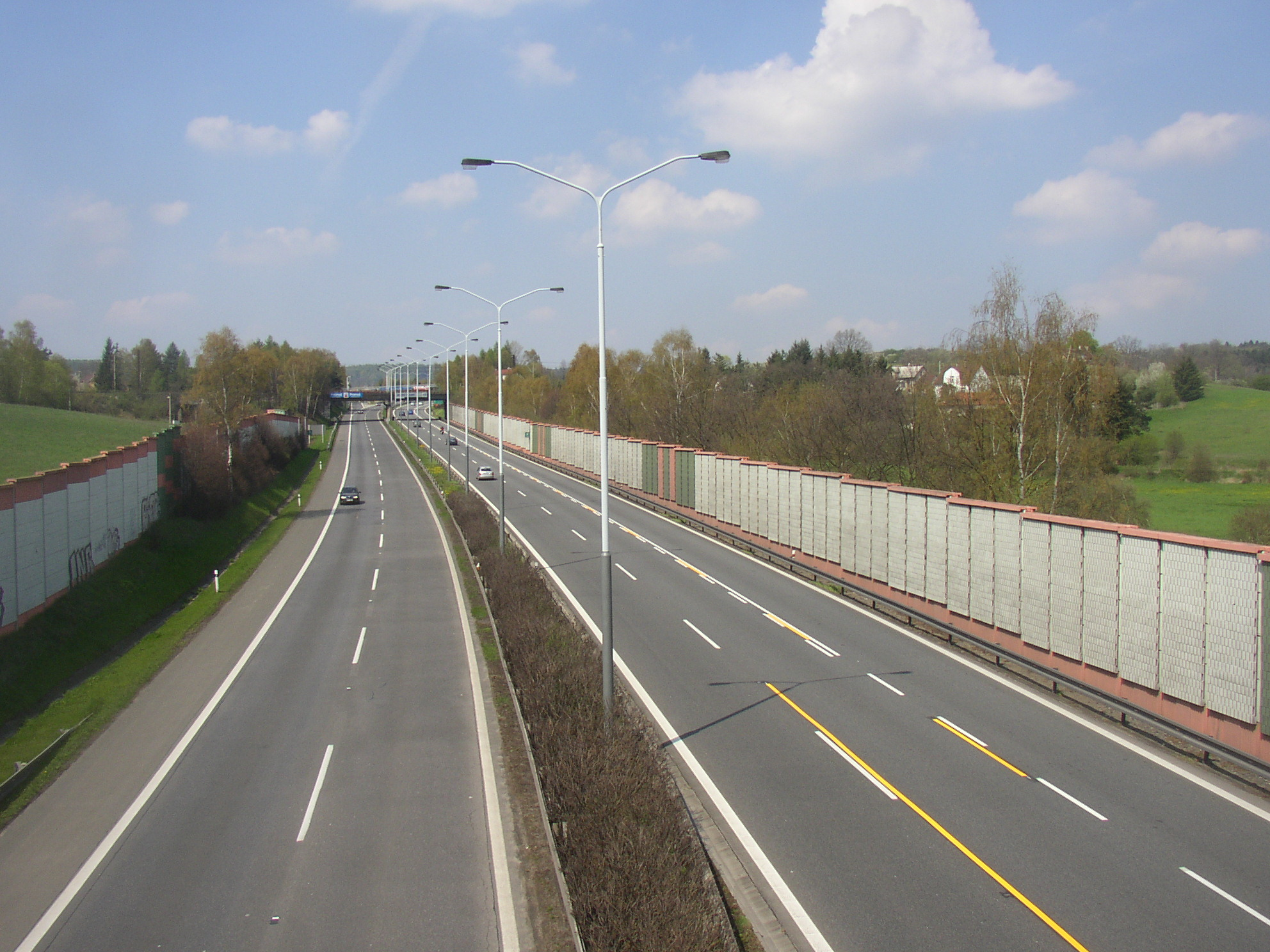
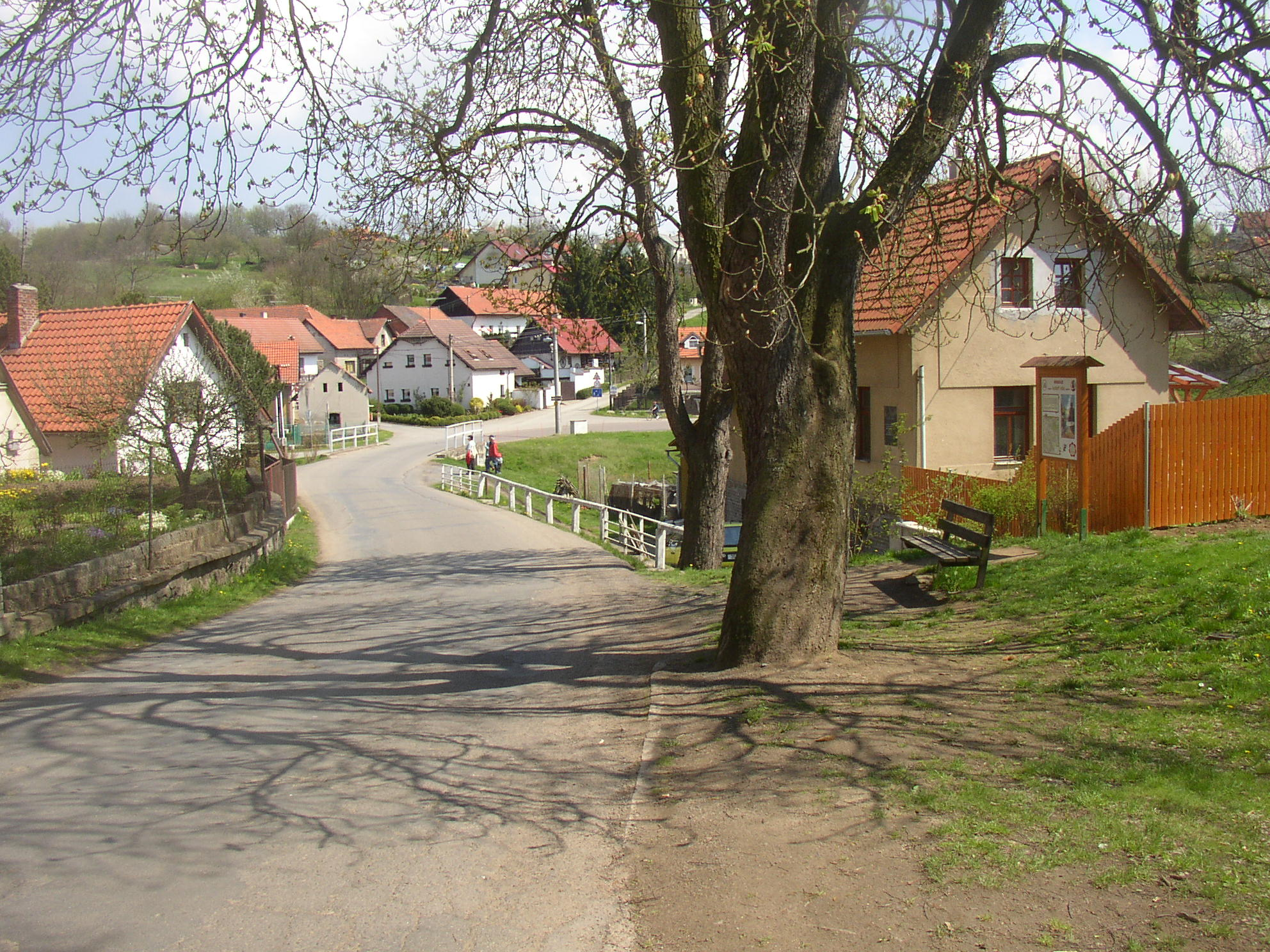
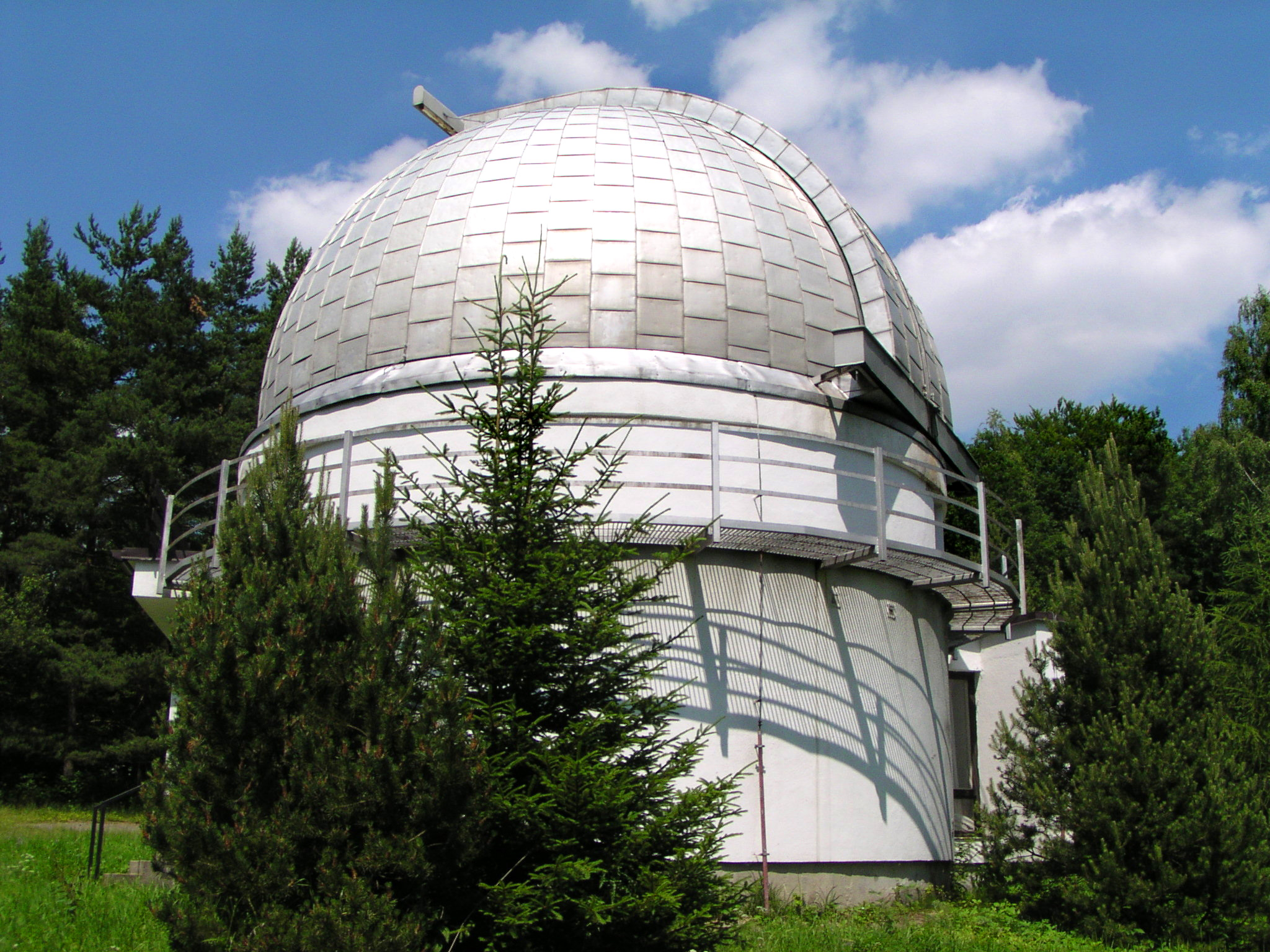
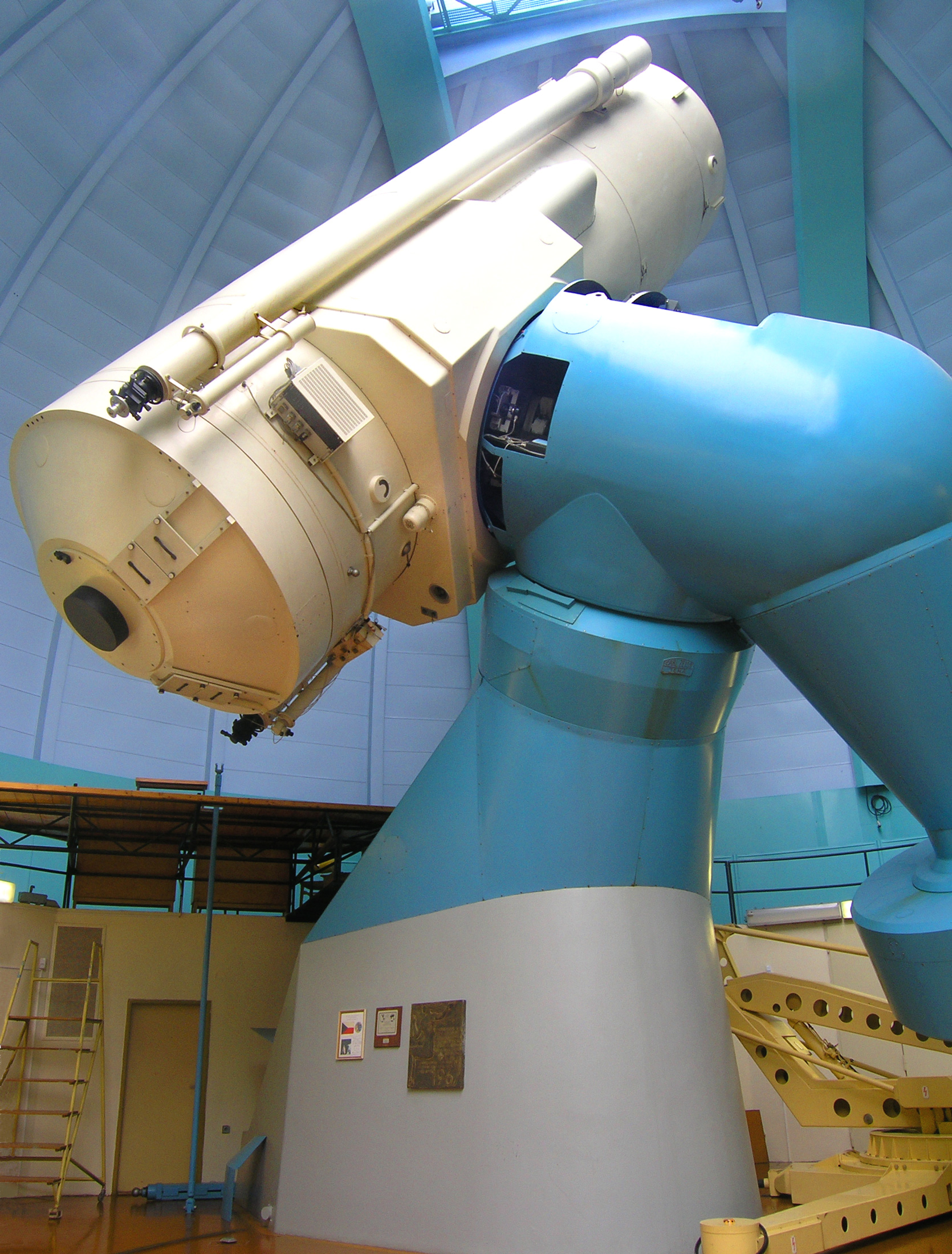
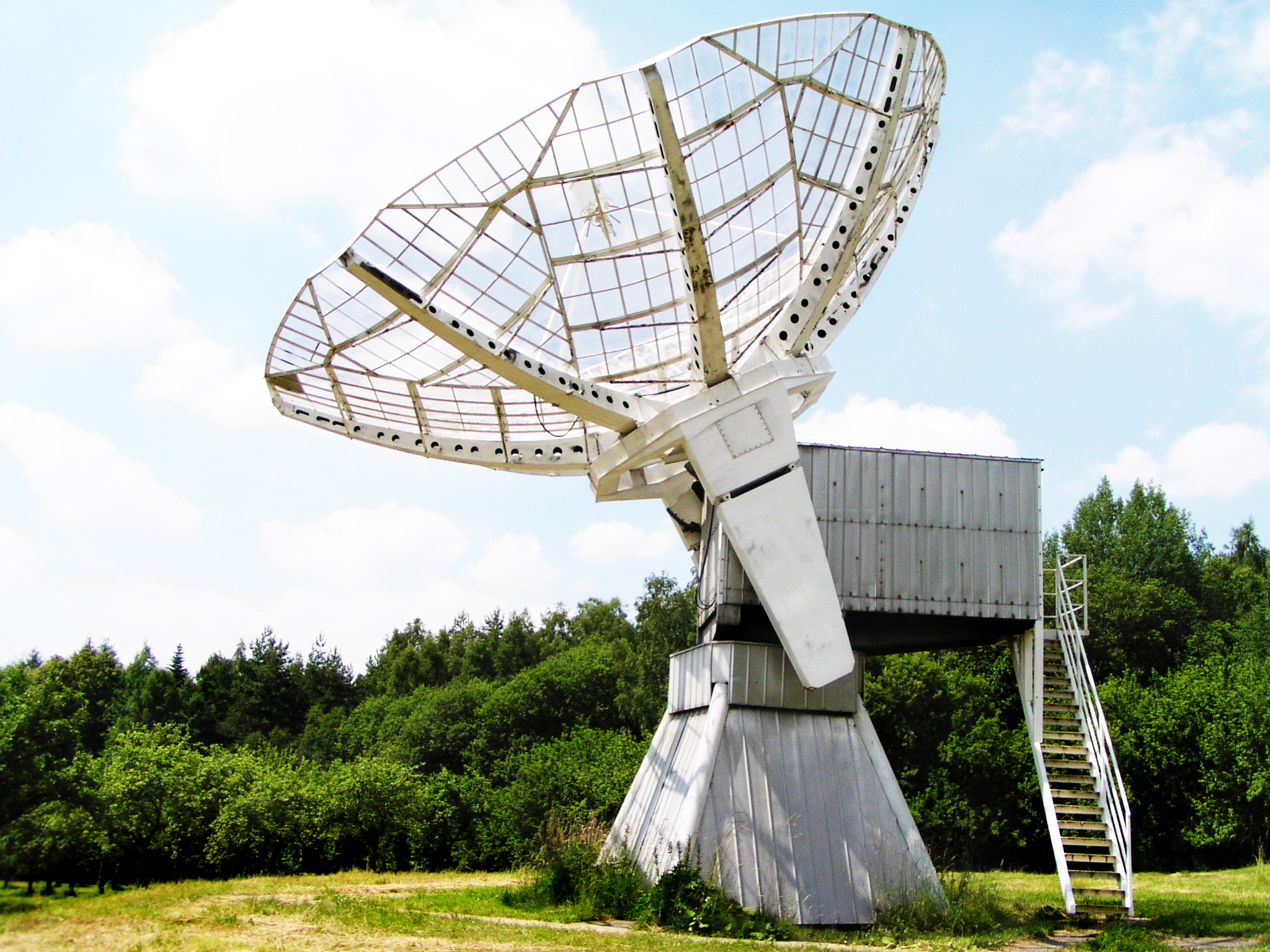
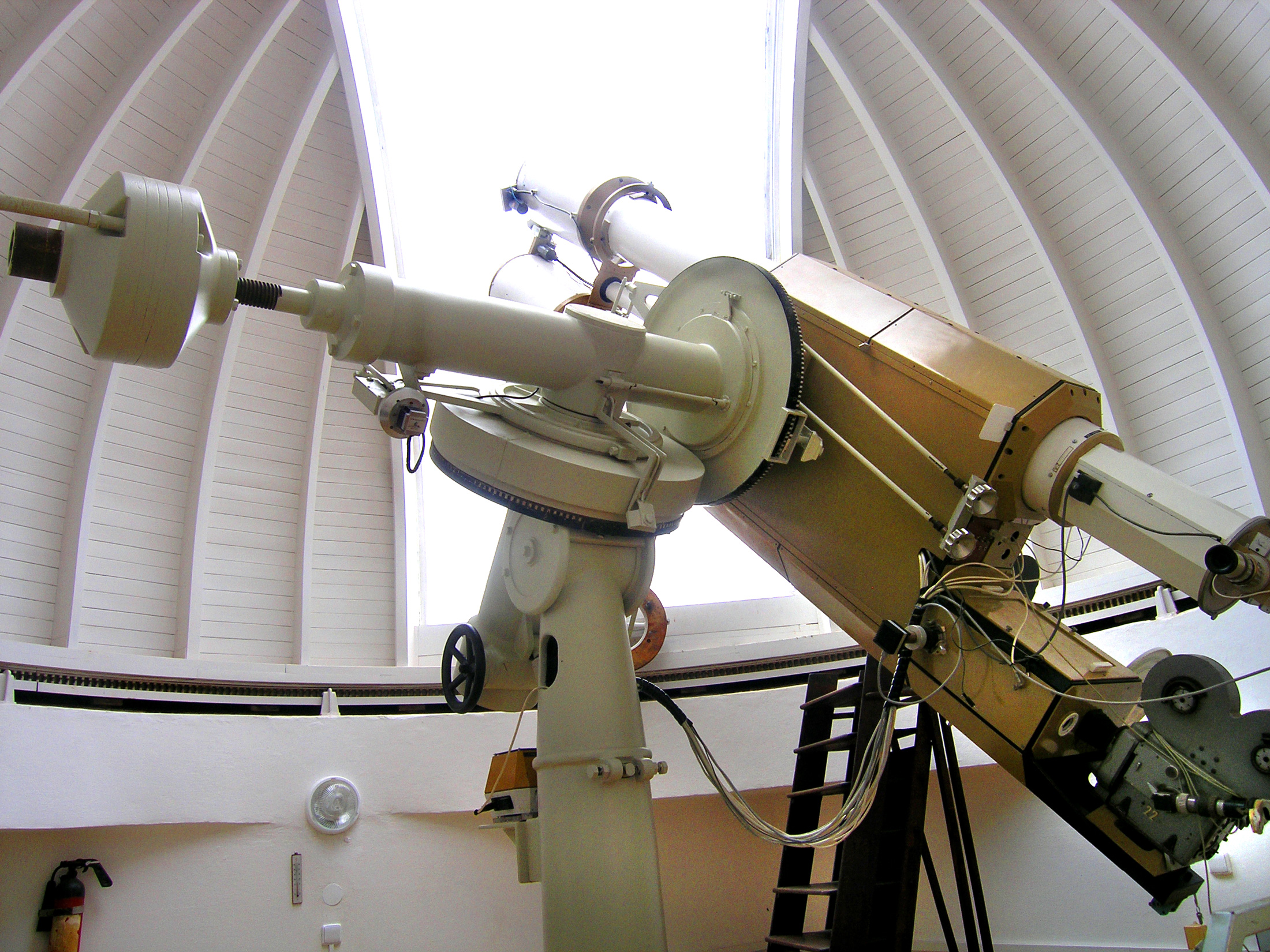
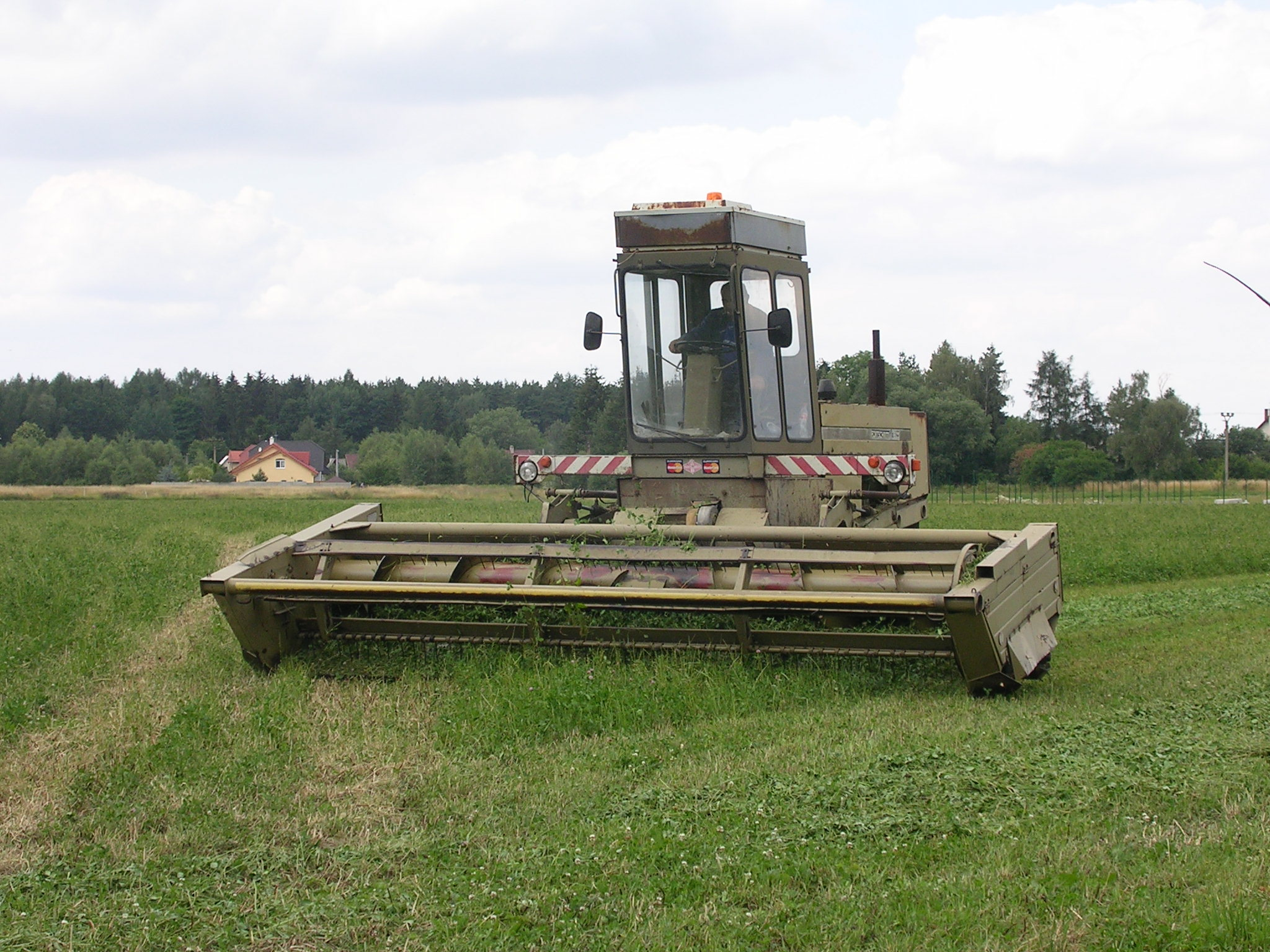
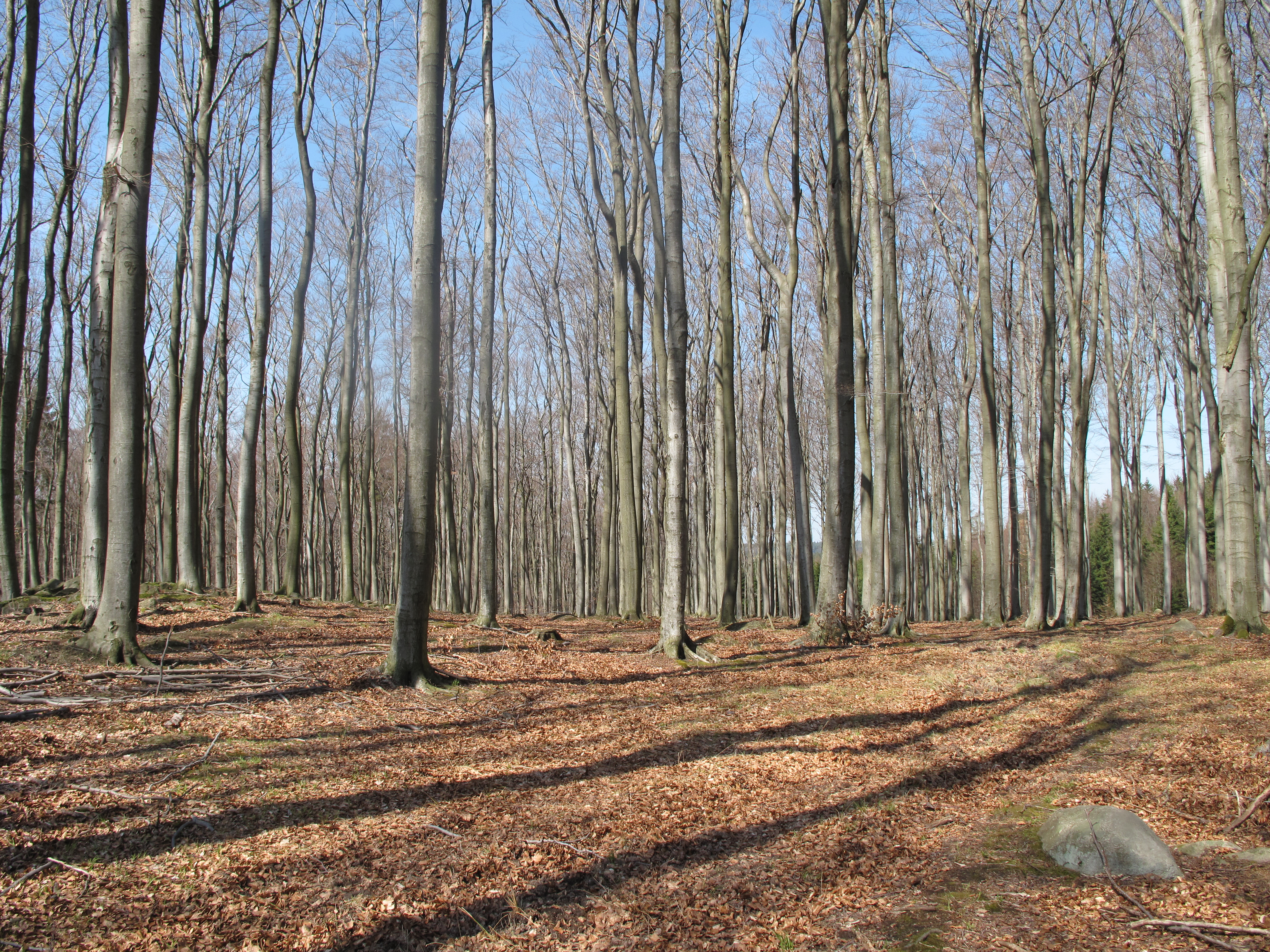
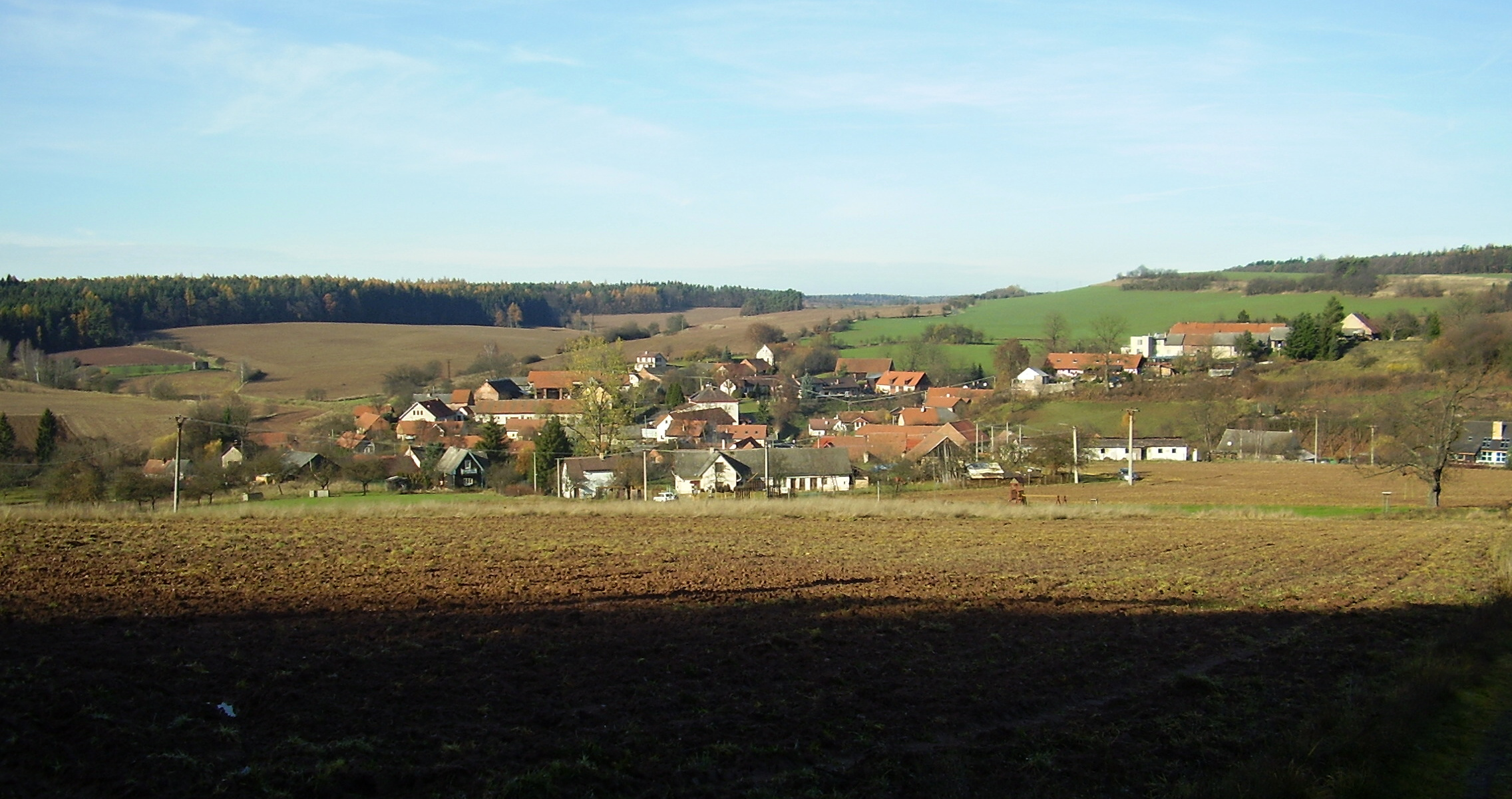
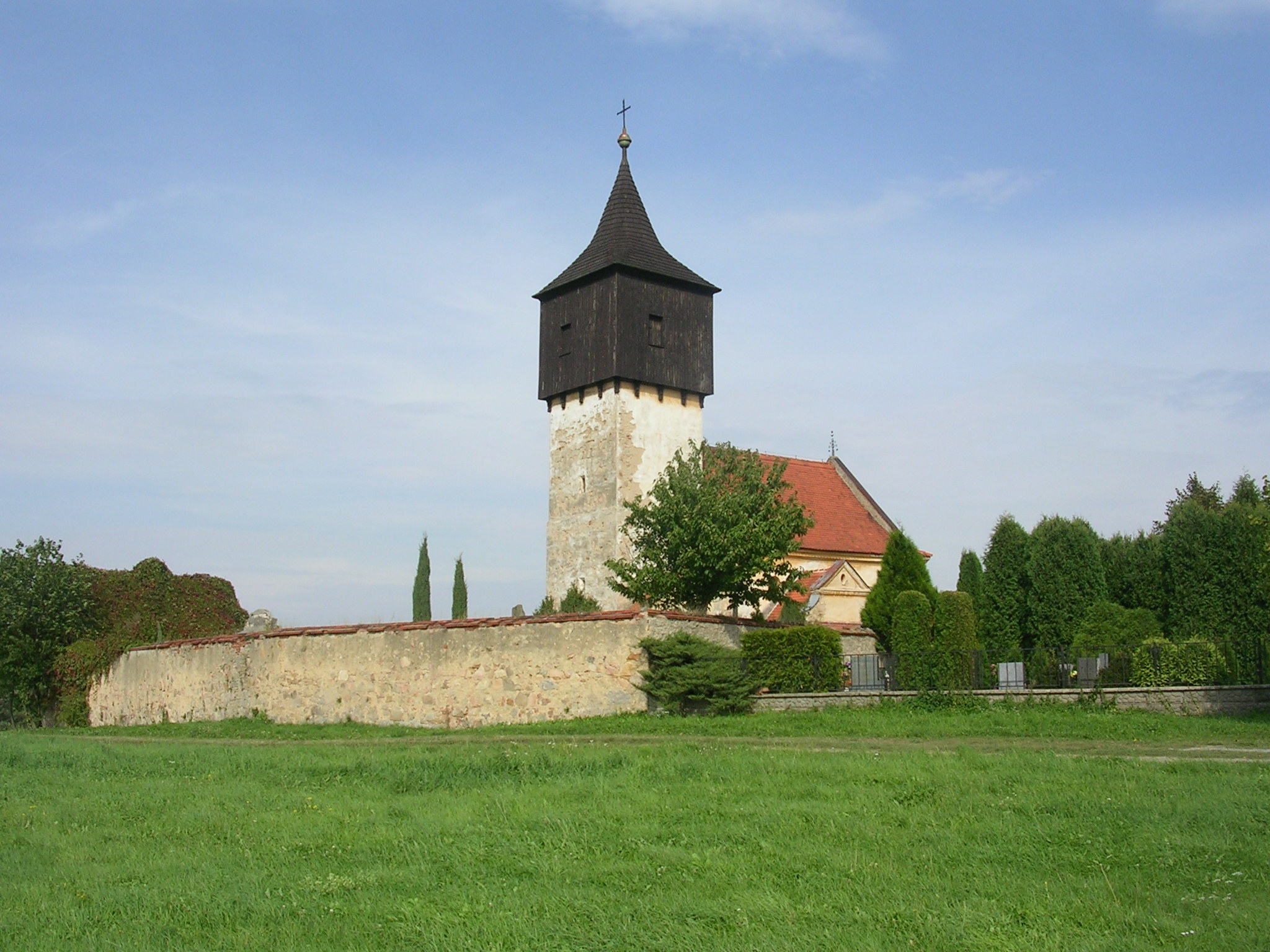
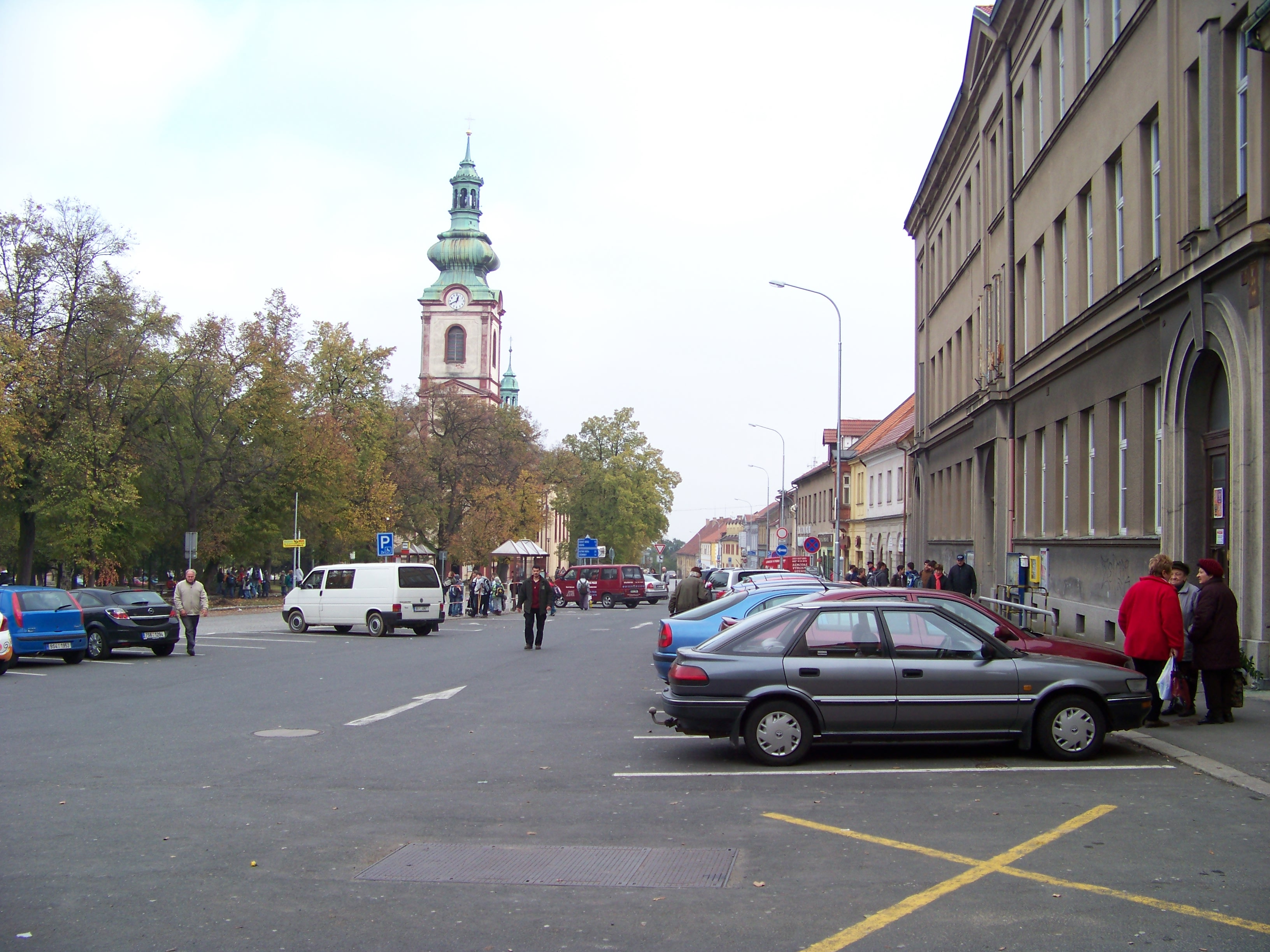
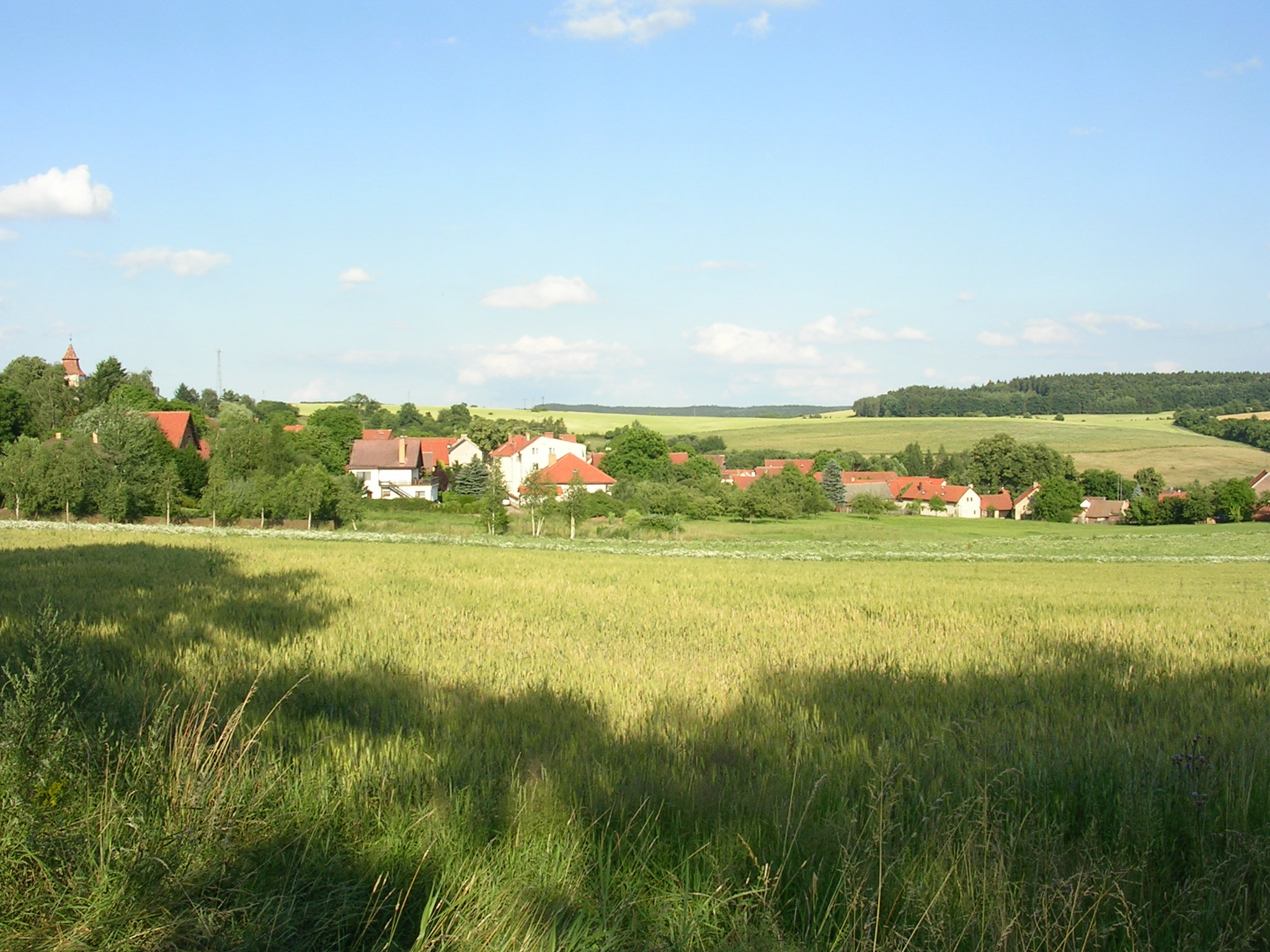
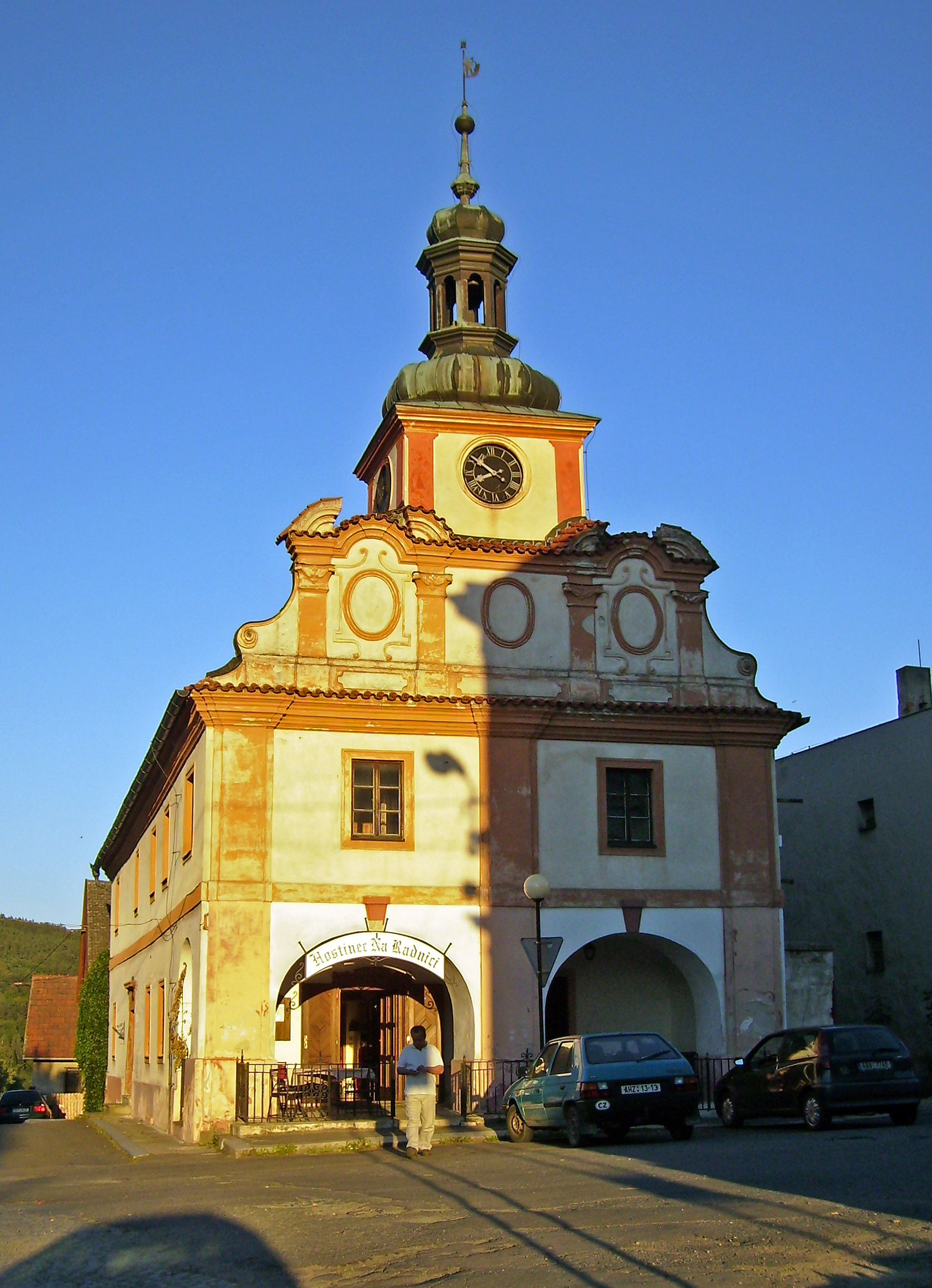
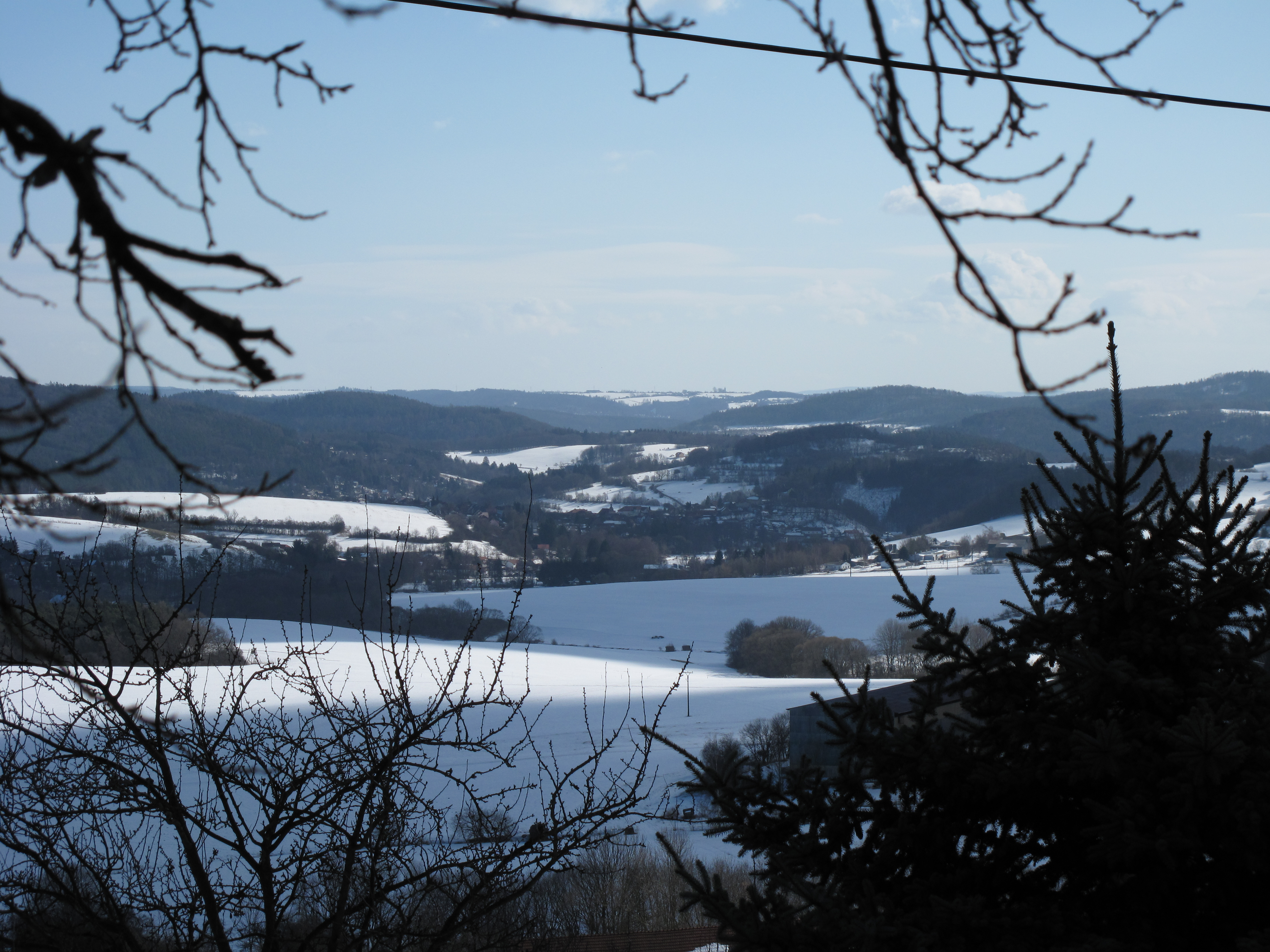